# 呪術廻戦
『呪術廻戦』（じゅじゅつかいせん）は、芥見下々による日本の漫画。『週刊少年ジャンプ』（集英社）において、2018年14号から2024年44号まで連載された。略称は「呪術」。
人間の負の感情から生まれた化け物や呪霊を呪術を使って祓う呪術師の戦いを描いたダークファンタジー・バトル漫画。
本作は『ジャンプGIGA』2017 vol.1から2017 vol.4まで連載されていた『東京都立呪術高等専門学校』をプロトタイプ兼正式な前日譚としている。後に同作は2018年12月4日に『呪術廻戦 0巻 東京都立呪術高等専門学校』として発売された。
2024年9月現在、シリーズ累計発行部数は1億部を突破している。

## あらすじ

### 東京都立呪術高等専門学校（0巻）
2016年11月、高校生の乙骨憂太には婚約者の少女である特級過呪怨霊・祈本里香が取り憑いていた。同級生から執拗な嫌がらせを受けていた乙骨は、里香が彼らに重症を負わせたことで呪術師に拘束されて死刑を宣告される。しかし強大すぎた里香の力に術師側は尻込み、かつ呪術高専の教師・五条悟の勧めもあったことから乙骨は2017年に東京都立呪術高等専門学校に転校する。
他者との関わりを恐れ呪術師になることにも生きることにも消極的だった乙骨だが、個性豊かな同級生と関わる内に生きるための自信を持ち、里香を自分から解呪するために呪術師を目指すようになる。
乙骨の入学からしばらくして、かつて一般人を大量虐殺して呪術界を追放された特級呪詛師・夏油傑が突如現れる。非術師を殲滅し呪術師だけの世界を目指す夏油は、乙骨達の前で2017年12月24日に新宿・京都で大勢の呪霊たちによる虐殺「百鬼夜行」を実行すると宣言する。そして百鬼夜行当日、夏油は里香を手に入れるため高専を襲撃する。安全のため高専に残っていた乙骨は激闘の末に夏油を倒し、同時に里香の解呪に成功して物語は幕を閉じる。

### 呪術廻戦

#### 始まり（1巻1話 - 5話）
2018年6月の宮城県仙台市から物語は始まる。
常人離れした身体能力を持つ高校生・虎杖悠仁は両親の顔を知らず、祖父に育てられた。祖父が逝去した夜、虎杖の学校に眠る「呪物」の封印が解かれ、人を襲う化物・呪霊が現れてしまう。虎杖は「呪物」回収のために現れた呪術師の伏黒恵と共に取り残された先輩を救うため校舎へ乗り込む。しかしそこで窮地に追い込まれてしまい、虎杖は力を得るため自ら呪物「宿儺の指」を食べ、特級呪物・両面宿儺が復活する。

その後、虎杖は「宿儺の器」として呪術師に捕らえられ死刑を宣告される。しかし五条の提案により「すべての宿儺の指を食してから死ぬ。」という猶予が与えられる。かくして虎杖は都立呪術高専に入学し、呪術師としての人生をスタートさせる。

#### 呪胎戴天（じゅたいたいてん）編（1巻6話 - 2巻9話）
2018年7月、西東京市の少年院に特級呪霊の呪胎が出現し、虎杖、伏黒、そして釘崎野薔薇が人命救出のため派遣される。
3人は少年院の内部に入り、完全変態を遂げた特級呪霊と対峙する。虎杖は伏黒と釘崎を脱出させ、肉体の主導権を宿儺に渡して特級呪霊を祓わせる。しかし、今度は宿儺が暴れ始め、虎杖は抵抗した末に宿儺と共に命を落とす。

#### 虎杖死亡後（2巻10話 - 3巻18話）
少年院での事件後、死亡した虎杖は宿儺と契約を結んだことで蘇生し、9月に京都校と行われる「交流会」に向けて、五条のもとで特訓を始める。伏黒と釘崎も、二年生の狗巻棘、禪院真希、パンダのもとで特訓していた。
一方では、かつて「百鬼夜行」を起こした夏油が、人間の殲滅を目論む特級呪霊の漏瑚らと手を組み暗躍していた。夏油達は五条悟封印の計画を立て、実行日の10月31日に向けて、その準備に入る。

#### 幼魚と逆罰（ようぎょとさかばち）編（3巻19話 - 4巻31話）
2018年9月、神奈川県川崎市で変死体が発見され、虎杖と1級呪術師の七海建人が派遣される。
調査の結果、事件の犯人である特級呪霊・真人と、現場で事件の一部始終を見ていた高校生・吉野順平の存在が明らかとなる。順平は自身を虐めた者への復讐の為に真人に接触していたが、その後出会った虎杖と親密な仲になり、その出会いを通して、復讐を辞めようと決心しかける。しかしその後、何者かによって順平の母・凪が殺され、自身を虐めた者が犯人だと思い込んだ順平は、呪術を用いて学校を襲撃する。その後止めに入った虎杖の必死の説得により順平は改心するが、その直後に真人が現れ、彼に呪殺される。その後真人は、激昂した虎杖と合流した七海との激戦の末、大ダメージを負ってその場を撤退する。
こうして一連の事件はひとまず収束し、物語は呪術高専の交流会に向かう。

#### 交流会編（4巻32話 - 7巻54話）
交流会当日、虎杖は伏黒達と合流する。
1回戦である団体戦では、飛び入り参加の虎杖は、京都校で最強の3年生・東堂葵の相手を担当することになる。一方、京都校は学長の差し金で「宿儺の器」である虎杖の抹殺を目論んでいた。

1回戦が始まり、早速虎杖は東堂と対峙する。最初こそは一方的に虎杖を痛めつけていた東堂だが、突如彼を「親友」とし、徹底的な指導を施す。その途中で他の京都校の生徒が虎杖の抹殺を試みるが、東堂と東京校の妨害で失敗し、そこから東京校と京都校の呪術戦が始まる。しかし、その最中に夏油と手を組む呪霊・呪詛師が高専に侵入し、特級呪霊・花御が生徒達と交戦する。伏黒を始めとする多くの者達が戦闘不能になるが、虎杖・東堂の連携攻撃で花御は瀕死に陥り、最終的に五条が参戦したことで花御は撤退する。そのころ、真人は高専が保管していた特級呪物を奪取し、撤収した。
2回戦は本来の個人戦が急遽野球に変更され、東京校が勝利。結果、2018年の交流会は東京校の優勝で幕を閉じる。

#### 起首雷同（きしゅらいどう）編（7巻55話 - 8巻64話）
交流会終了後、虎杖・伏黒・釘崎は埼玉県さいたま市に訪れる。2018年の6月〜9月にかけて、共通の前兆を伴う呪霊の刺殺事件が3件起きており、被害者3名、加えて伏黒とその姉の津美紀は同じ中学校の卒業生であった。伏黒達が現地で聞き込みをすると、被害者達は自殺の名所である八十八橋でバンジージャンプをしていたことが判明するが、八十八橋に呪霊の気配は全く無かった。さらにその後の調査で、過去に八十八橋へ肝試しに行っていた現地の少女も刺殺事件の前兆に似た不可解な現象に悩まされていたほか、現在寝たきりとなっている津美紀もその場に居合わせていたことが判明した。これらのことから伏黒達は、問題の呪霊は、八十八橋で作った結界の中で息を潜め、マーキングした人間をその内側から呪う個体であると推測し、3人は深夜に八十八橋の下で川を跨ぎ、呪霊の結界に入り込む。しかしそれと同時に、夏油達と手を組んだ呪胎九相図の壊相・血塗が現れ、虎杖達と鉢合わせる。九相図の目的は、一連の刺殺事件の犯人である特級呪霊が取り込んだ宿儺の指の回収であった。
その後、伏黒は結界の内で特級呪霊と、虎杖・釘崎は結界の外に出て壊相・血塗と交戦する。そして両者とも圧勝し、一連の事件は幕を閉じる。さらに事件後、それぞれ一級呪術師である東堂葵と冥冥の名のもとで、虎杖・伏黒・釘崎・真希・パンダの5人が1級呪術師に推薦される。

#### 過去編（8巻65話 - 9巻79話）
この編では、五条と夏油の学生時代が描かれる。
懐玉（かいぎょく）編（8巻65話 - 9巻75話）
2006年、不死の術式を持つ呪術界の要・天元が、本人と適合する人間・星漿体との同化の時期を迎える。同化の2日前、呪術高専2年生の五条と夏油は、星漿体・天内理子の同化当日までの護衛を命じられる。

五条達は天内殺害を目論む呪詛師達を返り討ちにし、同化当日を迎えるが、突如、「術師殺し」の伏黒甚爾が高専を襲撃する。甚爾は盤星教という非術師の宗教団体の依頼で天内の殺害を目論んでいた。最初に甚爾は時間稼ぎを図る五条と交戦し、激戦の末に殺害する。夏油は、天内と共に天元の膝の元に辿り着くが、後から追ってきた甚爾に天内を殺害され、夏油も打ち負かされる。

その後甚爾は天内の遺体を盤星教に引き渡して多額の報酬を得る。しかしその後、自らを反転術式で治癒したことで生還した五条が現れ、甚爾は激戦の末に敗北して絶命した。五条と夏油は盤星教から天内の遺体を引き取りに行くが、そこは盤星教信者の笑顔と拍手で溢れていた。
玉折（ぎょくせつ）編（9巻76話 - 79話）
2007年、呪術高専3年生の五条と夏油は特級呪術師になっていた。五条は「最強」として、その実力をさらに伸ばし続けていた。一方夏油は、星漿体護衛の一件から、それまで掲げていた「呪術は非術師を守るためにある」という信念が揺らぎ始めていた。そんな中、夏油は8月に高専に訪れた特級呪術師の九十九由基と言葉を交わし、その結果「非術師を皆殺しにすれば良い」という考えが生まれ始める。

その後も夏油は後輩・灰原雄の死、さらには9月に任務で訪れた田舎で、住人達に虐待されていた呪術師の少女の惨状を目の当たりにする。遂に夏油は、「猿（非術師）は嫌い」という本音を選び、村の非術師達を虐殺して呪詛師に堕ちた。事件後、夏油は五条に「非術師を抹殺し、呪術師の世界を創る」と宣言し、呪術高専から離反する。
夏油は盤星教を乗っ取り、術師の仲間と共にその活動を始める。一方五条は自身を悔い改め、強い仲間を作ることを決意する。こうして2人の親友は、互いに異なる道を歩む。

#### 宵祭り（よいまつり）編（9巻79話 - 10巻82話）
過去編が終わり、舞台は現在に戻る。
2018年10月19日、呪術高専京都校の2年生・与幸吉が、夏油達の内通者をしていたことが判明する。与は先天的な身体の欠損・不自由の持ち主であり、夏油達に協力する際、「対価として真人の呪術で肉体を治す」という契約を結んでいた。
与は同日、夏油達に内通者を辞退することを告げ、真人に肉体を治させる。その直後に自作の巨大ロボットの装甲傀儡を起動し真人と交戦するが、最終的に敗北して死亡した。

#### 渋谷事変（しぶやじへん）編 （10巻83話 - 16巻136話）
2018年10月31日、渋谷駅周辺に特殊な帳が張られ、一般人が閉じ込められる。
これに対し、高専は五条悟単独での渋谷平定を決定し、同時に4人の一級呪術師の七海、冥冥、禪院直毘人、日下部篤也が、それぞれ昇級査定中の伏黒、釘崎、真希、パンダ、虎杖と共に渋谷に派遣される。
渋谷駅の地下5階に潜入した五条は、漏瑚ら呪霊たちと対峙する。両者は一般人の群衆の中で戦いを始め、最終的に五条は生きた結界・獄門疆によって封印される。また、今まで呪霊と暗躍していた人物は、夏油傑の肉体を奪った何者か（以下、「偽夏油」）であることが判明した。五条の抵抗によって獄門疆を動かせない中、偽夏油一派の中で虎杖の扱いについて意見が分かれ、虎杖をめぐる競争を始める。
そんな中、生前の与が残した傀儡が起動する。傀儡は虎杖達に五条の封印と偽夏油達の存在を伝え、虎杖達は五条奪還に向けて渋谷駅の地下5階を目指す。壊相と血塗の兄・脹相や真人などとの戦いから生還した虎杖であったが、偽夏油の尻尾を掴むことはできず、獄門疆を持った偽夏油は呪術界に目まぐるしい変革が起こることを予言しつつ去った。

#### 渋谷事変 その後（16巻137話 - 18巻159話）
葦を啣む編以前（16巻137話 - 17巻147話）
渋谷事変の混乱に乗じて東京都立呪術高専の学長である夜蛾正道が濡れ衣をかぶせられる形で処刑され、虎杖の死刑の猶予も取り消しとなる。虎杖の死刑執行人に乙骨が指名されたが、乙骨はこの命に背き虎杖を殺害しなかった。その後伏黒と合流した際、虎杖は死滅回游の開始を知る。

偽夏油への敵愾心から呪術師と行動を共にすることに決めた脹相の協力もあり天元のもとへ至った虎杖らは、夏油の肉体を乗っ取った呪詛師・羂索と死滅回游の顛末を天元から聞かされ、また死滅回游の泳者（プレイヤー）・来栖華の術式を用いることで獄門疆を解除できる可能性があることを知る。
葦を啣む（あしをふくむ）編（17巻148話 - 152話）
禪院家に呪具を獲得すべく赴いた真希は、妹の真依共々父・扇に攻撃される。一時は呪霊が跋扈する部屋に投げ込まれ敗死を覚悟した真希だったが、真依の全身全霊の構築術式によって生成された呪具の刀を得て力を取り戻し、扇を含めた禪院家のほぼ全員を殺害し積年の恨みを晴らした。
葦を啣む編以後（18巻153話 - 159話）
呪術高専を停学中の秤金次と星綺羅羅が栃木県内の某駐車場で呪術師同士の格闘技を対象に賭け試合の胴元行為を行っていることを知り、虎杖と伏黒は死滅回游参加の協力を仰ぐため素性を隠して賭け試合に潜入した。伏黒とパンダは星と、虎杖は秤とそれぞれ戦闘に発展するも最終的には打ち解け、条件付きではあるものの死滅回游平定の協力へと漕ぎつけた。

#### 死滅回游（しめつかいゆう）編（18巻160話 - 24巻212話）
死滅回游平定のため、羂索が全国に10個設定したフィールドである結界（コロニー）に分散して参戦した現役高専生の虎杖、伏黒、乙骨、秤、パンダ、真希、加茂憲紀の視点によってストーリーが進行する。
各結界の戦い（18巻160話 - 23巻201話）
羂索は他の泳者を殺すことで得られる得点を100点集めることで死滅回游の総則に新たなルールを追加できると定めていたため、高専生らは平定に必要なルールの設定を目指す。各結界で高専生らは呪霊や現代に再び生を受けたか死滅回游開始後新たに呪術に目覚めた泳者らと戦闘に発展する。

その過程で虎杖と伏黒が参戦した東京第1結界にて来栖と日車寛見と髙羽史彦、秤とパンダが参戦した東京第2結界にて鹿紫雲一がそれぞれ高専生側の協力者となる。この中で来栖は過去の時代の術師であり、宿儺と因縁があることが明かされる。

一方では、渋谷事変以前に羂索がアメリカ合衆国大統領と会談し、大統領や長官らに呪力や呪霊の存在を教示していた事実が明かされる。エネルギー源としての呪力のポテンシャルを知った合衆国大統領は、日本人保護を名目に軍を結界内に派遣することを決める。
星と油編（23巻202話 - 208話）
天元を手中に収めるため薨星宮を襲撃した羂索は、天元の護衛のため宮内に詰めていた脹相、九十九と戦闘に発展する。戦闘は羂索が辛勝し、羂索が乗っ取った夏油の肉体に刻まれた生得術式である呪霊操術を利用して天元をコントロール下に置くことに成功したとほのめかす形で終幕する。
星と油編以後（24巻209話 - 212話）
アメリカ軍の軍人らは重火器などによって泳者を生け捕りにすることを試みるが、呪霊に一方的に危害を加えられたことで多大な損害を出していた。しかしこれは羂索の目論見通りであり、結界内は大勢の軍人が絶命する際に放出した呪力で満たされることとなる。

死滅回游開始時泳者に指定された副作用として津美紀は寝たきりの状態から覚醒し、立つこともできるまでに回復していた。津美紀の死滅回游離脱のために100点を用いてルール改正を行おうとする恵だったが、それを当の津美紀本人に反故にされたことで津美紀の肉体に宿っているのは悪意を持って津美紀になりすましていた何者かであったことが判明する。その直後に宿儺は契闊により肉体の主導権を1分間虎杖に明け渡させ、呪物化した虎杖の指を恵に飲み込ませる。これにより、宿儺の受肉対象は虎杖から恵へと移った。

#### 呪胎戴天（じゅたいたいてん）編（24巻213話 - 215話）
伏黒の肉体で受肉した宿儺は暴れ始めた。そして虎杖は無情にも去っていく宿儺に絶望する。

#### 死滅回游 その後（24巻216話 - 25巻222話）
宿儺は伏黒恵の魂を完全に沈めるため、伏黒の姉に受肉した術師・万を殺しに向かう。一方、呪術高専では五条を獄門疆の封印から解き放とうとしていた。

#### 人外魔境新宿決戦（じんがいまきょうしんじゅくけっせん）編（25巻223話 - 30巻268話）
最強対最強（25巻223話 - 26巻236話）
12月24日、五条が提示した日に五条と宿儺が新宿区付近で邂逅。呪術高専補助監督の伊地知潔高が展開した結界により五条が先手を打つ形で戦いが始まる。
宿儺は五条の術式および領域展開を乗り越えて五条に攻撃を命中させるために、伏黒の術式と自らの術式を掛け合わせて用いる。結果五条は戦死し、次いで鹿紫雲が宿儺に攻撃を仕掛ける。
バカサバイバー‼︎編（27巻239話 - 243話）
最強対決の決着がつく頃、羂索は目的のために岩手県御所湖結界で死滅回遊の泳者殺害を続けていた。対して高専は高い呪術のノウハウを持つ羂索に対し、イレギュラーな術式を持つ髙羽を送り込む。髙羽の摩訶不思議な術式との戦闘により疲弊した羂索は乙骨にとどめを刺されるが、直後に天元を使った同化権を宿儺に移す。
高専術師VS両面宿儺（27巻237話 - 238話、244話 - 30巻268話）
高専術師達は徒党を組んで、五条との戦闘で疲弊した直後の宿儺を相手に、事前に用意した作戦を基として戦いを仕掛ける。

#### 終わり（30巻269話 - 271話）
新宿での決戦を終えた術師たち。ああしていれば、こうすれば……と反省もあったが、これからを見据え呪術界の日常へと戻っていく。
あくる日、虎杖・伏黒・釘崎の三人は呪いの被害にあった人を助けるための任務を受ける。

## 登場人物
声の項はアニメ版の声優。

### 主要人物
虎杖 悠仁（いたどり ゆうじ）
声 - 榎木淳弥
本作の主人公。都立呪術高専1年生。宮城県仙台市出身。2003年3月20日生まれ。常人離れした身体能力の持ち主。元々は非術師であったが、特級呪物「両面宿儺の指」を口にしたことで呪力を手にし五条の計らいによって都立呪術高専への入学した。宿儺の指の影響により、両目尻の下には開眼したもう一対の目の名残りの溝がある。
快活・素直な性格で、誰に対してもフレンドリーに接している。また祖父の遺言の影響で「正しい死」に強いこだわりがあり、常に仲間や一般人をはじめとする目の前の人間を手の届く範囲で出来る限り救おうと心がけている。未成年でありながらパチンコを嗜む習慣がある。好みのタイプはジェニファー・ローレンス。
毒の耐性も非常に高く、元来猛毒である宿儺の指を食しても死亡せず、宿儺が受肉した後も自我を保った上で宿儺を抑え込むことができており、ゆえに宿儺の封印から1000年間生まれなかったとされる「宿儺の器（すくなのうつわ）」となった。このことにより他の指を探すレーダーの役割を持っていると考えられたが、宿儺の性格故に都合よく機能していない。なお、五条曰くそのうち宿儺の術式が肉体に刻まれるらしい。
身体能力の高さを生かした肉弾戦をメインに「逕庭拳（けいていけん）」という殴打を習得する。初期は呪力をうまくコントロール出来ていなかったが、交流会での東堂の指導により上達し黒閃（こくせん）を経験した。黒閃の連続発生は4回を記録。人外魔境新宿決戦では、反転術式と簡易領域を習得。また呪胎九相図4番〜9番を取り込むことで、呪力を血液に変換できる体質に目覚めて「赤血操術（せっけつそうじゅつ）」を習得し、自身の血液を炸裂させる力を見せている。
常に宿儺の魂を宿していることから自然に魂の輪郭を捉えられるようになり、その打撃は他者の魂を捉える。これによって真人に直接ダメージを与えることができ、受肉体に打ち込めば受肉した魂と器となった肉体の同調を阻害できる。加えて宿儺の魂によって真人の「無為転変」の影響を完全に受けない。
また、これとは別に虎杖と対戦した相手の脳内に「過去に虎杖と何らかの良好的な関係を持っていた」という主旨の偽りの記憶を与える現象が生じているが、これは虎杖自身の能力ではない事が作者から語られている。
両親はおらず（生死・行方ともに不明）、祖父に育てられた。両親についての記憶は特にないらしく、祖父から話を切り出された際も一切の興味を示さなかった。後に母親は羂索が乗っ取っていた肉体だと判明しており、羂索が宿儺の器として産んだのが虎杖。羂索によると虎杖そのものには具体的な役割はなく、新時代の始まりの狼煙が宿儺の器であるという。また、羂索が呪胎九相図を作る際自らの血を混ぜたことから、脹相には虎杖は弟だと認識された。
呪胎戴天編では、英集少年院における特級案件の任務で宿儺に入れ替わった際、一度命を落とすが、宿儺との縛り（宿儺が契闊と唱えたら、ある条件下で肉体を明け渡すこと）で生き返る。その後は五条悟の指導のもと呪術について学ぶ。幼魚と逆罰編では、七海と共に任務を受け、そこで特級呪霊・真人との因縁ができる。交流会編では高専に復帰し、東堂と共に特級呪霊・花御と戦う中で呪力への理解を深めた。起首雷同編では、呪胎九相図の壊相・血塗を釘崎と倒したことで、脹相に恨みを持たれた。
渋谷事変編では脹相戦での敗北、宿儺に代わってしまった際の大量虐殺、七海の死、釘崎の死を立て続けに経験してしまったことで一度は心折られてしまうが、東堂の言葉で再起し、真人に挑み勝利した。渋谷事変後は五条の封印で再度処刑対象となったことで、呪霊の蔓延る東京を脹相と共に呪霊を祓いながら彷徨っていたが、伏黒に協力を乞われて死滅回游平定を目指す。死滅回游編では秤達に協力を仰ぎ、五条悟の封印の解除と、伏黒の姉の離脱を目指して東京第1結界から参加した。池袋で当初の目的である100点保有者の日車に遭遇、彼に勝利することでポイント移譲のルール追加に成功した。その後は、伏黒と合流し天使の協力と必要分のポイントも集まり順調だったが、宿儺が契闊で伏黒の肉体に移ってしまい、宿儺を止められず絶望する。人外魔境新宿決戦編では高専術師として宿儺戦に参加、伏黒から宿儺を剥がし消滅に貢献する。エピローグでも呪術師として活動している。
逕庭拳（けいていけん）
呪力を纏わせた拳で相手を殴り、その直後に呪力がぶつかることで一度の打撃で二度の衝撃を与える技。
これは呪力のコントロールが未熟なうえ、素の力が人間離れしているせいで瞬発力に呪力が追い付けないことで生まれた悪癖。呪力を留める技術が未熟な影響で、動きの軌跡に呪力が残ってしまうが、変則的な流れが生まれることで呪力の流れを読まれにくい。五条や七海はそれなりに評価しているが、交流会の際に東堂から「特級には通じない」と指摘された。
黒閃を経験した後はコントロールの向上と引き換えに使用できなくなったが、渋谷で脹相との戦いの際に再発し、自らの技として習得した。
卍蹴り
膝抜き後、相手に上回し蹴りを当てる。渋谷事変編にて真人に対して使用。
赤血操術（せっけつそうじゅつ）
御三家・加茂家相伝の血液を操る術式。呪胎九相図4番〜9番を取り込むことで発現した。使えるようになってから間もないため、血液操作は簡単な止血や縫合程度に留まり、血を圧縮する百斂は上手く出来ない。
「穿血（せんけつ）」
赤血操術の奥義。百斂で圧縮した血液を放出する。脹相に作ってもらった百斂を使い発動した。
御廚子（みづし）
両面宿儺の器になり肉体に刻まれた斬撃を操る術式。人外魔境新宿決戦にて黒閃を発動したことで使用可能になる。触れた場所に切り取り線が現れ、その線に沿って切断される。
「解（カイ）」
通常の斬撃。虎杖は切断対象を受肉体の内にある呪物の魂と器の魂の境界に限定する縛りを科すことで、呪物と器の魂を切り離し受肉を解除する技に昇華している。
領域展開（名称不明）
虎杖の領域展開。領域の名前は無いのか最後まで明かされることもなかった。魂の境界を裂く斬撃が必中化する。
虎杖の記憶から岩手県北上市近辺を再現したものとなっており、劇中では北上駅ホーム、イオンシネマ北上、小岩井農場といった幼少期の思い出を再現している。

伏黒 恵（ふしぐろ めぐみ）
声 - 内田雄馬、藤原夏海（小1）
都立呪術の高専1年生で、虎杖の同級生に当たる2級呪術師。2002年12月22日生まれ。甚爾の息子であり、恵という名前は父から付けられた。御三家・禪院家の血筋であり、その分家出身と見なされている。実の両親は共に亡くなっており、小学1年時から1つ年上の義姉・津美紀と共に暮らしている。さいたま市立浦見東中学校を卒業した後、都立呪術高専に入学した。また、担任である五条とは入学前からの知り合い。
任務で杉沢第三高校の百葉箱に保管されていた宿儺の指の捜索に来た際に虎杖と出会う。虎杖が両面宿儺の指を呑み込んだ際、一度は虎杖を「呪い」として祓おうとするも五条に虎杖の処遇を尋ねられた際には虎杖を救うよう懇願している。反面、無免許運転で子供を撥ねるなどの罪を犯した少年院在院者に対しては「ただでさえ助ける気のない人間を死体になってまで救う気は無い。」と発言するなど自らの善悪の価値判断を重視している。
中学生の時は荒れていたが、津美紀が呪いで寝たきりになったことにより不平等な現実のみが平等に与えられ、幸せになるべき善人が報われないことに疑問を抱き少しでも多くの善人が平等を享受できるよう不平等に人を助けるため呪術師となった。上記の出来事があり、好みのタイプとして津美紀のように「揺るがない人間性」を持つ女性を挙げている。好きな食べ物は生姜に合うもの（生姜そのものではないらしい）。嫌いな食べ物はパプリカ。実話系の本を読むことが多い。部屋着はとにかく楽なものを選ぶ。
使用する術式は自身の影を媒介とした十種の式神術「十種影法術（とくさのかげぼうじゅつ）」であり、御三家・禪院家相伝の術式の一つ。式神を用いた遠距離攻撃が主流の戦闘スタイルで、複数の式神を連携させるなど攻撃の用途が広い。ただし近接戦闘は苦手で、影絵のために両手を空けておく必要もあり呪具も使い慣れていなかったが、交流会前の真希との練習で呪具を使い慣れてきた。交流会直前にあらゆる呪具を自身の影の中から出し入れ可能なことがわかり、真希の呪具も運搬している。「奥の手」として魔虚羅という式神を有している。応用力のある術式や宿儺さえも警戒させる術を持っているが、それらを十分に使いこなせていないようであり宿儺には「宝の持ち腐れ」と評されている。五条には、「奥の手」を出して最悪自分が死ねば全て解決出来ると思っているから本気の出し方が出来ていないと指摘される。
起首雷同編では、埼玉の八十八橋での特級仮想怨霊との戦いで本気を出し方を理解し、不完全ながら領域展開を会得して呪霊を倒した。渋谷事変編では陀艮との戦いで領域の押し合いをした。直後、敵の降霊術により蘇った伏黒甚爾と再会するが、最後まで父親であることには気づかなかった。その後、満身創痍の状態にあったところを重面春太に襲われ、死を覚悟の上で「奥の手」である魔虚羅を出現させ瀕死となるも、駆け付けてきた宿儺によって一命を取り留める。渋谷事変終結直後には直毘人の死去に伴い禪院家当主となり、死滅回游の平定と、泳者にされた津美紀の回游離脱を目指して東京第1結界から参加する。麗美に騙されてレジィ・スターの一派と戦うことになるが、髙羽の介入もあり、レジィと一騎打ちの末勝利した。その後は仲間達の協力による必要分のポイント確保と、天使の協力により五条悟の封印解除の目処が立ち順調に事が進むが、津美紀が平安の術師・万の受肉体になっている事実に心が折れたところを虎杖の肉体の主導権を握った両面宿儺に呪物を飲まされて、宿儺の受肉体と化す。人外魔境新宿決戦編では心奥で絶望に打ちひしがれていたが立ち直る。宿儺が肉体から引き剥がされたため生存し、その後も呪術師として活動している。
十種影法術（とくさのかげぼうじゅつ）
手で作った影絵を実体化させる形で式神を呼び出す術式。並の式神より強力で、完全に破壊されると二度と顕現できないが破壊された式神の遺した術式と力は他の式神に引き継がれる。基本的に一度に二種類顕現させることができ、拡張術式によって二つの式神を合体させることも可能。また、影を呪力の媒介にする特性を利用して自身の影に呪具を収納したり、自分や他人の影の中に潜り込むことも可能。
「玉犬（ぎょくけん）」
犬の式神。2体存在する。
白（しろ）
真っ白な犬の式神。額には道返玉の紋様がある。嗅覚による呪力の探知機能があり戦闘も可能。
英集少年院の任務中に少年院の特級呪霊によって完全に破壊された。
黒（くろ）
真っ黒な犬の式神。額には足玉の紋様がある。能力は「白」と同等で、よく二体同時に呼び出される。
渾（こん）
破壊された「白」の術式と力を「黒」が引き継ぐことで生まれた式神。体の一部が白い巨大な黒犬。額には二種の紋様がある。特級呪霊・花御に傷をつけ、不意打ちとはいえ八十八橋の特級呪霊を一撃で祓う攻撃力を持つ。
「鵺（ぬえ）」
頭半分を覆う骸骨の面をつけた怪鳥の式神。額に大蛇と同じ生玉の紋様がある。飛行能力があり、移動手段として利用するほか帯電した呪力をまとって体当たりを行うこともできる。対象との間に顕現させることで防壁にすることも可能。破壊された大蛇の能力を継承したことで尻尾が蛇の頭になっている。
「大蛇（オロチ）」
巨大な蛇の式神。額に生玉の紋様がある。少年院で宿儺を一瞬だけ拘束したが、彼に完全破壊された。
「蝦蟇（がま）」
大きな蛙の式神。腹部には沖津鏡の紋様がある。長い舌を伸ばすことで遠くにいる仲間を救助したり敵を拘束したりできる。
拡張術式「不知井底（せいていしらず）」
「鵺」と「蝦蟇」を合体させた拡張術式であり、羽の生えた「蝦蟇」を数体呼び出す。通常の式神と違い完全に破壊されても再度顕現できる。
「満象（ばんしょう）」
象の式神。額には辺津鏡の紋様がある。重量による踏みつけや鼻からの高圧放水を武器とする。交流会の時点では呪力の消費が激しいため単体でしか顕現できなかった。また、水を具現するために使う呪力を「満象」そのものに使い巨大化させることも出来る。
「脱兎（だっと）」
兎の式神。数十匹の群れで顕現される。攻撃には向いていないが敵を囲んだり撹乱することができる。腹部に品々物之比礼の紋様が付いている個体がおり、それを破壊されると全て消滅する。
「円鹿（まどか）」
鹿の式神。首の側面に死返玉の紋様がある。反転術式による治癒を行う。また、相手が呪力で操作する物体に正のエネルギーを流して中和することで操作不可能にさせる。
「貫牛（かんぎゅう）」
牛の式神。額に蜂比礼の紋様がある。突進による攻撃を行う。直線でしか動けない代わりに進む距離が長いほど突進の威力が増す。
「虎葬（こそう）」
名前のみの登場。詳細不明の式神。
「八握剣 異戒神将 魔虚羅（やつかのつるぎ いかいしんしょう まこら）」
歴代十種影法術師の中でも誰ひとり調伏できていない最強の式神であり、伏黒の奥の手である。両手を前に出す掌印と、布瑠部由良由良（ふるべゆらゆら）と呪詞を唱えることで呼び出せる。
能力は「あらゆる事象への適応」。背後に法陣がついており、適応前に仕留めない限り、後ろの法陣が回ることで負傷を治癒し、それまでに喰らった攻撃への耐性が付与され、よりダメージが通りやすい攻撃をするようになる。また正のエネルギーを纏う、対呪霊に特化した特級相当の呪具「退魔の剣」を装備している。
伏黒は調伏のためではなく、相手を調伏の儀式に巻き込んで諸共自滅する運用をしている。式神を呼び出した時点で対象範囲内に存在する術師が式神を倒すか全滅するかしない限り儀式は続き、儀式に参加した術師以外が式神を倒すと調伏の儀はなかったことになる。
領域展開「嵌合暗翳庭（かんごうあんえいてい）」
伏黒の領域展開。ただしまだ不完全で、他者の結界や屋内など空間が仕切られた場所を自身の領域として転用することでのみ使用できる。
領域内を液状の影で覆い、その影から式神が多数出現して相手を攻撃をする。必中の術式は付与されていないが、術式効果が飛躍的に向上する。自身の分身を作ることや、相手の攻撃を影の中に入り避けることなども可能。結界の内部は全方位が影になっており、足場の影は呪力で強化しないと影の中に際限なく落ち続けていくことになる。

釘崎 野薔薇（くぎさき のばら）
声 - 瀬戸麻沙美
本作のヒロイン。都立呪術高専1年生。3級呪術師。本人曰く「盛岡まで4時間かかるクソ田舎」出身。
身長は160cmないくらい。2002年8月7日生まれ。
虎杖と同時期に呪術高専に入学したが、入学自体は以前から決まっていた。東京（都会）に対しての強い憧れを持つ一方で、彼女が小学校1年生の時に東京からの転校生である沙織ちゃんが村人たちの僻みによって追い出されたため、自身の故郷である田舎を嫌っている。
非常にサバサバした気性の持ち主で、口が悪く素人であるにも関わらず「呪いは危ない」と忠告してきた虎杖を蹴り飛ばすなど手が出るのも早い。一方で呪霊に人質に取られた少年を助けるため自ら武器を捨てて丸腰になる、罪人である少年院の在院者を当然のように助けようとするなどの優しさも見せる。自らのアイデンティティーを強くもっており、丸腰の状態で真依に背後を取られていても平然と喧嘩を売るほど度胸がある。
自身の呪力を篭めた釘を打ち込んで相手を攻撃する術式「芻霊呪法（すうれいじゅほう）」の使い手であり、対象から欠損した一部に釘を打ち込むことで対象本体にダメージを与える「共鳴り」（ともなり）や、対象に直接打ち込んで破壊する「簪（かんざし）」などを駆使する。武器として五寸釘・金槌（交流会ではピコピコハンマー）、場合によっては藁人形を使用する。近接戦闘が苦手。
呪術高専に入学して以降は、暇があったら買い物に出るなどそこそこに東京を満喫している。
埼玉で呪胎九相図に遭遇した際の戦いで黒閃を経験し、特級である九相図を撃破した。2018年10月31日の渋谷事変では直毘人と真希の3人で渋谷へ向かうが、伊地知に連絡がつかなくなったので新田明を安全な場所へ避難させる為に別行動をとる。その中で重面春太と交戦し、七海に助けられた。七海から五条が封印された話を聞かされ戦闘区域に入るのを止められるが、新田明を救護に引き渡した後、単独で戦闘区域に戻った。その後、真人の分身と交戦し優位に立っていたところを本物の真人に触れられ、虎杖の目の前で左顔面を吹き飛ばされ死亡する。しかしその直後、東堂と共に加勢に来た新田の術式を使った応急処置を受け、生存の芽がでたことで生死不明となった。渋谷事変後に虎杖が伏黒に対して容態を聞くが、芳しくはない模様。人外魔境新宿決戦編では決着の寸前に意識を取り戻し、これが宿儺に対する決定打となる。その後も呪術師として活動を続ける。エピローグにて母親と面会している。

五条 悟（ごじょう さとる）
声 - 中村悠一、伊瀬茉莉也（幼少期）
都立呪術高専の1年生のクラスを受け持つ特級呪術師で、自他ともに認める最強の呪術師である。1989年12月7日生まれの29歳。呪術界の御三家・五条家の出身であり、乙骨とは非常に遠い親戚に当たる。
一人称は「僕」。長身に白髪の容姿で、普段は黒い目隠しをしている。呪術師としての強さは規格外であり、虎杖に「生き物としての格が違う」と言わしめ、他の特級相手でも比べ物にならない程である。
その才能は生まれつきで、六眼（りくがん）と呼ばれる特殊な目を持ち、初見の術式情報の視認や緻密な呪力操作を可能とする。これに関連し、戦闘時以外は常に布やサングラスで目隠しをしているが周囲はサーモグラフィーの様に見えている。また、術式発動時のロスエネルギーが限りなくゼロに近いため、呪力切れが存在しない。
数百年に一度と言われる程の稀有な存在であることから、幼少期は多額の懸賞金がかけられ、粟坂らに命を狙われたが誰も彼を殺せなかった。また五条悟誕生から呪術界のパワーバランスが大きく変わり、世界の均衡が崩れたとまで言わしめられ、多くの呪詛師・呪霊の活動が制限された。
「現代最強の呪術師」として圧倒的な実力を誇り、呪術高専の教師という立場ではあるが、普段の性格は飄々としており、自由奔放そのものである。基本的に真面目な場面でも軽薄な態度を取り、いい加減でふざけた言動や、デリカシーに欠ける発言が多い。そのため、伏黒をはじめとする周囲の人間をたびたび振り回しては、よく苛つかせている。ただ高専時代からの恩師である夜蛾には逆らえない部分があり、大人になった今でも悪ノリが過ぎると罰として締め技を食らうことがある。その性格故に、年下の生徒や後輩からも見下されて「バカ」呼ばわりされるなど、人としてはあまり尊敬されていない。
しかし教師として「強く聡い仲間を育てる」ことを夢に掲げ、一人ひとりの生徒のポテンシャルを観察しながら、正面から向き合って指導している。基本的に年齢や立場を問わず、誰に対してもフランクに接し、生徒は全員下の名前で呼ぶ。また、常に自身の強さを信じて疑わず相手を挑発する発言をしているが、その実力は紛れもない本物であり、呪術師として周囲の仲間たち絶対的な信頼を得ている。
今でこそ多少落ち着いてまともになったものの、高専生だった頃は今以上に生意気な性格をした問題児で、傍若無人な振る舞いが目立っていた。若さ故の自信とやんちゃさを持ち合わせており、担任だった夜蛾も彼の指導にはよく手を焼いていた。言葉遣いも荒っぽく、当時の一人称は「俺」だった。この時から既に呪術界では有名人として名を馳せていたが、当時は反転術式を会得していないなど、術式を完璧には使いこなせていない状態だった。しかし、高専2年生の時に起きたある出来事をきっかけに覚醒し、本当の意味での「最強」に登り詰めた。
頭を回す為に甘い物を食べ続けたらそのまま甘党になり、特に仙台銘菓の喜久福を気に入っている一方、下戸である。
保身に走る現在の呪術界を憂いてその革新を目標に掲げており、保守派筆頭の楽巌寺とは折り合いが悪い。一方で若い呪術師たちには期待を込めて接しており、後進を育成するために教師となった。また、上層部の差金により虎杖が一時命を落としたとしたときには激しい怒りを見せた。
御三家・五条家相伝の術式「無下限呪術（むかげんじゅじゅつ）」の使い手であり、「無限」を現実に作り出し周囲の空間にある物体間の距離を自在に操る。対象を押し潰す・弾き飛ばすといった高威力の攻撃や、対象の移動速度を低下させるといった防御ができる。反転術式や結界術の帳・領域展開「無量空処（むりょうくうしょ）」も習得していることに加え、身体能力も高い。そして対領域の術としてシン・陰流「簡易領域」と御三家秘伝「落花の情」を習得している。これらの才能と実力から、漏瑚からは「逆に何を持ち合わせていないんだ。」と評された。学生時代から高い実力を持ち親友の夏油と2人で最強だったが、ある事件によって彼は1人でも最強となる。それが皮肉にも彼と夏油の道を分かつ原因の一つとなってしまう。
五条が力を最大限発揮するのは「1人でいるとき」であり、常に周りの人間を自身の攻撃に巻き込まないように気を配っているため、必要時に巻き込む際もその被害を最小限に抑えようと心がける。ただし「呪霊による被害」は「ある程度の犠牲」として割り切る冷酷さも兼ね備えている。
呪術師として強大な存在であるがゆえに五条家は彼のワンマンチーム状態であり、高専内でも強い発言力を持つ。また、虎杖をはじめとする彼の融通（ワガママ）で救われた術師やパワーバランスによって活動を制限された呪詛師・呪霊が数多く存在する。そのため彼の封印は大量の術師の抹消によって内輪が混乱状態にある高専とパワーバランスの崩壊後に活動を始めた数多の呪詛師・呪霊との戦争を意味し、その敗北によって日本国内の人間の時代が終わるとまで言われるほどの危険がある。
渋谷事変は羂索と呪詛師・呪霊の集団が五条悟を封印するために起こした事件であり、五条は羂索の持つ特級呪物・獄門疆に封印されてしまった。死滅回游後には高専術師たちの尽力もあり封印から解放され、宿儺との間に12月24日に決戦を行うことを取り付けた。人外魔境新宿決戦編では宿儺と激突し、最後に世界を断つ斬撃を受け、死の間際に死んでいった友人達と語らい、笑顔で生涯を終えた。
無下限呪術（むかげんじゅじゅつ）
五条家相伝の収束する無限級数を現実にする術式。
自身の周囲に術式によって現実化させた無限を作ることで攻撃を防いだり、応用して瞬間移動や空中浮遊なども可能にする。この術式には原子レベルに緻密な呪力操作が必要で、彼の六眼がそれを可能にしている。その呪力操作と先代のマニュアルを応用して術式対象の自動選別と術式のほぼ常時発動も可能になっている。六眼と併せ持って生まれた術師は数百年ぶり。
術式順転「蒼（あお）」
無下限呪術の本来の術式を強化することで収束を現実に発生させる。
物体を吸い寄せる力で周囲を更地に変えることも可能だが、大きな反応を自分の近くで発生させられない弱点がある。打撃に重ねる形で蒼で相手を吸い込むことで攻撃の威力を向上させている。
術式反転「赫（あか）」
蒼とは逆に無限を発散させることで対象を吹き飛ばす。
反転の威力は順転の二倍なので、街中などでは使用が制限される。
虚式「茈（むらさき）」
五条家でも一部の人間しか知らない術。順転と反転の力を衝突させることで生成された仮想の質量を押し出す複合術式。その威力は姉妹校交流会の舞台となった森を広範囲にわたって地中深くまで抉り取るほど。
領域展開「無量空処（むりょうくうしょ）」
五条悟の領域展開。領域内に引き込んだ相手に知覚と伝達といった、あらゆる生命活動に無限回の作業を強制させる。引き入れた時点で勝ちが確定する領域で、対象は無限の情報量を流し込まれることで何も行動が出来ず、そのまま緩やかに死亡する。使い手と使い手が触れていた者のみが術式効果の対象外になる。

乙骨 憂太（おっこつ ゆうた）
声 - 緒方恵美
東京都立呪術高等専門学校の主人公。
都立呪術高専2年生。特級呪術師。2001年3月7日生まれ。一般人の家庭出身だが、後に、日本三大怨霊の1人にして御三家・五条家の先祖に当たる超大物呪術師・菅原道真の子孫であり、五条の「超遠縁の親戚」であることが明らかになる。
人の強さや優しさに敏感で、仲間想いな性格。当初は気弱で自己評価が低く、後述の理由で不本意に周囲に危害を加えてしまうことから、人との関わりを極度に避けていた。しかし、高専編入後は、前向きでたくましくなった。
特級過呪怨霊・祈本里香に取り憑かれた「特級被呪者（とっきゅうひじゅしゃ）」。乙骨に危害を加えると里香が顕現し、その人物に危害を加える。当初は里香の制御ができていなかったが、高専編入後の初任務にてできるようになった。左手の婚約指輪は自身と里香をつなぐものであり、里香の制御や呪力の媒介にも使われる。乙骨自身が呪術を習得した際は、「最愛の人の魂を抑留する縛り」により、里香の「底なしの呪力」や「無条件の術式模倣」が使用できた。一方で、パンダからは感知能力の低さを指摘されている。刀に呪力をこめて使う戦法を取る。
小学生の時は宮城県仙台市に住んでおり、肺炎で入院していた里香と病院で出会い、共に同じ小学校に復学する。2人は互いを深く愛し合い、2011年、乙骨は里香から婚約指輪を渡され、彼女の婚約者となった。しかしその後、里香は交通事故で死亡すると同時に怨霊と化し、乙骨に取り憑いた。以降、里香によって周囲に危害を加えるようになってしまい、家族からも離れた。
2016年11月、東京のある学校で乙骨が同級生の4人の男子生徒たちにイジメを受け、里香がその4人をロッカーに詰めたことで呪術師に捕らえられる。その後、里香の危険性から完全秘匿での死刑執行が決定し本人も了承するが、五条の提案より、死刑の保留の上で2017年に1年生として呪術高専に編入する。入学後は、里香の解呪のために呪術師を目指し、同級生の狗巻らとも親しくなる。
2017年12月24日の百鬼夜行では、安全上の理由から呪術高専で待機させられていたところ、仲間たちを襲撃した夏油に対して怒りを爆発させ、里香を完全顕現させただけでなく、呪力の制限解除をして「純愛」による莫大な呪力を夏油に放出したことで勝利を収める。
のちに、里香が乙骨に呪いをかけて怨霊と化したのではなく、乙骨が彼女への執着心から、彼女に呪いをかけたことで怨霊にしていたことが判明し、乙骨が主従制約を破棄したことで解呪が実現した。本来の姿を取り戻した里香は、乙骨に感謝の言葉を述べ、成仏した。
里香解呪後は四級術師になるが、三ヶ月で特級術師に戻る。現在の乙骨は五条悟を超える呪力量と、外付けの術式及び呪力の備蓄である里香の遺志が残された「リカ」を使う。リカは制限時間内で完全顕現が可能で、その間の乙骨は自身の術式として、条件付きで術式をコピーする「模倣（コピー）」を使用できる。領域展開は「真贋相愛（しんがんそうあい）」。数少ない他人も治せる反転術式の使い手。
2018年の高専2年時では海外におり、交流会にも参加しなかった。33話の扉絵やアニメのオープニング映像に、ミゲルと同行している姿が描かれている。後に黒縄の残りがあるか海外で探していたと語られている。
渋谷事変終結後に帰国。上層部から虎杖の処刑執行人に任命され、虎杖の前に姿を現し、上層部と結んだ縛りのため一度は虎杖の心臓を止めるが、それと同時に反転術式で治癒した。その後、虎杖達と別ルートで死滅回遊に参加する。仙台結界にてまたたくまに点を獲得し、結界内の強力な術師達（ドルゥブ、烏鷲亨子、石流龍、黒沐死）を立て続けに倒し大量の得点を得る。人外魔境新宿決戦では髙羽によって隙を晒された羂索にトドメを刺す役割を負う。その後は新宿の戦いに戻り宿儺討伐に貢献する。
エピローグ「パンダ」にて五条亡き後の五条家を当主代理として継いだこと、2080年時点で孫が二人いることが判明している。
リカ
里香成仏後に乙骨が連れている式神のような存在で、外付けの術式及び呪力の備蓄。特級過呪怨霊折本里香を簡易化したような見た目で、里香と同じく乙骨を守る意思がある。虎杖を拘束するパワーの持ち主。乙骨が指輪を通してリカに接続すると、5分間の制限時間があるが、リカの完全顕現、リカから乙骨への呪力供給、乙骨の術式の使用が可能となる。また体内には複数の呪具が収められている。
模倣（コピー）
乙骨の術式。他者の術式をコピーして使用する。里香解呪前は無制限にコピー出来たが、現在はリカの完全顕現中の5分間のみ使用可能で、コピーにはリカが対象の肉体の一部でも捕食する必要がある。
コピーした術式の威力・規模は捕食させた箇所によって変わり、強力な術式ほどより大きな肉体を食わせなければならず、反転術式などでその部位を治療すると使用不可になる。
領域展開「真贋相愛（しんがんそうあい）」
乙骨憂太の領域展開。領域内部はあわじ結びされた飾り紐のかかる空、朽ちた墓標とそこら中に突き刺さっている無数の刀、という風景が広がっている。必中化させる術式はコピーしストックした術式の中から一つ選び、それ以外の術式は領域内の刀にランダムに宿る。刀は乙骨が手に取ることで術式を引き出せるが、手に取るまで何の術式か確認できない。刀（術式）は一度きりの使い捨てだが、本数制限はない。

### 呪術師

#### 呪術高専
天元（てんげん）
不死の術式を持つ呪術師で、高専関係者や盤星教信者からは「天元様」と敬称される。術式の影響で呪霊のような見た目だが、元は女性。
高度な結界術の使い手で、呪術高専を始めとする主要結界、補助監督の帳などその他多くの結界術全てが天元の力で強度を底上げしている呪術界の要。日本国内には天元により、呪霊発生抑制と補助監督の結界術の精度を底上げするための数多の浄界（より優れた結界のこと）が主要箇所に張り巡らされている。高専に保管している呪物なども結界術によって守られている。ただし、天元の結界術は「守る」ことより「隠す」ことを重視している。また、高専を囲う結界は、植物や呪力を持たないものに機能しない。そのため、花御や甚爾等、限定的な条件下で他者の侵入を許してしまうことがある。本人は結界の運用以外に現に干渉しない。
一定以上の老化を終えると術式が肉体を創り変え、人ではなくなり意思のない高次存在に進化する。その場合は現在の天元としての機能を失い、最悪の場合、人類の敵として世界を崩壊させかねないといわれている。そのため、500年に一度のペースで天元と適合する人間「星漿体」と「同化」し、肉体の情報を書き換える必要がある。
奈良時代には、社会的少数者としての呪術師の道徳的基盤を説き、それが後の「盤星教」となった。
五条と夏油が学生時代のときに、星漿体であった天内理子が天元との同化前に甚爾に殺害されてしまったことで、高次存在に進化を果たしてしまい、個としての自我が消え今は天地そのものが自我となっているが、結界術のおかげで理性を保てている。
なお、2人の側近は高専内にある忌庫の番人を務めているが、2018年の交流会で真人の「無為転変」で呪殺された。
渋谷事変後に虎杖たちが高専に戻った際に自分のいる薨星宮に接触を図ってきた際、薨星宮への扉を閉じた状態で彼らを迎え入れ、偽夏油こと羂索の正体とその目的を語る。その際、羂索は人類の進化のために天元と人類を同化させようとしていることと、自分は羂索の呪霊操術の対象となっていることを伝え、護衛として数人残ることを頼む。死滅回游編では薨星宮に乗り込んできた羂索が脹相と九十九を下したことで、呪霊操術の支配下に置かれてしまう。人外魔境新宿決戦では羂索が乙骨に敗れたことで、宿儺に人類と天元の同化権が移譲される。決戦後には天元が残置された宿儺の残骸を利用して日本の結界は保たれた。

##### 都立呪術高専

###### 教師
夜蛾 正道（やが まさみち）
声 - 黒田崇矢
都立呪術高専の学長である1級呪術師。47歳。
「気づきを与えるのが教育」という信条のもと、生徒のことを想い、入学時の虎杖を自身の呪骸と闘わせたり、五条に拳骨や絞め技で説教するといった厳しい教育を施す。
呪骸を作り操る「傀儡呪術学（かいらいじゅじゅつがく）」の第一人者で、突然変異呪骸のパンダも彼の手によるものである。術式は呪骸を操る「傀儡操術（かいらいそうじゅつ）」。呪骸は高い戦闘能力を持つことに加え、人形であるが故に痛覚や恐怖心を持っておらず、殴られても怯むことなく襲ってくる。また、可愛いものを好む一面があり、呪骸のデザインにも影響を与えている。意思を持った突然変異呪骸の製造方法を確立させており、容易に軍隊を所持できるため本来なら特級案件だが、夜蛾はこの事実を秘匿している。
かつて五条、夏油、家入の担任の教師を務めていたころは自分勝手な三人（特に五条）を叱っていた。その一方で、彼らを内心で大切に思っていたようで、夏油が両親を殺したことなどを五条に話した際はショックを受けていた。渋谷事変編では元教え子の家入を守るなど尽力したものの、総監部により渋谷事変発生を教唆したとして死罪を通達され、楽巌寺の手で処刑された。

日下部 篤也（くさかべ あつや）
声 - 三木眞一郎
都立呪術高専2年担任。1級呪術師。
逆だった黒髪を持つ強面の男性。禁煙中で、常に棒付きキャンディを舐めている。息子を失い精神を患った妹がおり、妹の心を救ってくれた夜蛾に感謝している。自分が死ぬことを恐れており、渋谷事変でも特級呪霊が犇く地下へ向かわないように時間稼ぎをしていた。しかし文句は言うものの、窮地に陥ると知的誠実さを発揮するところがあり、その部分に関しては他の術師に優しいと評価されている。
武器は刀。シン・陰流の使い手であり、術式を持たないことから生きるために仕方なくその技を修めた。シン・陰の「簡易領域」、「抜刀」、居合「夕月」を使う。簡易領域は侵入したものを全自動で迎撃する。冥冥曰く「術式無しで1級まで上り詰めた」実力者で、彼以降、同様に昇級した1級術師はいないという。また、特級呪霊の位置を感知できる。
渋谷事変では、パンダとともに渋谷入りし、居合わせた夏油一派の幹部2人ととともに漏瑚と宿儺の戦闘に巻き込まれる。終盤には偽夏油（羂索）のうずまきで攻撃される三輪を守った。人外魔境新宿決戦では、決戦前にシン・陰流の当主になり、門弟以外にも簡易領域を教えた。決戦にて高専術師として宿儺戦に参加する。

家入 硝子（いえいり しょうこ）
声 - 遠藤綾
呪術高専の医師。28歳。元都立呪術高専生で、五条と夏油の同期にあたる。。右目側に泣きぼくろのある女性。立場上忙しいため、目の下にクマができている。高専卒業後に医師免許を取得している。
少年院の出来事で死亡した虎杖の身体を解剖して、彼が猛毒に耐えられた理由を調べることに意欲的な姿勢を見せ、後に虎杖が蘇生した際には「ちょっと残念」と口にするなど、少々エキセントリックな一面を持っている。その一方で、正体を知らなかったとはいえ真人が作った改造人間を殺めてしまった虎杖が気に病まぬよう、「死因は身体を変えられたことによるショック死」とフォローするなど、優しさを垣間見せるときもある。
術式は持たないが反転術式により、自分だけでなく他者の傷を治療出来る数少ない人物。その希少な能力ゆえに前線に出されることはなく、後方で治療のために待機する体制が基本。
2006年の時点では呪術高専2年のクラスに在籍しており、この時すでに治療術を体得していた。五条と夏油とは同級生であったほか、庵とも親しかった。3年生に進級した2007年、新宿で離反した夏油に遭遇した後、彼のことを五条に連絡をした。渋谷事変編では夜蛾に守られながら後方で負傷者を治療している。死滅回遊では回遊のルールにおける術式の剥奪についてアドバイスをしていた。人外魔境新宿決戦では後方で待機し、宿儺戦で運び込まれた負傷者を治療する。

###### 生徒
2年生は、前日譚「東京都立呪術高等専門学校」における主要人物である。
秤 金次（はかり きんじ）
都立呪術高専3年生。
五条が特級術師の乙骨・宿儺の器の虎杖と併せて「僕と並ぶ術師になる」と評している。保守派の呪術師たちのことは毛嫌いしているものの、五条や夜蛾に対しては感謝の意を示してもいる。「熱」とはギャンブル、ギャンブルとは人生という独自の考え方をしており、熱を愛している。
秤の呪力はヤスリのようにザラつく特性であり、通常の呪力で殴るよりも痛みを相手に与える。領域展開「坐殺博徒（ざさつばくと）」がデフォルトで組み込まれている術式を持つ。能力は実在する漫画、私鉄純愛列車のパチンコ台を模した領域を展開し、領域内のスロットで図柄を揃えて大当たりを出せばボーナスを得ることが出来るというもの。領域を展開しなくてもパチンコの演出（電車の扉など）を具現化して攻撃する。大当たりになると時間制限付きで秤から無制限に呪力が溢れ、全自動で反転術式が発動するため、その間は不死身になる。再生速度は五条悟と宿儺を上回る。
百鬼夜行で京都に出向した際、保守派の人間と揉めたため他の3年生と共に停学となり、交流会に参加できなかった。停学中はファイトクラブを使い日本の熱を支配するという目的のため、呪術規定を無視して呪術師にファイトマネーを渡して闘わせ、非呪術師を客とした賭博の胴元をすることで金を稼いでいた。渋谷事変後、自分の協力を求めてきた虎杖と伏黒を当初は敵とみなしていたが、虎杖を認めて死滅回游平定に協力する。死滅回遊は東京第2結界から参加し、鹿紫雲と交戦する。人外魔境新宿決戦では宿儺と戦う術師達に邪魔が入らないように裏梅を引きつける役割を請け負い、その使命を全うした。

星 綺羅羅（ほし きらら）
都立呪術高専3年生。
秤と共に停学中の術師。女性にも見える格好をしている男性。同級生の秤とは気安い関係。他人の名前はちゃん付けで呼ぶ。
南十字星の位置関係をモチーフとして指定した物の動きに条件を加え、互いに引き合わせたり反発させる術式「星間飛行（ラヴランデヴー）」を用いる。
停学後は秤と行動を共にし、拠点に侵入してきた伏黒達を迎撃する。協力後、死滅回游には参加せず結界の外で待機、人外魔境新宿決戦では憂憂に付き添い負傷者の回収をする。

乙骨 憂太（おっこつ ゆうた）
都立呪術高専2年生。乙骨憂太を参照。

禪院 真希（ぜんいん まき）
声 - 小松未可子
都立呪術高専2年生。4級呪術師。御三家・禪院家の出身だが、苗字で呼ばれることを嫌う。
男勝りで反骨精神が強い上、口調が荒く、やや不遜な言動も目立つが、実際は面倒見が良く仲間想い。釘崎からも「姐さん」として慕われている。また、初対面時の乙骨を毛嫌いしていたが、成長していく彼に徐々に惹かれており、パンダからは「ツンデレ」と指摘されている。
術式を持たず一般人並みの呪力しかない代わりに、人間離れした身体能力を持つ「天与呪縛（てんよじゅばく）」によるフィジカルギフテッドという特性を有しており、肉眼や素手で呪霊を見て祓うことが出来ないため、呪霊が見える特殊な眼鏡をかけ、呪具を用いて戦闘を行う。渋谷事変後は、真依が構築した呪具・釈魂刀を使う。
実力としては2級に相当するが、相伝の術式と最低限の呪力を持たないことから、禪院家からは「落ちこぼれ」として邪険に扱われ、その妨害によって階級も4級止まりである。このため、禪院家の次代当主になって、家の人間を見返すことを目標としている。また、双子の妹である真依とは幼少時は仲が良かったが、真希が出奔してからは憎まれるようになった。しかし、本人は真依を今でも可愛い妹として接している。
渋谷事変では直毘人、七海と行動を共にし陀艮と交戦して退けるが、突如現れた漏湖に上半身を焼かれる重傷を負い離脱。
その後回復し、死滅回游平定を目指して呪具を回収しようと禪院家を訪れる。そこで実父の扇に襲撃され瀕死となるが、真依の命と引き換えに全呪力を失くし、甚爾と同様に身体能力が劇的に上昇、全てを壊すために禪院家を壊滅させた。その後は死滅回游の結界をすり抜ける特性を使い、各地の結界内でも凶悪な術師と呪霊を倒していき、桜島結界で加茂憲紀と共に禪院直哉の呪霊と交戦を開始する。人外魔境新宿決戦では、高専術師として宿儺戦に参加し、油断した宿儺に奇襲をかける。

狗巻 棘（いぬまき とげ）
声 - 内山昂輝
都立呪術高専2年生。準1級呪術師。狗巻家出身の「呪言師（じゅごんし）」の末裔。
一族に伝わる高等術式「呪言（じゅごん）」の使い手。この術式は、自身の声に呪力をのせて言霊を増幅・強制させることで自身が喋ったことをそのまま実現化するというものであり、たとえば「爆ぜろ」と発言すると相手を爆発させることができ、「捻れろ」と発言すると文字通り相手を捻じることができる。携帯電話を介しての音声も有効で、拡声器で有効範囲を広げることも可能。ただし、連続で使用したり、より強力な言葉を使用するほど身体への負荷がかかるほか、乱用によって自身が呪言そのもののダメージを受けることもある。
術の性質上、意図せず人を呪うことを防ぐため、会話の語彙をおにぎりの具に限定している。作者の芥見は彼の語彙について、「しゃけ」は肯定、「おかか」は否定を意味するなど、一定の法則性があることを示唆している。口の両端と舌には狗巻家の呪印「『蛇の目』と『牙』」があり、普段はハイネックで口元を隠している。
その会話の困難性から周囲の人間から怖がられることがしばしばあるが、実際は温厚で心優しく、常に仲間に気を配っている。また、生まれた時から呪言が使えたため、幼少期は意図せず人を呪ってしまっており、呪術高専入学後は（里香によって不本意に周囲を傷つけてしまっていた）乙骨のことを気にかけていた。
渋谷事変では暴走した虎杖（宿儺）の攻撃に巻き込まれ、左腕を失う重傷を負う。死滅回遊後には復帰しており、五条悟封印解除の際に参加した。人外魔境新宿決戦では決戦前に乙骨に「動くな」の呪言を込めたボイスレコーダーを託しており、戦いの中で宿儺を足止めさせた。

パンダ
声 - 関智一
都立呪術高専2年生。準2級呪術師。
人語を解すパンダであり、その正体は夜蛾の最高傑作である、感情を持って生まれた「突然変異呪骸（とつぜんへんいじゅがい）」。
2年生達の中でも最も常識的な言動を取る。常に仲間に気を配り、注意役も担当する。その一方で、真希に乙骨に対するツンデレを指摘してイジったり、釘崎と共に西宮を挑発する等、悪ノリが好きな一面もある。また、葛藤しながらも行動し続ける人間の心情を「自分に無い部分」とし、それを「キモイけど好き」としている。また、交流会でメカ丸に嫉妬と苛立ちを向けられた際は、「俺はオマエの敵じゃない。何か叶えたいことがあるなら手伝うぜ」と素直に述べた。
呪骸の核は本来一つだけだが、通常のパンダ核と「お兄ちゃん」、「お姉ちゃん」と呼ばれる3つの核を持ち、メインの核を入れ替えることで、それぞれの「モード」に応じたパワーアップができる術式の持ち主。行動不能なほどダメージを負っても核を入れ替えることで継戦可能になる。怪力の持ち主で体術にも優れており、肉弾戦を主流とする。また、味方のサポートとして、真希の呪具を持ち運びする。
渋谷事変では日下部と行動を共にするが、暴走した虎杖（宿儺）の攻撃に巻き込まれ、通常核が大ダメージを受ける（本人曰く、「残機2機」）。死滅回游では東京第2結界から参加、鹿紫雲といきなり出会ってしまい、パンダ核以外を完全に破壊され殺されかけるが、秤の乱入で助かる。その後は後遺症からかサイズがかなり縮んでしまった。人外魔境新宿決戦では戦えなくなっているため待機する。エピローグにて死滅回游から暫くしたのち機能停止したことと、その後は五条家で管理されていることが判明している。
ゴリラモード
「お兄ちゃん」こと「ゴリラ核」をメイン核にすることでパンダはゴリラが混ざったような姿になる。この時は防御不能の掌打「激震掌（ドラミングビート）」が使用可能。通常よりも高いパワーを得られる反面、呪力の消費が激しい。

##### 呪術高専 京都校

###### 京都校の教師
楽巌寺 嘉伸（がくがんじ よしのぶ）
声 - 麦人
呪術高専京都校の学長。階級は不明だが、準1級呪霊に躾を施すほどの実力者。76歳。
顎髭をはやした禿頭の小柄な老人男性。耳・鼻・口にピアスをし、着物の下にTシャツを着ている。
呪術界の保守派筆頭で、虎杖を断固として処刑対象と考えており、呪術界の改革を目指す五条とは折り合いが悪い。
奏でた旋律を増幅させ呪力として撃ち出す術式を使う。自身をアンプとし、V型ボディのエレキギターの音から衝撃波を生成する中距離攻撃を主流とする。
渋谷事変後、五条の封印に伴い保守派が力を持った際には呪術総監部の命令で夜蛾殺害を実行したが、心変わりして夜蛾が隠していた突然変異呪骸の作り方を総監部に報告しなかった。死滅回游後は、五条が呪術総監部を皆殺しにしたことで新しく総監部のトップに立つことになる。人外魔境新宿決戦では五条悟の能力を向上させるために、歌姫の術式のサポートを行なった。その後、目覚めた釘崎に付き添い、宿儺の指への術式発動を見届ける。

庵 歌姫（いおり うたひめ）
声 - 日笠陽子
呪術高専の京都校で2年生のクラスの担任を務めている準1級呪術師。31歳。仕事中は巫女装束を着る。左頬から鼻梁を通して右頬中央にまでまたがる幅の広い傷痕がある。
やや勝気・短気な性格。学生時代は後輩の五条や夏油からは弱いとなめられていた上に、本人も五条のことをよく思っていない。その一方、五条は内心で彼女を信頼している。また、同じく後輩の家入とは仲が良く、彼女に禁煙も勧めた。趣味はスポーツ観戦・カラオケ。ビール好き。
術式範囲内の任意の術師の呪力総量・出力を一時的に増幅させる術式「単独禁区（ソロソロキンク）」の使い手。
2006年の時点では2級術師であり、1級術師の冥冥と任務を請け負ったことがある。また、この時期に顔の傷はなかった。
交流会では京都校の引率として参加する傍ら、五条の依頼で京都校側の内通者を探していた。渋谷事変では他の京都校の生徒と共に渋谷へと向かう。人外魔境新宿決戦では決戦前の五条悟に自らの術式をかけて能力を向上させた。その後、目覚めた釘崎に付き添い、宿儺の指への術式発動を見届ける。

###### 京都校の生徒
東堂 葵（とうどう あおい）
声 - 木村昴、和優希（小学3年生）
呪術高専京都校3年生。1級呪術師。非術師の家系出身。
筋骨隆々の巨体を持ち、ドレッドヘアが特徴の強面の男。左頬から額にかけて大きな傷跡がある。
傲慢かつ粗暴な性格をしており、退屈さと他人からの指図を極度に嫌い、自分がつまらないと判断した相手には非常に攻撃的になるため、周囲からも嫌われている。一方で、自身が「親友」とした人物には友人思いの熱い一面を見せ、「親友」もそのペースに自然と合わせてしまう。
また、「性癖にはソイツの全てが反映される」「性癖がつまらない人間はそいつ自体つまらない」という考えの持ち主で、初対面時の男性には必ず女の好みについて尋ねる癖がある。「身長（タッパ）と尻（ケツ）がデカイ女」を好みとタイプとしており、高田ちゃん（声 - 黒沢ともよ）という高身長アイドルに対して結婚したいほどの好意を抱いている。また、身嗜みには気を使っており、全身からは常にいい匂いを発しているが、京都校の女性陣からは不快がられている。
術式範囲内にある「一定以上の呪力を持った2つのモノ」の位置を入れ替える術式「不義遊戯（ブギウギ）」の使い手。術師や呪霊と言った生物だけでなく、呪骸や呪具などの無生物にも有効である。手を叩くことで発動し、これを利用して、手は叩くが術式を発動させないというフェイントもできる。また、九十九直伝の簡易領域の使い手。
術師としての実力は、1級呪霊を術式無しで祓えるほど高く、過去には術式を使って特級呪霊を祓っている。肉弾戦を主体とした戦法を取るが、頭脳戦にも長けている。その性格上、他者との連携は基本的にしないが、性癖と戦闘スタイルの相性が良い虎杖とは連携できている。
小学3年の時点で高校生を打ち負かすほどケンカが強く、退屈した日々を送っていたある日、九十九由基に退屈から解放されることを期待して彼女に着いていくことが、呪術師の道を歩むきっかけとなった。高専も九十九の推薦で入学した。
東京校との交流会当日、虎杖抹殺を企む京都校の加茂達から離れ、単独行動に入る。1回戦では虎杖と対峙し、当初は彼を一方的に痛めつけるが、途中で「女性の好み」を聞いた際、彼が自身と同じ性癖を持つことを知った東堂は、虎杖と東堂と高田ちゃんは同じ中学校の出身だったという「存在しない記憶」を持ち始め、虎杖を「親友」とする。その後は、呪術師として未熟な虎杖に、より良い呪力操作を指導する。交流会終了後も、未だに虎杖を「親友」としているが、当の虎杖は彼に感謝しつつもやや嫌気がさしている。
八十八橋の事件後に冥冥と共に虎杖・伏黒・釘崎・真希・パンダを1級術師に推薦するが、冥冥から昇級査定で推薦者は被推薦者と同行できないことを知らされた際、愕然とした表情を見せた。
渋谷事変では新田新とともに虎杖に加勢。真人の無為転変を顔面に受けた釘崎を目の当たりにして心が折れかけていた虎杖を鼓舞し共に真人と戦うが、戦いの中で左手を切断し、右手は真人の術式を受けて術式が使用できなくなる。その後も虎杖の勝利に貢献し、九十九の仲間に救助された。その後、失った左手にビブラスラップを付けて戦線に復帰。人外魔境新宿決戦では、ビブラスラップを活用した新たな術式「不義遊戯・改」で乙骨のサポートをして羂索を倒したのち、新宿で虎杖と連携して宿儺と戦った。

加茂 憲紀（かも のりとし）
声 - 日野聡、川井田夏海（幼少期）
呪術高専京都校3年生。準1級呪術師。
御三家・加茂家の出身で、表向きは嫡流とされるが、実際は側室（声 - 中村千絵）の息子で、正室が加茂家相伝の術式を継いだ男児を産めなかったため、術式を継いでいた憲紀が6歳の時に嫡男と偽られる形で家に迎え入れられた経緯を持つ。虐げられて家を出た母への強い思いから次代当主としての自覚を持っており、それ故に、宿儺の器・虎杖を即刻処刑すべきと考えている。加茂家当主として立派な呪術師となり、いつか母親を迎えるのが願い。冷静沈着な性格をしている。ノリトシという名は加茂家の忌名だが、これには家なんか捨てて私のもとに帰ってきて欲しいという実母の願いが込められている。
武器は弓矢。御三家・加茂家相伝の術式「赤血操術（せっけつそうじゅつ）」の使い手であり、自分の血液もしくは血液がついた物を自在に操ることができ、対象は事前に採血した自身の血液でも有効。体内の血流の操作による自己強化に加え、排出した血液を操作して相手を攻撃したり、血液をつけた矢の軌道を自在に変えることも可能。
当初、京都校学長の命により虎杖を殺そうとしたが、東堂の妨害を受け失敗。その後、伏黒らとともに校内に現れた特級呪霊の花御と戦う。渋谷事変では終盤に他の京都高のメンバーと共に現れて虎杖達に加勢した。渋谷事変後、上層部の通達を取り下げさせるために実家に戻るが、加茂家は既に羂索に乗っ取られており追い出される。その後、母親が居場所を作り新しい人生を歩んでいることを知り、自分は必要とされていないと考えるようになる。死滅回遊を平定するために桜島結界から参加し、真希とともに禪院直哉の呪霊を迎撃する。人外魔境新宿決戦には実母とその家族を海外に避難させるために不参加を表明したが、決戦の前まで虎杖に対して呪術の指導をした。決戦後には家族と共に日本に帰国している。

西宮 桃（にしみや もも）
声 - 釘宮理恵
呪術高専京都校3年生。術師の家系出身であり、父がアメリカ人の呪術師。2級呪術師。
小柄でかわいらしい見た目だが、機嫌を損ねた際は口が悪くなる。辛苦を重ねながら呪術師として生きる真依を敬愛しており、真依を蔑む相手には激しい敵対心を燃やす。
術式は「付喪操術（つくもそうじゅつ）」。古い器物を操作する術式であり、西宮は呪力が篭もった愛用の箒を自在に操ることができる。箒に乗ることで空を飛ぶことができ、索敵を得意とする。また、人ひとり浮かせる程度の呪力の風を放つことで攻撃可能。
女の呪術師の立ち位置の難しさを知り、ルックス・実力ともにある完璧な呪術師でないとナメられると考えている。また、見た目でナメられたくないという理由でピアスをつけ始めた。
死滅回游では、秤へのメッセンジャーとして東京第2結界から参加。人外魔境新宿決戦では宿儺戦に直接参加はしないが、空中飛行能力で冥冥の移動をサポートする。
鎌異断（かまいたち）
空中から落下して放棄を掃き、強く風を吹き飛ばす。

禪院 真依（ぜんいん まい）
声 - 井上麻里奈
呪術高専の京都校の2年生で、真希の双子の妹にあたる。3級呪術師。身長170cm。
術式（表向きは持っていないことになっている）の関係で基本的に銃などの武器に呪力を籠めて打ち出すことしか出来ない。呪力を持たない真希のことを見下すと同時に、姉のせいでなりたくなかった呪術師として努力せざるを得ないという恨みも抱いている。また、伏黒や釘崎に向かって死亡した（と思われていた）虎杖をあからさまに侮辱するなど、真希とは対照的に皮肉屋で冷笑的な性格をしている。アニメでは東堂にチケットを渡されて高田ちゃんと握手し、悪くないと感じていた。
無から物体を作る術式「構築術式（こうちくじゅつしき）」を使う。ピストルを愛用していて、リボルバーを使うのは弾数でブラフをはるためであり、弾を全部使ったと思わせておいて構築術式で弾を作り敵の不意をつく戦法を用いる。ただし、この術式は呪力の消費が激しく、体への負担も大きいため、真依では一日に弾丸一発を作るのが限度となっている。
渋谷事変後に禪院家へ行った際父の扇に攻撃されて瀕死の状態に陥り、自らの命と引き換えに作り出した釈魂刀のレプリカを真希に授け絶命した。禪院家壊滅後、死体は覚醒した真希によって運ばれ、桃に渡された。

三輪 霞（みわ かすみ）
声 - 赤﨑千夏
呪術高専京都校2年生。3級呪術師。
青い長髪の少女。楽巌寺の秘書のようなことをしており、アポなしで楽巌寺の元にやってきた五条に厳しい態度を取る。だが実際は五条のファンらしく、きつい表情の裏では間近で彼を見られたことに大興奮し、一緒に写真を撮っていた。京都校の生徒の中では常識的であり、虎杖の暗殺にも乗り気ではない。弟が二人いて貧乏な生活をしており、自立するために昇級したいと考えている。中学1年生の時にアルバイト先でシン・陰流の最高師範からスカウトを受け、流されるように入学した。
武器は刀で、シン・陰流の使い手。簡易領域は領域内（半径2.21m）に侵入したものを全自動（フルオート）で迎撃する。刀身を呪力で覆い鞘の中で加速させる、正面の敵に特化したシン・陰流最速の技「抜刀（ばっとう）」を使う。
渋谷事変では、もう二度と刀を振るえなくなってもいいと縛りを科し、渾身の抜刀を羂索に振るうが片手で止められてしまった。死滅回游では、乙骨へのメッセンジャーとして仙台結界から参加。人外魔境新宿決戦では力不足のため宿儺戦には参加せず、呪力のない真希のための領域対策として控えていた。

与 幸吉（むた こうきち） / 究極 メカ丸（アルティメット メカまる）
声 - 松岡禎丞
呪術高専京都校2年生。準1級呪術師。通称である「究極メカ丸」は、与が昔観せてもらったロボットアニメに出てくるロボットの名前に由来している。
「天与呪縛」の持ち主で、生まれながらにして右腕と膝からの下の肉体と腰から下の感覚がなく、肌は月明かりでも焼かれるほどもろく、常に全身の毛穴から針を刺されたような痛みがある。その代わり、日本全土に渡る広大な術式範囲と強大な呪力放出能力を有している。傀儡を作り操る術式「傀儡操術（かいらいそうじゅつ）」の使い手であり、普段は人型ロボットの傀儡「究極メカ丸」を遠隔操作して戦闘やコミュニケーションを行っている。この傀儡には刀剣や砲台など様々な兵器が内蔵されており、攻撃から防御にいたるまで幅広い局面で対応できる。また、複数体の傀儡を同時に操作し、相手を袋叩きにすることもできる。
当初は全身に包帯が巻かれた状態である建物の地下室にいたが、真人の術式によって健康な肉体を手にしてからは高専の制服を着ており、左頬には傷がある。
彼の呪術は、本人にとっては望んで手に入れた力ではないため、それと引き換えに健康な肉体になれるなら喜んでそうするとさえ発言している。また、人前に出られない姿と体質故に、周囲と完全に打ち解けることが出来ていないため、もし健康な肉体を手にしたら、仲間の術師達に直接会いたいと思っている。当初、人間で無いにも関わらず、日の下を自由に動くパンダに嫉妬と苛立ちを見せたが、交流会で交戦してからは、やや親密な関係になった。幼い頃に高専に保護され、高校生の年齢になった際そのまま高専に入学した。
健康な肉体を手にしてからは、術式範囲は縮小したが、同時に巨大装甲傀儡「究極メカ丸 絶対形態（モード・アブソリュート） “装甲傀儡究極メカ丸試作0号”」へ肉体を縛った年月で得た分の呪力をチャージし、消費することで特級クラスの莫大な呪力を一時的に放出できるようになった。
実は、真人の「無為転変」で体を治すことと、京都校の人間には手を出さないことを条件に、偽夏油（羂索）達の内通者をしていたが、呪霊たちが交流会で京都校の人間を襲撃したことを理由に内通者を辞退する。そしてとある山中のダムにて決裂、縛りの関係で一度真人に健常な肉体に変えられ巨大装甲傀儡で戦ったが、偽夏油及び真人との戦いの末に敗死する。ただし、自分が死ぬ前に、五条が封印されたら自身の作成した機械が作動するように仕向けており、虎杖らに呪霊側の情報が伝わるきっかけとなった。また、東堂を除く京都校の仲間が渋谷事変当日に東京から離れた僻地での任務に就くよう配慮を施していた。

新田 新（にった あらた）
声 - 浅利遼太
呪術高専京都校1年生。非術師の家系出身で、新田明の弟。金髪で三白眼。関西弁を話す。東堂からブラザーと呼ばれた虎杖のことを東堂の本当の弟と勘違いするなど、どこか抜けている性格。
傷の悪化を止める術式の使い手。しかし、傷は治ったわけではなく、後からつく傷は術式対象外。
1年だったため2018年の交流会には参加していない。渋谷事変では渋谷に東堂と一緒に現れ、虎杖と釘崎に術式を施し釘崎をつれて離脱した。人外魔境新宿決戦では負傷者の治療のために後方で待機する。

##### 補助監督
伊地知 潔高（いじち きよたか）
声 - 岩田光央
都立呪術高専において、会議の報告・司会進行や術師の任務の割り振り等を担当する、補助監督の中心的な存在に位置する男性。26歳。ガイドブックによると名前の由来はアジアン・カンフー・ジェネレーションのドラマー、伊地知潔から。
良くも悪くも事務的な態度で任務にあたるが、根は常識的で善良であり、子供の術師を危険な現場に送り届けることに対して内心で葛藤している。呪術界の革新を目指す五条と保守派の上層部との板挟みで心労が絶えない。
元々は都立呪術高専の生徒で呪術師志望だったが、メンタルが術師に向いていないため五条に呪術師は辞めるように促された。五条・夏油・家入は彼の2つ上、七海・灰原は1つ上の先輩に当たる。また、補助監督ではあるがそれなりの戦術や耐久力を持っており、頑張れば3級呪霊までは倒せる。術式は持っていない。
渋谷事変では重面春太に背後から3回刺されたものの、一命をとりとめた。死滅回遊では伏黒津美紀を死滅回遊から離脱するための身代わりとして真希に同行していた。人外魔境新宿決戦では、五条悟の初手を宿儺が見誤るように結界を張ることでサポートした。

新田 明（にった あかり）
声 - 徳井青空
都立呪術高専の補助監督を務める女性で、言葉の語尾に「…っス」とつけてしゃべる。元京都高専生。新田新の姉で、弟が心配だったため補助監督志望で高専に入学した。術式は持たない。
渋谷事変では釘崎と行動していたが重面に襲われ、駆けつけた七海によって救助される。

#### 御三家

##### 禪院家
禪院 直毘人（ぜんいん なおびと）
声 - 中田譲治
禪院家26代目当主。特別1級呪術師。71歳。
着物を着た老人男性。五条悟を除いて「最速」の術師と呼ばれている。その実力により禪院家の当主になった。五条家と仲が悪く、非術師にも興味がないため、渋谷事変でも任務中でありながら飲酒していた。アニメが趣味で、拘りがある。
術式は「投射呪法（とうしゃじゅほう）」を使用する。1秒を24分割、自身の視界を画角としてあらかじめ画角内でつくった動きをトレースする能力。術式の発動中に直毘人の掌で触れられたものにも効果を発動可能で、作った動きの通りに動かないと1秒間フリーズしてしまう。フリーズすると二次元フレームのようなもので捕縛されるためフレームを破壊しつつの攻撃が可能になる。作った動きは途中で修正不可能で、かつ過度に物理法則や軌道を無視した動きを作れば自らもフリーズする。自由に使いこなすには天性のコマ打ちセンスと時間感覚が必要。また、領域対策として御三家秘伝の「落花の情」を使う。
渋谷事変では手伝いのために東京に来ており、真希と七海と共に特級呪霊と戦うことになる。陀艮との戦闘で右腕を失う重傷を負うが、祓除に貢献した。しかし負傷のため本来のポテンシャルを発揮できず漏瑚の隙をついた攻撃により全身を焼かれ、戦線を離脱。重体となり生死の境を彷徨っていたが渋谷事変終結後に息を引き取る。

禪院 直哉（ぜんいん なおや）
直毘人の息子。特別1級呪術師。27歳。禪院家最強の術師集団「炳（ヘイ）」の筆頭。
関西弁で話す男性。父と同じ「投射呪法」の使い手。上昇志向が強く、他の禪院家の親族に対して不遜な態度をとる。「３歩後ろを歩けない女は死ねばいい」など男尊女卑思考を持っており、特に真希の事は毛嫌いしている。反面、強者である五条悟や生前の甚爾に対しては畏敬の念を抱いていた。
直毘人の死後、自身が次期禪院家当主になると自負していたが、遺言により伏黒恵が次期当主に決定した事に反発。伏黒の行方を聞き、彼を抹殺するため、東京で呪霊を祓う脹相と虎杖の前に現れる。時を同じくして虎杖を処刑するために現れた乙骨と戦う相手を分け合う形となり、自身は脹相と交戦するも敗れ、計画は途絶した。その後は禪院家屋敷に戻り、覚醒した真希との一騎討ちをするが、術式の仕組みを見破られ左頬にパンチを受けて敗れた。その後は重傷を負った状態で真希への憎悪を抱えたまま撤退、しかしかねてより恨みを買っていた真希の母親に刺殺される。だが、非術師に殺されたことで呪霊へと転じることになる。
直哉の呪霊
呪力で殺されなかったため呪霊として復活した直哉。見た目は巨大な芋虫であるが、それは呪胎であり、変態を遂げると蛹のような姿になる。また蛹状態から切断された際、切断面から生前の直哉そのものの姿まで変化した状態で現れている。
直哉としての自我が残っており、真希を殺すために桜島結界から死滅回游に参戦する。
元の術式を使用できるだけでなく、領域展開「時胞月宮殿（じほうげっきゅうでん）」を習得した。領域内では、中央に大きな目の付いた子宮のような物体が浮かんでいる。必中効果により動きのトレースを強制する。術式対象が細胞単位にまで拡張されるため、不用意に動けば全身がズタズタになる。
死滅回游では真希や憲紀と交戦し、呪胎の状態から変態した末に領域を展開して乱入してきた三代と大道を倒すが、領域に認識されない真希に祓われた。

禪院 扇（ぜんいん おうぎ）
直毘人の弟で真希・真依の父。特別1級呪術師。
長髪を後ろに結わえた壮年の男性。傲慢かつナルシズムな性格で、自分が当主になれなかったのは子供が出来損ないだからだと考えている。子供の出来以外で兄の直毘人に遅れをとったことはないと自負している。
術式は炎を放出する「焦眉之赳（しょうびのきゅう）」で、刀が折られても炎で刀身を作れる。また、領域対策である「落花の情」を居合に転用している。
渋谷事変後に呪術総監部の通達に乗じて真希と真依を殺そうとするが、覚醒した真希に頭を半分に切り落とされ死亡する。

禪院 甚壱（ぜんいん じんいち）
特別1級呪術師。「炳」に所属する術師。甚爾の兄。
額に傷、ぼさぼさの髮に無精髭と荒々しい風貌の男性で直哉からは「甚爾くんと逆なら良かったのに」と挑発される。部下からの信頼は厚い。巨大な拳を複数顕現させて攻撃する術式を持つ。
蘭太、長寿郎と共に真希と交戦するも死亡する。

禪院 蘭太（ぜんいん らんた）
「炳」に所属する術師。礼儀正しい青年であり、家の者からも良く思われている。対象の動きを封じる術式を持つ。
甚壱、長寿郎と共に真希と交戦するも、真希に術式を無理矢理破られた影響で死亡する。

禪院 長寿郎（ぜんいん ちょうじゅろう）
「炳」に所属する術師。年齢不詳の老人。岩石を操り、地面から巨大な手を作って攻撃する術式を持つ。
甚壱、蘭太と共に真希と交戦するも死亡する。

禪院 信朗（ぜんいん のぶあき）
術式を持たず生まれた禪院家男児が入隊を義務付けられる「躯倶留隊（くくるたい）」の隊長。
「炳」と協力して真希と戦うが死亡する。

禪院 真希（ぜんいん まき）
禪院真希を参照。

禪院 真依（ぜんいん まい）
禪院真依を参照。

禪院 甚爾（ぜんいん とうじ）
伏黒甚爾を参照。

##### 加茂家
加茂 憲紀（かも のりとし）
加茂憲紀を参照。

加茂 憲倫（かも のりとし）
多くの呪術文化財と共に「史上最悪の術師」として名を残す御三家の汚点。
明治初期、自らが開いた寺に呪霊との間に生まれた子の亡骸を抱いて駆け込んできた女性に興味を持ち、その女性を利用し、後の特級呪物「呪胎九相図」を生み出した。その正体は羂索が乗っ取った肉体の一つである。

四乃（しの）
加茂家の人間。渋谷事変後に事態終息を図るために加茂家に戻ってきた憲紀に詰められるが、すでに羂索によって意識がおかしくされており、その精神は150年前、加茂憲倫が当主の時代を彷徨っていた。

平七（へいしち）
加茂家守備隊の隊長。名前のみ登場。

##### 五条家
五条 悟（ごじょう さとる）
五条悟を参照。

菅原道真（すがわらの みちざね）
日本三大怨霊の一人にして、五条家の先祖に当たる超大物呪術師。乙骨憂太も、彼の子孫に当たる。

#### その他の呪術師
九十九 由基（つくも ゆき）
声 - 日髙のり子
特級呪術師。
陽気な女性。東堂のように初対面時の男性に女の好みを聞いてくる。また、高専関係者でありながら、天元のことを呼び捨てにしている。一人称は「私」。
呪霊を狩るだけの高専の方針を「対症療法」として呪霊被害の根本的解決にはならないと考え、呪霊の発生を防ぐ「原因療法」で呪いの無い世界を作るために世界を回っている。一方で、任務を全く受けず海外を放浪する「ろくでなし」としても知られている。移動の際はバイクに乗る。
術式は自らに仮想の質量を付与する「星の怒り（ボンバイエ）」。切り札として呪力出力の高い拡張術式を有するとされ、領域展開も習得しているが詳細不明。術式で呪具化した「凰輪（ガルダ）」という式神をつれており、唯一自分以外の術式対象にできる。簡易領域と反転術式の使い手。
元星漿体で、天元とも一度会ったことがある。呪術総監部に術式情報を握らせていないなど謎も多い。過去に当時小学3年生の東堂葵に出会い、彼が呪術師となる大きなきっかけを作った。
2007年に呪術高専を訪問した際、当時3年だった夏油と会話する。その際、非術師を守ることに疑念を感じ始めていた夏油の「（呪いのない世界を作るには）非術師を皆殺しにすればいい」という発言を「それもアリだ」とあっさり肯定した上で、自分はそこまでイカれていないと言い、彼に「『非術師を見下す自分』と『それを否定する自分』のどちらを本音にするかは君次第」と述べた。最後は夏油に「星漿体（天内理子）死亡後も、何らかの理由で天元は安定している」と伝え、高専を去った。
渋谷事変終盤、虎杖・偽夏油の前に姿を現し、部下に負傷した呪術師の保護を依頼。自身は偽夏油と舌戦を交える。過去に夏油に問うた答えの続きを尋ね問答を繰り広げるも、偽夏油一派の撤退によって決着はつかなかった。その後は天元と話すため、天元の要請に従い脹相と共に護衛として薨星宮に残る。死滅回遊では薨星宮に侵入してきた羂索を脹相と迎え撃ち彼を追い詰めるが敗北。自身は脹相を逃して捨て身で術式を発動して自爆する。九十九が書き記した魂の研究記録が脹相に遺されており、人外魔境新宿決戦ではその記録を元に高専術師が宿儺戦における作戦を立てている。

宇佐美（うさみ）
一級呪術師。名前のみ登場していたが、単行本28巻の描き下ろしにて顔が判明。本編には未登場。
上層部からの命令しか聞かず、言われたことしかしない。最強の一級術師は誰かという問いに、日下部の中では名前の挙がらない人物になっている。また、五条悟や冥冥からの評価も悪い。

##### 七海とその関係者
七海 建人（ななみ けんと）
声 - 津田健次郎
1級呪術師。27歳。五条の1つ下の後輩であり、灰原とは同期だった。非術師の家系出身で、母方の祖父がデンマーク人。名前の由来は七三分けから。
薄茶色のスーツを着た、茶髪で七三分けの男性。見られていることに気付くと襲ってくる呪霊がいることから、自身の視線を隠すためにツル部分の無いゴーグルのような眼鏡をしている。常に真顔で、あまり表情を崩さない。冷静沈着で物事を俯瞰的に観ることができる。誰に対しても丁寧に話すものの、基本的に無愛想である。その内心では情に熱く、自身が認めた相手には相応の敬意を示し、仲間を殺した敵には激怒して本気で攻める。自らの立場への責任感は強く、困難と認めた問題に対しては油断せず本気で挑む。先輩である五条からは信頼されている一方、本人は五条に対して信用・信頼はしているが尊敬はしていない。また、当初は虎杖を「子供」と見なし、呪術師として認めてはいなかったが、共に活動をすることで徐々に彼の実力や志しを認め、最終的に1人の「呪術師」と認めた。虎杖からも「ナナミン」という愛称で呼ばれたり、メカ丸から受け取った情報を真っ先に伝えたりと信頼されている。好物はパンで、カスクートを特に気に入っている。
武器は呪符が巻かれている大鉈。対象の長さを線分した時に7：3の比率の点に強制的に弱点を作り出す術式「十劃呪法（とおかくじゅほう）」の使い手。弱点を的確に攻撃することができれば、格下であれば峰打ちでも身体を両断し、格上にもそれなりにダメージを与えられる。全長だけでなく、頭部や腕など細部を分割対象として指定することが可能。拡張術式として、術式で破壊した建造物の瓦礫に呪力を込め、その瓦礫の落下などにより攻撃する「瓦落瓦落（がらがら）」を用いる。また、「時間」による縛りを自らに課しており、普段は呪力を制限しているが、彼の定めた時間を超えて戦闘をすると呪力が上昇する特性を持ち、本人はこれを時間外労働にたとえている。「時間外労働」の際はネクタイを右手に巻き、術式を併用した右の拳の一撃で建物を破壊するほどの攻撃力と、並の斬撃や一蹴りが一切効かないほどの耐久力を持つ。黒閃の連続発生記録の保持者であり、4回という記録を残している。
高専1年の時は同級生の灰原と共に行動しており、五条に振り回されていた。2年の際に2級呪霊（本当は1級案件）を祓う任務で灰原が死に、そのショックから高専卒業後は逃げるように一般の証券会社に入社した。「自身はやり甲斐とは無縁」と言い聞かせ、金のために重労働を繰り返す日々を過ごしてきたが、行きつけのパン屋の女性（声 - 植田千尋）との出会いをきっかけに、自分が「やり甲斐」を求めていたことに気付き、呪術師の道へと戻った。
渋谷事変では、五条封印後に重面春太を倒した後、禪院班に合流し陀艮を祓ったが、漏瑚の奇襲により上半身を焼かれ、渋谷駅構内にて虎杖に後を託しながら真人の無為転変で殺される。その後は術式が呪具化したものが遺されている。

猪野 琢真（いの たくま）
声 - 林勇
七海の助手を務める2級呪術師。21歳。術師の家系出身で、元高専生。名前の由来は作者の同級生から。
七海の任務を一度手伝って以来、彼のことを非常に尊敬しており、七海からも期待されている。一方で、後輩である虎杖と伏黒に対しては本人なりに先輩としての振る舞いを徹底している。また、「筋」を通すことを重要視し、七海には準1級くらいすぐなれると考えられているが、「尊敬している七海サンから認められずに1級になる訳にいかない」という理由で、彼の推薦で昇級することにこだわりを持つ。単純な性格の持ち主でもあり、七海の口車によく載せられる。
顔を隠すことで自らが霊媒となり四種の瑞獣の能力を降ろす降霊術「来訪瑞獣（らいほうずいじゅう）」の使い手で、術式の都合で戦闘時は常に目出し帽を被っており、被らないと術式を使えない。
渋谷事変の際は七海から虎杖と伏黒を託され、オガミ婆とその孫が帳を降ろしているのを見つけ、戦闘に持ち込む。その際、「禪院甚爾」を降ろされた孫によってビルの屋上から落とされるが、伏黒の救助により一命をとりとめた。死滅回遊後は回復しており、五条に対して七海が遺した呪具を使わせてもらうために話を持ち掛ける。人外魔境新宿決戦では高専術師として宿儺戦に参加する。
一番「獬豸（カイチ）」
1本の角を顕現し、相手を追尾する。人間の肉体を抉る攻撃力を誇る。
二番「霊亀（レイキ）」
体に呪力の水を纏ってクッションとして防御する。足に纏えば滑るような特殊な歩法が可能。
三番「麒麟（キリン）」
脳内麻薬を大量分泌して自身の痛覚を麻痺させる。使った後はしばらく動けない。
四番「竜（リュウ）」
龍を顕現させて対象に突撃させる。これを目にして生き延びた者はいない、とは本人の談。

灰原 雄（はいばら ゆう）
声 - 梶原岳人
高専生だった頃の七海と同期であった2級呪術師の少年。非術師の家系出身。呪いが見える妹がおり、彼女には高専に来ないように強く言いつけていた。
七海と対照的に人好きのする性格で、常に周囲に明るく愛想良く振る舞っている。どんな人でもあろうと相手の良いところばかり見るので、先輩である夏油のことも非常に尊敬している。唯一の同級生である七海とも仲が良かった。
呪術高専2年の時、2級呪霊（本来は1級案件）の討伐任務に失敗して死亡。

##### 冥冥とその関係者
冥冥（めいめい）
声 - 三石琴乃
1級呪術師。術師の家系出身で元高専生。五条や庵の先輩であり、彼らからは「冥さん」と呼ばれる女性。高専の協力者だが、普段は単独で活動しており、個人から報酬を受け取ることもある。冥冥は本名ではない。
長い白髪を持ち、戦闘時は前髪を多めに垂らして顔を隠す。金に汚い一方で、真希や虎杖を術師として高く評価したり、弟の憂憂を溺愛するといった情に溢れた一面もある。
烏を操る術式「黒鳥操術（こくちょうそうじゅつ）」の使い手であり、鳥と視界を共有したり、それをモニターに映すこともできる。「命」をかける縛りを使いこなすことで、術式効果を最大限まで高めている。また、鍛錬や呪力で肉体を強化しており、術式無しでも十分戦える。武器は自身の背丈ほどの長さの斧。
黒鳥操術の真骨頂である「神風（バードストライク）」は、烏に自死を強制させる縛りを課すことで、本来微弱である動物（烏）の呪力制限を消し去り、相手へ体当たりさせることができる技である。これを防げたのは五条悟のみ。
2006年の時点で1級術師であり、当時2級の庵と任務を請け負ったことがある。
渋谷事変では特級呪霊の疱瘡婆と交戦し勝利。その後、偽夏油（羂索）に殺されかけたため憂憂の術式でクアラルンプールに逃亡した。死滅回遊ではリスク分散と先行投資のため、憂憂と共に高専組の死滅回遊平定に協力する。人外魔境新宿決戦では術式で新宿で行われる戦闘をインターネット上で配信し、高専メンバーにも様子を中継している。宿儺戦に本人は直接参加しないが、高専の術師を烏でサポートする。

憂憂（ういうい）
声 - 三瓶由布子
冥冥の弟である呪術師の少年。とにかく姉への愛が重く、術式含めた呪術も「姉の所有物でありたい」という気持ちが強いため、姉の許可が無いと使えない縛りをしている。
術式は対象の空間移動。対象の同意を得れば転移可能で、術式対象は魂にさえ及ぶ。その移動可能範囲は日本の渋谷からマレーシアのクアラルンプールに移動できるほど広い。シン・陰流「簡易領域」の使い手であり、戦闘時は姉に代わって領域対策を行う。
渋谷事変では冥冥と共に参戦して、彼女の戦闘をサポートしている。人外魔境新宿決戦では、決戦前に術式を利用した入れ替え修行の要となっていた。宿儺戦では綺羅羅と共に負傷者の回収を行う。

### 呪詛師

#### 夏油一派
夏油 傑（げとう すぐる）
声 - 櫻井孝宏
「最悪の呪詛師」と称される特級呪詛師。両親は非術師。五条悟のかつての「たった一人の親友」で、互いに下の名前で呼び合った。名前の由来は夏油高原スキー場から。
五条袈裟を着込んだ、黒い長髪の男性。不敵な笑みを浮かべていることが多い。身長は五条（190cm以上）と同程度。五条のように飄々として掴みどころがなく、時折相手を挑発する。
学生時代の経験から、「非術師を淘汰し、呪術師だけの世界をつくる」ことを目標に掲げており、仲間の呪術師には「家族」として暖かく接し、特に若い呪術師には、たとえ敵対関係にあっても非常に尊重した態度を示す。その一方で、非術師を「猿」呼ばわりするほど忌み嫌っており、基本的に冷淡な態度で接し（猫を被るように愛想よく接する場合もある）、協力関係にある者ですら、用済みと判断すれば躊躇無く呪殺する。
呪霊を取り込み自在に操る術式「呪霊操術（じゅれいそうじゅつ）」の使い手であり、呪霊を降伏させ球体状の呪力の塊にしたものを飲み込んで取り込む。一度取り込んだ呪霊は、媒介無しに自在に出し入れ可能であり、取り込める呪霊の数に制限は無いが、人間と主従関係がある場合はその人間を殺害する必要がある。呪霊の視界を共有することはできないが、祓われたかを感知することは可能。ただし、本人は呪力の塊を口から取り込む方法とその味に不快感を示している。また、夏油が死亡した場合取り込んだ呪霊がどうなるかは不明で、一気に暴走する可能性がある。式神使いのように呪霊を用いた遠隔攻撃を主流の戦闘スタイルとしているが、体術も強く、近接戦闘にも対応できる。物を格納できる呪霊（元は甚爾が飼っていた）により、常に呪具を取り出せる。乙骨との戦闘は三節棍の特級呪具・游雲（ゆううん）を使用している。
元都立呪術高専生で、五条悟、家入硝子とは同級生。親友である五条とは高専2年の時点で共に最強として名を馳せていた。学生時代は、五条よりは良識的であり、不遜な言動や無理が絶えなかった彼の注意役でもあった。また、当初は「呪術師は非術師を守るためにある」と考えていた。
懐玉編の高専2年時（当時の階級は1級）、星漿体・天内理子の護衛の任務に五条と取り掛かり、「Q」を初めとする星漿体を狙う呪詛師達を打ち負かした。しかし、任務最終日に高専を襲撃した伏黒甚爾により天内を殺され、夏油も敗北を喫す。その後、盤星教「時の器の会」に天内の遺体を五条と引き取りに行った際、盤星教信者の拍手と笑顔を見て、非術師を守ることに疑問が生じる。
玉折編の高専3年時には特級呪術師になっていた。しかし、呪霊を取り込み続けた苦しみと非術師を守ることに対する疑念から徐々に信念が揺らぎ始め、九十九との会話で、「非術師が全て死ねば呪霊もいなくなる」という考えが生まれ、その後も後輩の灰原の死から更に信念が揺らぐ。そして、任務先の村で虐待を受けていた呪術師の菜々子と美々子と出会い、遂に「猿（非術師）は嫌い」を本音にすることを選ぶ。そして、村の住人112人を皆殺しにし、さらに「実の家族だからと特別扱いするわけにいかない」という理由で自身の両親も殺害、これに伴って呪術界上層部から死刑対象に指定されることとなる。
新宿で家入と五条に「呪術師の世界を作る」という「大義」を述べて別れを告げた後、盤星教の仲介人の孔に教団幹部を集めさせ、代表役員の園田を幹部達の目の前で殺害し、盤星教を乗っ取った。その後は設立した宗教団体を呼び水に信者から呪いと金を集め、同時に「家族」と呼ぶ仲間の呪詛師も集めた。
前日譚「東京都立呪術高等専門学校」では、百鬼夜行当日に、かねてより興味を持っていた特級過呪怨霊・祈本里香を入手するために単独で都立呪術高専に侵入。彼女が取りついていた生徒・乙骨との激戦の末に敗れ、最期はかつての親友である五条によってとどめを刺された。しかしその後、何者かが夏油の遺体を盗み出し、その肉体を乗っ取る。なお、乙骨との戦闘で用いた特級呪具・游雲は高専によって回収された。
虹龍（こうりゅう）
懐玉・玉折編で使役した呪霊。等級は不明。龍の姿をしており、当時夏油が持つ呪霊の中で最高硬度。甚爾に祓われた。
口裂け女
懐玉・玉折編で使役した仮想怨霊。等級は不明。質問に答えるまで不可侵を強制する「簡易領域」を展開する。甚爾に祓われた。
化身玉藻前（けしんたまものまえ）
特級仮想怨霊（高専登録済）。百鬼夜行で乙骨と里香を相手に使用するが祓われる。
極ノ番（ごくのばん）「うずまき」
所持している呪霊を一つにまとめて超高密度の呪力を相手にぶつける。手数を捨てるが、準一級以上の呪霊を使用した際、その術式を抽出して使用可能になる。

枷場 菜々子（はさば ななこ）・美々子（みみこ）
声 - 松田利冴（菜々子）、松田颯水（美々子）
夏油一派の幹部である双子の少女で、常に二人で行動する。百鬼夜行の時点で両者とも15歳である。
菜々子は出しゃばった言動が目立つ性格で、美々子は対照的に物静かな性格。
故郷の田舎にて、呪術師であることを理由に住人たちから虐待されていたところを夏油に救われて以来、彼に心酔している。ただし、あくまで重視しているのは夏油の思想よりも夏油の人生であり、夏油を殺した五条に対しては「絶対に許さないが親友であるからそれでもいい」としている。一方で、夏油の肉体を利用している偽夏油については強い殺意を向け、彼を殺害することで夏油を解放しようとしている。
戦闘時、菜々子は自身の携帯電話に呪力を込めて相手を撮り、美々子は縄で相手の首を絞めて吊るす。作中で彼女達の呪術の詳細は明かされていないが、宿儺は菜々子の攻撃を「被写体の状態をどうこうするもの」と推測しており、この術式を自分達に向けることで2人は漏瑚の攻撃を回避している。美々子の術式は発動条件は不明だが、普段持っている首が吊られた人形の状態が反映されて、対象の首が吊るされるものである。
渋谷事変編では、偽夏油達と渋谷駅に同行する。五条悟封印後、偽夏油に肉体の返上を迫ったが、縛りを設けていなかったことを理由に拒否され、その場を立ち去った。その後、脹相との戦いの後で気絶した虎杖に宿儺の指を1本食べさせ、その後目覚めた宿儺に更なる指1本と引き換えに偽夏油殺害を懇願するが、宿儺に「不愉快」と見なされたことで、美々子の頭部は斬り飛ばされ、菜々子は頭を半切りにされた後、身体を無数の肉塊に斬り刻まれ死亡した。

ミゲル・オドゥオール
声 - 山寺宏一
夏油一派の幹部。
海外出身の呪術師の黒人男性。夏油を王にするために彼の下についていた。夏油のことを「夏油」と呼び捨てしている。片言の日本語で喋る。
術式は肉体でビートを刻むと呪いを退け、自身の身体能力を向上させる「祈祷の歌（ハクナ・ラーナ）」。領域を展開せずとも相手のデバフと自身のバフを引き出す。百鬼夜行における戦闘時は、普段は腰に巻いている特殊な縄（本人曰く「母国の術師が1本につき何十年もかけて編んで作る」代物）の「黒縄（こくじょう）」を使う。これは特級相当の呪具で、縄には珍しい呪いが編み込まれており、五条の「無下限呪術」含めてあらゆる術式効果を乱し相殺する。
百鬼夜行では新宿で五条の足止めを担当した。その後は五条に目を付けられることになり、新宿で見逃してもらった代わりに乙骨の面倒を押し付けられる。第33話の扉絵には、海外にいる乙骨と同行している姿が描かれており、後に黒縄の残りがあるか海外で探していたと語られている。人外魔境新宿決戦では、決戦前に乙骨から助力を求められるが断る。しかしラルゥとの話し合いで渋谷で殺された仲間たちを弔うため、条件付きで戦うことを決めた。乙骨には参加しないと伝えたが、宿儺戦の最中突如として参戦、高専術師達の前に姿を現す。

ラルゥ
声 - 速水奨
夏油一派の幹部。
常に上半身が裸で、ハート型のニップルステッカーとカチューシャを身に着け、顔には化粧をしている白人男性。オネエ口調で話し、夏油を含める他人を「ちゃん」付けで呼ぶ。
ミゲル同様、夏油を王にするために彼の下についていた。また仲間想いな性格で、仲間の意見を尊重し、逆に仲間（呪術師）同士の傷つけ合いは「夏油が1番望んでいない」として嫌う。
術式は仮想の手を生み出し対象を掴む「心身掌握（ハートキャッチ）」。一度掴んだ相手は「こっちを向いて（キューティーハニー）」という技で心までわし摑みすることが出来る。
百鬼夜行後は幹部内の揉め合いを仲裁し、「各々好きなようにすればいい」と提案する。結果として一派の分裂を決めることとなったが、それでもなお別々の道を歩む一派の仲間たちを「家族」と呼び一緒に食事をするという望みを語った。その後は九十九由基と行動を共にしていたようである。人外魔境新宿決戦ではミゲルと共に宿儺戦に参戦する。

菅田 真奈美（すだ まなみ）
声 - 伊藤静
夏油一派の幹部。
スリムドレスを着た長髪の若い女性で、夏油に対し強固な忠誠心を持ち、彼同様に非術師を「汚らわしい」と蔑んでいる。
百鬼夜行では新宿で指揮を取っていた。百鬼夜行後は、夏油の遺志を継ぐため、他の仲間たちと共に偽夏油に協力する。渋谷では日下部とパンダの前に姿を現すが漏瑚と宿儺の戦いに巻き込まれ、その後の消息は不明。ミゲルとラルゥの会話によると渋谷で死亡した模様。

祢木 利久（ねぎ としひさ）
声 - 井上剛
夏油一派の幹部。
顔に傷痕のある男性。元は菜々子や美々子と似た境遇にいたところを夏油に救われた過去がある。夏油と同じく非術師を猿と呼び蔑んでいる。
百鬼夜行後は、真奈美と同じく夏油の遺志を継ぐため、他の仲間たちと共に偽夏油に協力する。渋谷では日下部とパンダの前に姿を現すが漏瑚と宿儺の戦いに巻き込まれ、その後の消息は不明。ミゲルとラルゥの会話によると渋谷で死亡した模様。

#### 羂索一派
作中で偽夏油（羂索）が渋谷事変までに手を組んでいた呪詛師たちの一派。真人たち呪霊たちの一派とも手を組み暗躍した。
羂索（けんじゃく）
羂索を参照。

裏梅（うらうめ）
裏梅を参照。

組屋 鞣造（くみや じゅうぞう）
声 - 稲田徹
呪霊達に協力する呪詛師。物作りを得意としており、人体から道具を作ることができる。五条悟という良いハンガーラックを作るための材料がある、という理由から偽夏油達に協力した。
交流会で真人と共に高専に潜入し、区画内への五条悟の侵入を防ぐ嘱託式の帳を降ろす。その後現れた楽巌寺と交戦するが、その途中で帳を解除した五条によって拘束された。その後の尋問では、裏梅との取引の上で襲撃を命令されただけだとしか言わなかった。
なお、偽夏油は、最後まで作戦行動がとれないという理由で彼のことを見捨てている。後に彼の工房は高専で管理しているのか、天元の許可を得て、製作された呪具を真希が持ち出している。

重面 春太（しげも はるた）
声 - 羽多野渉
呪霊達に協力する呪詛師。
サイドテールの金髪で、華奢な体格の小柄な青年。無邪気な笑みを浮かべている。
「自分が楽しければそれでいい」という理由で相手を一方的に痛めつける残忍さを持ち、特に女性を痛めつけることを好む。一人称は「俺」。
「奇跡」を貯める術式の使い手。日常の小さな奇跡（デジタル時計のゾロ目等）を重面の記憶から抹消して蓄え、重面の命に関わる局面で放出する。奇跡の多寡は目元の文様で識別出来る。なお、重面自身は自身の術式をよく分かっておらず、目元の文様に対する自覚もない。武器は鞣造が人の手から作った剣の呪具で遠距離から操ることもできる。本人曰く「非力」であり、その剣からも手を握ってもらっているという。
交流会編では真人らと共に交流会に潜入し、鞣造が降ろした嘱託式の帳の効果の確認を担当した。
渋谷事変編では、味方の数や配置を知らされていない上で、裏梅からの指示で渋谷駅の周辺にいる補助監督を襲撃する。その後、釘崎、新田と対峙し、卑怯な手で彼女らを痛めつけて楽しむが、その途中で、犠牲となった伊地知らの姿を見ていた七海の逆鱗を買い、彼の襲撃を受けて敗れた。その後、蓄積した奇跡を消費する形で復活を果たすが、魔虚羅調伏の儀に巻き込まれた結果、宿儺の斬撃で死亡した。

粟坂 二良（あわさか じろう）
声 - 広田みのる
呪霊達に協力する呪詛師。ダルマを思わせる顔をしており、伏黒からは「ダルマ爺」と呼ばれた。
弱者の蹂躙を好む残忍な性格をしており、パワーバランスで自身を含む呪詛師の活動を制限する五条悟を畏れ恨んでおり、故にその封印を強く望んでいる。また、過去に五条の殺害を試みるが、六眼によって看破され手を出せずに終わった。
使用する術式は、自身が受けた力の強弱を逆転させる「あべこべ」。
渋谷事変で、あべこべに出来る上限と下限があることを伏黒に気づかれ、伏黒と虎杖に強い力と程々の弱い力の同時攻撃を受け敗北した。

オガミ婆（オガミばば）
声 - 唐沢潤
呪霊達に協力する呪詛師の老婆で、死者に変身する「降霊術」を使う。数珠を持って長い念仏を唱えた後、霊媒（自他共に有効）に化ける人物の死体の一部（遺骨等）を呑ませ、その者の名前（より出生時に近いもの）を呼び霊を降ろす。「肉体の情報」と「魂の情報」に分けて降ろすことが可能で、肉体の情報のみを降ろすことで霊媒の自我を保たせることが出来る。戦闘時は、念仏中は孫（声 - 綿貫竜之介）に自身を護衛させた後、彼に霊の肉体を降ろして戦闘させる。
人殺しを厭わない冷酷な人物で、30年ほど前は自身の降霊術を利用した暗殺をこなして金を稼いでおり、五条の暗殺を試みたこともあったが、その六眼ゆえに手を出せずに終わった。幼いころに誘拐して血縁を偽って育てた孫が何人かいる。
渋谷事変では、孫の一人を連れ、粟坂と二人で外側から渋谷駅周辺に術師の侵入を防ぐ嘱託式の帳を降ろす。その後、降霊術で孫に「禪院甚爾」の肉体を降ろして猪野を打ち負かす。しかし、降ろした肉体が魂を上書きしたことで甚爾が完全復活してしまい、オガミ婆は撲殺された。また、自我を奪われた孫も最終的に甚爾の自害に伴って死亡した。

蛯名 仁次（えびな にじ）
声 - 近藤浩徳
呪霊達に協力する呪詛師。呪霊でいう準1級以上の強さだった。鎖に繋いだ呪霊（蛯名のペットではなく捕まえた野良の呪霊）を連れている。
渋谷では東京メトロの線路で冥冥を始末するために現れるが、彼女に圧倒される。土下座までして助命を請うが、殺害された。

#### その他の呪詛師
吉野 順平（よしの じゅんぺい）
声 - 山谷祥生
里桜高校2年生で、呪いを見ることができる。
映画が好きで、マイナーなB級映画や古い作品のリメイクものまで幅広く鑑賞している。自宅鑑賞よりも映画館で観ることを好み、学校をサボった際には1人で映画館に足を運んだ。また、高校1年生の時は友人2人と映画研究会を発足するが、伊藤ら不良生徒に部室を占拠されてしまい、反抗したことからいじめられ、不登校になった。そのため、「無関心こそ人間がいきつくべき美徳」と考え、真人に造り替えられ異形と化した人間を見ても顔色をほとんど変えなかったが、内心ではイジめた人間への復讐を望んでいる。一方で、母である凪への愛は非常に深い。頭はそれなりに良いが、視野が狭く、真人に殺される直前まで彼の危険性を見抜くことができなかった。
映画館で出会った真人の手ほどきで、自身の呪力から毒を精製する術式を覚え、さらにその毒を分泌する大型のクラゲの式神「澱月（おりづき）」を使役できるようになった。真人との会話で復讐への思いをより強くし、家の前で会った教師を呪おうとするも虎杖と出会い助けられ、彼と仲良くなる。別れ際の虎杖の言葉を聞いた後母のことを考え、一度は復讐を諦めようとも考えていた。だがその後、偽夏油達の策略で母が殺され、真人にそそのかされる形で伊藤に復讐すべく高校を襲撃する。生徒達を眠らせ、自身の術式の毒と暴力で虐めの主犯である伊藤を死亡寸前に追い込むが、止めに入った虎杖と戦うこととなる。戦いの中彼の必死の説得の末に改心し、虎杖に呪術高専の編入を勧められる。しかしそこに現れた真人により「無為転変」で異形の姿に変えられ、虎杖を追い詰めるための駒として利用された挙句無理な改造が祟り死亡した。なお、事件後の里桜高校では退学扱いとなった。

伏黒 甚爾（ふしぐろ とうじ） / 禪院 甚爾（ぜんいん とうじ）
声 - 子安武人
「術師殺し」の異名を持つ殺し屋で、恵の実父である。
自分が付けた実の息子の名前を忘れ、更に息子を担保に博打の資金を調達するほどに冷淡な人物である。自尊心は捨てたと自称するほど、基本的に面倒事を避ける性格で、危険を察知すると違和感を覚えてその場から逃げる。
極めて特殊な「天与呪縛」によるフィジカルギフテッドであり、呪力を完全に持たない（九十九曰く完全に無いのは世界で甚爾のみ）にも関わらず、呪縛の強化によって視覚や嗅覚などの五感が呪霊を認識できるまでに鋭くなっており、呪霊を腹に入れる等、呪いへの耐性も獲得している。さらに、跳躍だけで五条の「蒼」の効果範囲から脱出し、「赫」により弾き飛ばされても軽傷で済むなど、常人離れした身体能力を持つ。戦闘に用いる呪具は、飼いならしている武器庫代わりの呪霊（等級は3級以下）に携帯させている。
強大な身体能力を持つ反面、素手で呪霊を祓うことは出来ないため、生家である禪院家では酷い扱いを受けていた。やがて家を出て行き、恵の実母となる女性　(声 - 名塚佳織)　に婿入りして伏黒に改姓し、息子（恵）を授かったことで一時期は丸くなった。しかし、その妻が亡くなり、恵が小学1年生の時に津美紀の母親と付き合うも共に蒸発し、以降は女を転々とするヒモとなった。
懐玉編では、盤星教「時の器の会」から3000万円の報酬で星漿体・天内理子の暗殺の依頼を受ける。最初に、天内の護衛をする五条の神経を削るために、同化の2日前から当日まで、闇の匿名掲示板で天内に3000万円の懸賞金をかけ、五条と夏油を賞金目当ての呪詛師達と闘わせた。
同化当日の懸賞金失効後、呪力を持たない自分が高専の結界を突破できることを利用して自ら単身で高専に奇襲し、五条や夏油を退けて天内を殺害する。盤星教に彼女の遺体を引き渡した直後、反転術式で生還した五条に敗れ、2・3年後に自分の息子が禪院家に売られること告げて死亡する。
それから10年以上後に五条が封印された際、オガミ婆の降霊術によって彼女の孫に「禪院甚爾」の肉体の情報が降ろされるが、降ろされた肉体（禪院甚爾）が霊媒（孫）の魂を上書きしてしまい、結果的に伏黒甚爾が完全に復活してしまう。甚爾は復活直後にオガミ婆を撲殺したが、オガミ婆の死後も禪院甚爾の特殊性故に降霊術は継続。さらに術式は暴走し、ただ強者を狙う殺戮人形と化した。陀艮の領域から脱出しようとした恵達の前に現れ、彼らを圧倒していた陀艮を逆に圧倒する。その後恵と交戦する中で、彼がわが子であると理解。彼が禅院ではなく伏黒と名乗ったことに安心し、「よかったな」と微笑み自ら命を絶った。

「Q（キュー）」
天元の暴走による呪術界の転覆を目論む呪詛師集団。構成員は軍服のような服を着ている。コークン（声 - 喜屋武和輝）とバイエル（声 - 徳本恭敏）が登場。それぞれ夏油と五条に倒される。
懐玉編で、星蔣体・天内理子の殺害を目論んだが、最高戦力であるバイエルが五条に敗北したことにより、組織は瓦解した。

老齢呪詛師（名称不明）
声 - 坂東尚樹
老齢の男。呪詛師。
呪符を媒介に式神を作り出す。
甚爾が天内理子にかけた懸賞金に釣られて彼女を殺そうとし、夏油と戦闘になる。近接戦闘で虚を突こうとしたが、反撃に遭って倒される。

紙袋呪詛師（名称不明）
声 - 藤原聖侑
頭を紙袋で覆った大柄の男。呪詛師。
本体含めて最大五体の分身を作る術式を持つ。どれを本体にするかは選択可能で、分身の情報はすぐに本体にフィードバックされる。
甚爾が天内理子にかけた懸賞金に釣られて彼女を殺そうとするが、五条に倒される。

### 過去の術師
両面宿儺とその関係者。羂索は肉体を渡る術式を持ち、宿儺と裏梅は、羂索の手で呪物となって現代の人間に受肉しており、全員が過去の時代の呪術師である。呪術全盛期の平安時代を生きた強力な術師たち。
両面宿儺（りょうめんすくな）
声 - 諏訪部順一
「呪いの王」と称される特級呪物であり、虎杖に受肉する形で登場した。劇中では単に「宿儺」と呼ばれることが多い。
宿儺が肉体の主導権を握ると、全身に文様が浮かび上がり、爪は黒く鋭く伸びる。虎杖が自我を保ったままでも、顔や手に口を出現させて声を出すことを可能とする。虎杖の体内に作った生得領域は肋骨のような巨大な物体の下に水と牛の頭蓋骨が敷き詰められている空間になっており、宿儺は袖の広い女性物の白い和服を着ている。
両面宿儺とは腕が4本、顔が2つの仮想の鬼神とされる存在だが、作中の宿儺は1000年以上前に実在した人間であり、見た目や強さが伝承上の両面宿儺に似ていることからその名で呼ばれるようになった。呪術全盛の平安の時代に術士が総力を挙げて両面宿儺に挑んだが、四本腕に腹に口という特殊な肉体と、二種の呪具「神武解（かむとけ）」「飛天（ひてん）」を駆使する宿儺に敵わず敗れた。その後、何らかの理由で羂索と契約して死後に呪物となり、計20本の指の屍蝋が特級呪物として残されたが、当時の術師たちは封印することしかできず、後に散逸する。この呪物の破壊は不可能で、封印から時を経た現代、封印に緩みが生じ呪いを呼び寄せるようになっている。
残忍な性格で、女子供を皆殺しにするのを好み、己の快不快のみを生きる指針とする。力以外の序列を嫌い、自身が「強者」と認めた相手には強く興味を持ち、逆に「弱者」とみなした相手は一方的に痛めつけて楽しむ。虎杖を「つまらない」とする一方で、英集少年院での出来事から伏黒（特に彼の「奥の手」）に対して強い興味を抱いている。また、虎杖を言葉遊びで弄んだり、隙を見て自ら宿儺の指を取り込むなど狡猾な一面もある。さらに来栖相手に伏黒恵の振りをするなど卑怯な手も辞さない。愛などの感情は理解しているが、そのうえで下らないことであると否定している。
元は双子として産まれるはずだったが、飢えないために母体の中で片割れを喰ったという。その異形の姿から迫害された過去を持ち、自身を虐げる者たちに対する呪いを吐き出すことを抑えられず凶悪な存在になった。本人曰く、自分は身の丈に合った生き方をしてるだけであり、人を殺すのは自分が死ぬまでの暇つぶしだという。羂索とは今も協力関係を結んでいるようで、五条悟から攻撃された彼を庇ってもいる。
虎杖の肉体に違う魂が同居している状態であることから、自分の魂の輪郭を知覚している。そのため真人の「無為転変」に対しても影響を受けず、真人に魂を触られることも嫌う。逆に、宿儺が真人の肉体にダメージを与えることが可能である。また、心臓の無い状態となっても生き続けることが出来る。肉弾戦が主流で、受肉直後から虎杖の肉体を使いこなしている。
術式は「御廚子（みづし）」で、領域展開は「伏魔御廚子（ふくまみづし）」。その他にも、四肢を復元し他者も治せる反転術式や領域展延も使え、一度見た呪術に関する技はすぐに習得できる。呪力量は乙骨憂太の倍以上あり、呪力効率は六眼持ちの五条悟に次ぐ。完全に受肉して生前の姿を取り戻すと、四本腕のため掌印を結びながら両手を空けておくことが可能で、腹の口から呪詞の詠唱を心肺に負担をかけずに続けられる。領域対策に彌虚葛籠を使う。
物語当初、虎杖が呪霊を祓う呪力を得るためにその指を食したことで、彼に受肉する形で復活するも、肉体の主導権を完全に奪うことはできず、またその後に現れた五条に圧倒される。これ以降、宿儺は虎杖の体に生得領域である「伏魔御厨子」を作り、普段はそこで息を潜め、時折肉体の主導権を行使する。
英集少年院では、虎杖の意思で一度肉体の主導権を得て少年院の特級呪霊を祓い、それが持っていた指を取り込んだ。しかし、虎杖が縛りを設けていなかったことからすぐに入れ替われず、それをいいことに、虎杖の心臓を抉り取って彼を人質にした上で伏黒と交戦するが、肉体の主導権を取り戻した虎杖によって共に死亡する。この時に伏黒恵で何かをしようと画策する。その後、虎杖を自らの領域に引き込み、「宿儺が『契闊』と唱えたら1分間肉体を明け渡す」「（肉体を明け渡す間）宿儺は誰も殺さないし傷つけない」「この契約を（虎杖本人は）忘れる」という契約を結んだ上で蘇生させた。
渋谷事変では、脹相との闘いで気絶した虎杖が合計で11本の指を飲まされたことにより、一時的に体の主導権を握る。美々子、菜々子を殺害し、漏瑚との交戦で、パンダ、日下部、呪詛師等を巻き込んだ後に漏瑚を祓い、瀕死の伏黒を魔虚羅から救出し撃破した後に、重面春太を殺害。家入の救護テント付近に伏黒を運び、虎杖と意識を交代する。死滅回游では伏黒恵が姉が万の器となっていたことに心を折られた所で、契闊で虎杖と入れ替わり指を呪物化、かねてより器として目をつけていた伏黒に無理矢理喰わせてその身体に受肉した。虎杖と真希を退けた後は裏梅と姿をくらませ、自らは伏黒の魂をより深く沈めるため浴の儀式を行うと、完全にその魂を沈めるため、仙台結界にて伏黒の姉津美妃に受肉した万を殺す。五条悟復活後は彼と12月24日に決着をつけることに同意した。人外魔境新宿決戦編にて五条悟と激突し、術式を拡張して彼に勝利する。次いだ鹿紫雲との戦いで意図的に中断していた受肉を再開して完全体へ変身する。鹿紫雲に勝利した後、高専術師達が打ち出す策を次々と掻い潜り、最後に虎杖と戦う。意識を取り戻した伏黒、釘崎、虎杖の領域の連携の前に倒され、伏黒の体から離される。虎杖にもう一度共に生きることを提案されたが、その慈悲にも変わることはなく、死に恐怖しても最期まで呪いとしての生を全うして消滅した。
御廚子（みづし）
「解（カイ）」と「捌（ハチ）」の2種類の斬撃と、炎を操る術式。現代の術師にも斬撃については文献を漁ればある程度は分かるほどには知られている。
「解（カイ）」
通常の斬撃。斬撃は飛ばすことが可能。ノーモーションでも発動できる。人外魔境新宿決戦にて、魔虚羅の適応を手本として対象を拡張することで、空間・世界ごと切断する世界を断つ斬撃にまで昇華させた。
「捌（ハチ）」
対象に触れて発動し、対象の呪力差、強度に応じて一太刀で下ろす斬撃。対象を蜘蛛の巣のような太刀筋で切り裂く「蜘蛛の糸」という技も使う。
「竈（カミノ）」
解と捌で対象を攻撃した後に使可能になる爆発性の呪力を帯びた炎。「開（フーガ）」の呪詞で発動し、炎を弓矢のようにつがえて放つ。炎熱による攻撃を得意とする漏瑚や魔虚羅を圧倒する威力を持つが、火力に対して速度も効果範囲も無いのが欠点。しかし宿儺は「領域展開中を除く多対一での使用禁止」という縛りを加えることで最終奥義に昇華した。
領域展開「伏魔御廚子（ふくまみづし）」
両面宿儺の領域展開。厨子のような巨大な建物が出現し、領域展開中は呪力の無いものに解、呪力を帯びたものに捌が絶え間なく浴びせられる。これは他の領域と異なり、結界で空間を分断しておらず、「相手に逃げ道を与える」という縛りにより、必中効果範囲は最大半径約200mにまで底上げされている。
竈の縛りにより「伏魔御廚子」の術式を拡張し、斬撃で粉塵化した物質に爆発性の呪力が付与される。さらに竈発動の際は一時的に領域を「生物以外は出入りを制限する」仕様に変更、竈の炎で粉塵を着火爆発させて密閉されている領域内部を爆風で満たす。
十種影法術（とくさのかげぼうじゅつ）
伏黒恵の術式。宿儺は全ての式神を調伏した。御厨子との同時併用は基本できないが、例外的に御廚子を領域に付与した外付け的運用は可能。
「穿血（せんけつ）」
満像の水を放出する能力のみ顕現させ、赤血操術の穿血のように水を圧縮して撃ち出す。
「嵌合獣 顎吐（かんごうじゅう あぎと）」
式神の「鵺」に渾（こん）で「大蛇」「円鹿」「虎葬」を継承させた人型の式神。円鹿の反転術式と鵺の電気の性質を持つ呪力を操る。
「八握剣 異戒神将 魔虚羅（やつかのつるぎ いかいしんしょう まこら）」
最強の式神。対象の攻撃などを受けて、あらゆる事象に適応する能力を持つ。宿儺は魔虚羅の適応を肩代わりすることで、魔虚羅の破壊を逃れながら対象の術式を看破するという運用をしている。

羂索（けんじゃく）
声 - 櫻井孝宏
演 - 村田凪（JC27巻のWebCM）
夏油傑の姿をした正体不明の人物で、真人たちからは単に「夏油」と呼ばれている。詳細は不明だが何かを企んでおり、そのために特級呪霊たちと手を組んでいる。
本物の夏油と同様に掴み所が無く、常に不敵な笑みを浮かべている。ただし、非術師を「猿」と呼ばない、術師をぞんざいに扱うなど、本物とは異なる言動も見られ、額には縫い目がある。また、呪霊と手を組んでいながら、内心では呪霊を見下しており、逆に本人も漏瑚から軽んじられている。
正体は1000年前から他人の肉体を転々としてきた平安時代の呪術師。かつてから人間の可能性の探究をしており、自分が見たこともないものを見るために行動している。現在の彼の目的は天元と日本の非術師の同化を行い、人類を強制的に進化させて一億人分の呪力を擁する呪霊を生み出すこと。その理由は「面白いと思ったから実物を確かめてみたい」というもの。両面宿儺を始めとして多くの術師と契約し、彼らを呪物化させてきた張本人。
脳を入れ替えて他人の肉体を乗っ取る術式を所有しており、額には脳を入れ替えた際の縫い目がある。乗っ取った肉体に刻まれた術式も使えるため、夏油傑の「呪霊操術」や虎杖香織の術式「反重力機構（アンチグラビティシステム）」も使用できる。領域展開は「胎蔵遍野（たいぞうへんや）」。加えて天元に次ぐ結界術の使い手だとされ、反転術式も使用可能。
150年以上前、明治初期頃は加茂憲倫の肉体に宿り、呪胎九相図を生み出している。夏油の肉体を奪うより以前には、虎杖の母親・虎杖香織の肉体に宿り、宿儺の器とするために悠仁を産んだ。百鬼夜行後、夏油の呪霊操術と五条との関係に目を付け、夏油の肉体を乗っ取る。本人曰く「五条が家入に遺体の処理をさせなかったおかげで楽に乗っ取れた」とのこと。そして呪霊の漏瑚たちと手を組み、「人間を滅ぼし、呪いの世界を作る」ことを目標に掲げる彼らに、「五条悟の封印」と「両面宿儺の引き入れ」を提言する。その後、2018年10月31日に渋谷で五条を封印する計画（渋谷事変）を立て、その準備に入る。その際、高専関係者から身を隠すため、戦闘や呪術の使用はせず、呪霊や呪詛師の指揮に専念した。渋谷事変当日に特級呪物・獄門疆を用いて五条を封印する。
渋谷事変終盤、虎杖との戦いに敗れ瀕死の真人を吸収し、うずまきの材料とすることでその術式を抽出した。その後、反旗を翻した脹相によって「史上最悪の術師」加茂憲倫である事が看破される。そして虎杖や九十九たちと交戦を続けた後に1000万体の呪霊を東京に解き放ち、獄門疆を持ったまま撤退した。その際に目的の前段階として、無為転変を利用して自分が呪術を与えた者たち同士の殺し合い「死滅回游」を開始した。
虎杖たちが高専に戻って薨星宮で天元と接触した際に、天元により名前と正体が明かされた。死滅回遊編では、回遊による慣らしを終わらせる生贄を用意するために、事前に表向き呪術師狩りと称して各国に軍隊を派遣させるように交渉しており、軍隊が回游の結界内に雪崩れ込む事態を発生させた。そして死滅回游の役割が終わった後に天元を手中に収めるため薨星宮に現れ、脹相に対して目的と理由を語った。天元を手に入れた後は、人類の強制進化を行うために死滅回游自体を終了させるルールを追加する。人外魔境新宿決戦では、五条悟を宿儺に任せて死滅回游終了のために泳者狩りを行い、宿儺と五条の戦いが決着した後に、高専から差し向けられた髙羽史彦との戦闘に入る。呪術ノウハウが通用しない髙羽に苦戦するが、お笑いに対する造詣が深かったことで攻略に成功する。しかし、髙羽の術式により乙骨の奇襲を察知できず、東堂の「不義遊戯・改」で反撃も不発となり敗北した。最期の瞬間に死滅回游のルール追加を利用し、天元の同化権を宿儺へと譲渡した。
肉体を渡る術式（名称不明）
脳を入れ替えて肉体を転じる術式。額の縫い目は脳を出し入れする頭蓋を固定するためのもの。羂索の脳には生前の肉体の記憶が受け継がれるため、本人のように振る舞える。乗り移った肉体に刻まれた生得術式も使用可能。しかし五条が夏油本人に向けて言葉を投げかけた際、羂索の意思に反し、あたかも夏油本人が返事をするかのようにその右手が首を強く締めた。これらのことから、真人が「魂は肉体の先に在る」としているのに対し、羂索は「肉体は魂であり魂は肉体である」と考えている。別の肉体に乗り替えると元の肉体の術式は使えなくなるが、羂索は対策している。
領域展開「胎蔵遍野（たいぞうへんや）」
羂索の領域展開。通常の領域と異なり、結界で空間を分断せずに術式を発動する。九十九戦では重力を必中化させている。結界術の応用で複数の術式を分けて運用しており、領域展開後も脳を入れ替える術式が機能する。
反重力機構（アンチグラビティシステム）
虎杖香織が所有していた反重力を発生させる術式。しかし出力は心許なく、発動時間にも制限がある。羂索は術式反転で発動することで、強力な重力で周囲を押し潰す攻撃にしている。
呪霊操術（じゅれいそうじゅつ）
夏油傑の術式。呪霊を取り込み操作する。百鬼夜行で夏油が呪霊を使い果たしていたが、元々羂索が契約していた呪霊を取り込んだことで質は衰えていない。渋谷事変では等級の高い呪霊は手元に残して1000万体の呪霊を解き放った。
疱瘡婆（ほうそうババア）
特級の特定疾病呪霊。天然痘の恐怖から生まれた呪霊で、羂索が渋谷事変で冥冥の撃退用に出した。ミスリードのため羂索は疱瘡神（ほうそうがみ）と嘘をついた。
領域展開を使い、必中効果により対象を棺桶に閉じ込め、墓石を落として地面に埋葬、3カウント経過で病により即死させる。しかし領域対策をしていた冥冥によって祓われた。
アジアの神の呪い
特級呪霊。海外で手に入れた呪霊。あらゆる障害を取り除く術式を有していたが、九十九に祓われた。
悪路王大嶽（あくろおうおおたけ）
特級叛霊。髙羽相手に出した呪霊だが、一撃で祓われた。

裏梅（うらうめ）
声 - 斎賀みつき
羂索たちに協力する呪詛師。羂索や宿儺と同様に千年前の術師であり、宿儺の従者かつ専属の料理人を務めていた。宿儺への忠誠心は高く、自分以外の他者を顧みることのない宿儺から認められるほど有能。人間を調理する才能にも秀でており、おいしい料理を作ることができるという理由で宿儺に隣に立つことを許されている。幼少期に術式の暴走で両親を亡くしており、その術式と調理技術に目をつけた宿儺に拾われる。受肉に際して器となった人間の名前は氷見汐梨（ひみ しおり）。元は男性で、羂索と契約して女性の肉体に受肉している。
氷を顕現させる術式「氷凝呪法（ひこりじゅほう）」を用いる。過冷却した呪力で対象を凍結させる「霜凪（しもなぎ）」という技を使う。
現代に受肉し、羂索と共に暗躍しており、鞣造に取引を持ち掛け、交流会の開催期間にある高専の襲撃を命令した。渋谷事変では宿儺と再会し、会話を交わしている。死滅回遊後に宿儺が器とした伏黒恵の魂をより深く沈めるための浴の準備を行った。人外魔境新宿決戦では宿儺と五条の戦いの後に参戦、秤の妨害に遭い彼と戦う。最期は宿儺の敗北を悟り、自分の首を凍らせて自害した。

### 死滅回游の泳者
参加者は泳者（プレイヤー）と呼ばれる。羂索が無為転変で覚醒させた千人の術師（脳の構造が非術師のもので所持する術式を使えなかったが術師の脳に改造されて覚醒した現代の術師、脳を改造することで器としての強度を得た後に取り込ませた呪物の封印を解くことで受肉した過去の術師の2種類）が強制的に参加させられている。

#### 東京第1結界
日車 寛見（ひぐるま ひろみ）
死滅回游の参加者。参加結界は東京第1。
術師として覚醒したタイプ。本業は弁護士。36歳。
ボサボサした頭に三白眼、弁護士バッチをつけたスーツが特徴。T大出身。法学部受験や法科大学院導入前の旧司法試験といった難関受験を全てストレート通過してきた天才であり、術式の覚醒からわずか12日間で呪術を理解し一級術師並の戦闘力を持つ。59期盛岡修習を経て、現在は岩手弁護士会に所属している。かつては強い正義感を持った弁護士であったが法制度の限界、検察のマンパワー、世間からのバッシング、そして敗訴した被疑者の非難の目から理性の糸が切れ術式が覚醒。裁判官と検事を殺害し死滅回游に参加した。
武器は術式に付属するガベルを使用。領域展開「誅伏賜死（ちゅうぶくしし）」がデフォルトで組み込まれている術式を持つ。能力は領域内で相手のかつて犯した罪を式神のジャッジマンが読み上げ、日車と相手が証言し、有罪になった場合相手の罪の重さに乗じて刑罰（ペナルティ）が下るというルールを必中させる。刑罰の一つに相手の術式を使用不可にする「没収（コンフィスケイション）」、さらに一番重い刑罰「死刑（デスペナルティ）」になった時は日車のガベルが「処刑人の剣」に変化、これに斬られた者は例外なく死ぬ。ただ領域が解除されるため斬れるかどうかは日車次第。
死滅回游では東京第1結界侵入後に20人以上の泳者を返り討ちにして100点以上を獲得する。100点を求めて自分を探しにきた虎杖と目的の違いから交戦。一時は領域の効果で追い詰めるが、虎杖が自白を選択した姿に初心に帰り、戦う意志を喪失して敗北した。自身の100点を消費してルールを追加した後は虎杖と別れ単独行動を選ぶが、宿儺が伏黒に受肉した後に高専組に協力者として合流した。人外魔境新宿決戦では、鹿紫雲の次に宿儺と戦う。宿儺をして感心するほどの能力を魅せるが、仲間から離され重傷を負い戦線を離脱する。決戦後も生存しており、裁判官と判事を殺害した件で自首している。呪術師としての活動を願われるも、日車自身は有罪を望んでいる。

羽生（はにゅう）
死滅回游の参加者。参加結界は東京第1。
羽場をダーリンと呼ぶ女性。死滅回游では参加直前の泳者を攻撃する初心者狩りを行っていた。髪をジェット機に変える術式を持ち、高速で敵に突っ込むことでビルをも貫通できる。
死滅回游では初心者狩りとして虎杖を標的にしたが倒される。

羽場（はば）
死滅回游の参加者。参加結界は東京第1。
髪をプロペラに変える術式を持ち、高速回転すればコンクリも粉砕できる。
死滅回游では羽生が虎杖に倒されたことに怒り攻撃を仕掛けるが敗北する。後に米軍と交戦するも死亡し、その死体は回収された。

甘井 凛（あまい りん）
死滅回游の参加者。参加結界は東京第1。
術師として覚醒したタイプ。虎杖とは地元が同じで、虎杖のことを一方的に知っていた男性。死滅回游を怖がり、生き残るために羽場と羽生の元で初心者狩りの手伝いをしていた。周りに流されやすく、過去にいじめに加担していた出来事から変わりたいと思っている。
自身の糖分を増幅させて何かしらの形で出力する術式を持つ。作中では巨大なプリンを出力してクッションのような使い方をした。
死滅回遊では虎杖と再会し、彼を日車のもとへと案内した。虎杖と共に戦う選択をできなかったことを後悔しており、後に高専組に協力し虎杖に謝罪した。人外魔境新宿決戦では、後方で治療する家入と新田のサポートをしている。

麗美（れみ）
死滅回游の参加者。参加結界は東京第1。
術師として覚醒したタイプ。レジィに他の術師を誘い込むために利用されており、レジィのことを狂信している。
頭髪を蠍の尾のような形にして操る術式を持つ。
死滅回游では伏黒と遭遇し、彼を騙してレジィのもとへ連れて行く。しかし伏黒諸共殺されそうになり、逃亡した。後に米軍の強襲にあい連れ去られた。

レジィ・スター
死滅回游の参加者。参加結界は東京第1。
術式の関係で多くのレシートを蓑虫のように纏う男性。過去の術師で羂索を知っているため死滅回游には別の目的があると考えて、得点を貯めておきつつ他の術師と手を組んで備えている。野次馬を自称しており、単に面白いと思ったことを選んで行動する。
レシートに書かれた物品や体験を再現する術式「再契象（さいけっしょう）」の使い手。呪術師らしくブラフを交えた巧みな戦い方を得意としている。対領域の奥義「彌虚葛籠」の使い手。
死滅回游では麗美を使い他の術師を誘い込んでおり、伏黒を仲間に誘うが交渉決裂し戦う。伏黒とはブラフ合戦の末に敗北し、最期に伏黒に得点を譲渡した上で、彼が運命に翻弄されることを望みながら死亡した。

黄櫨 祈（はぜのき いおり）
死滅回游の参加者。参加結界は東京第1。
レジィ・スターと手を組んでいる過去の術師で、羂索とも知り合い。
歯や目玉など自らの肉体の一部を爆弾化する術式と、欠損した肉体を復元する反転術式を使用する。
死滅回游では乱入してきた髙羽と戦うが、彼の術式に翻弄されレジィが死んだことを機に戦う意欲が失せて髙羽に得点を譲渡する。後に米軍が侵攻してきた際は軍を撃退していた。人外魔境新宿決戦では御所湖結界に移動しており、泳者狩りを行っていた羂索と交戦する。しかし手数の多い呪霊操術に翻弄されて死亡した。

針 千釣（はり ちづる）
死滅回游の参加者。参加結界は東京第1。
レジィ・スターと手を組んでいる術師。左手に何らかの術式が宿っていたようだが詳細不明。
死滅回游では伏黒に攻撃を仕掛けるが、術式を出す暇もなく反撃に遭い殺される。

髙羽 史彦（たかば ふみひこ）
演 - 牧野裕夢（JC27巻のWebCM）
死滅回游の参加者。参加結界は東京第1。
術師として覚醒したタイプ。売れないお笑い芸人で、相方ともうまくいかず、いつまでもウケない自分に不安を抱いていたが、先輩の芸人から自分のことを面白いと勘違いできるのが売れ続ける芸人だとアドバイスをもらう。死滅回游では、自分に初めて笑いを教えた芸人を模した左半身のみの衣服という特徴的なコスチュームで参戦し、誰も殺さず0点のまま戦っていた。
武器にハリセンを使ったり、ギャグ漫画のようなふざけた戦いをする。術式はウケると確信したことを実現させる「超人（コメディアン）」で、五条悟にも対抗できうるものの自分の術式のことを何も知らない。
死滅回游では、伏黒が黄櫨の攻撃を喰らおうとしていたところに割り込み、伏黒と共闘する。黄櫨を術式で終始翻弄し彼から得点を譲渡してもらう。その後は高専組に合流して協力者になる。
人外魔境新宿決戦の際には、天使の推薦により羂索への刺客として派遣される。呪術のノウハウを無視する髙羽の術式は羂索を追い詰めるが、笑いにも詳しかった羂索に攻略されてしまう。しかし、髙羽が人を殺せないことを織り込み済みだった高専側は乙骨に奇襲させて羂索を仕留めた。決戦後は新たな相方を得て芸人としての活動を続けている。

万（よろず）
死滅回游の参加者。参加結界は東京第1。
伏黒恵の姉・伏黒津美紀を器として受肉した平安時代の術師。会津出身。現在の戦闘スタイルを確立させたことで、藤氏直属征伐部隊「五虚将（ごくうしょう）」を返り討ちにして藤原家に取り立てられた。一方的に宿儺に好意を抱いており、その孤独を独り占めするという勝手な考えで付きまとう。受肉後は津美紀の振りをして現状を把握し、伏黒の話から譲渡された得点を消費して死滅回游から離脱する案を聞かされて、苦労せず点が得られるならとそのまま津美紀の振りを続ける。
術式は呪力を使い物体を構築する「構築術式」を使い、燃費の悪さを補うために虫の鎧を構築して纏う戦闘方法を確立する。また中距離戦闘では構築した液体金属に呪力を流しこんで操作する。領域展開は構築した物体を必中させる「三重疾苦（しっくしっくしっく）」。作中では、無限の圧力を生む完全なる球体「真球」を構築して必中化させている。
死滅回游では、伏黒から譲渡された100点を消費して結界を自由に出入りできるルールを追加し、その本性を露わにした。彼らの前から行方をくらまして、その後は仙台結界にて宿儺を待つ。自分が宿儺に勝てば結婚することを縛りにさせて戦うも、魔虚羅を調伏していた宿儺に敗れ、自らの絶命と引き換えにして構築した呪具・神武解を彼に託す。

虎杖 悠仁（いたどり ゆうじ）
虎杖悠仁を参照。

伏黒 恵（ふしぐろ めぐみ）
伏黒恵を参照。

#### 東京第2結界
来栖 華（くるす はな）／天使（てんし）
死滅回游の参加者。参加結界は東京第2。
「天使」という異名を持つ千年前の過去の術師。天使のような見た目で、背中の翼で飛行する。他の受肉体と異なり天使は器の女性・来栖華の意識を消さずに共生している状態。天使が喋る時は来栖の目元や手に口が出現する。かつては安倍家精鋭の一人として「涅漆鎮撫隊（でっしちんぶたい）」に所属し両面宿儺と戦ったが、退けられている。また、何らかの因縁があるのか、天使は「堕天」という異名で宿儺のことを呼んでおり、憎悪している。天使は独自の思想を持ち、曰く神の理に反しているという理由で受肉体の一掃を目標に掲げており、特に堕天（宿儺）のことを何としても屠ろうとしている。来栖は幼い頃、呪霊による神隠しにあった時伏黒に助けられたことがあり、それを運命と感じたことで伏黒に相応しい人間になるためこれまで人を助けていた。
術式はあらゆる術式を消滅させる「邪去侮の梯子（やこぶのはしご）」。封印を含む結界術も対象であるため死滅回游の結界も自在に出入りできる。肉体と融合した呪物を消し去ることで受肉体を倒すことも可能。
死滅回游では東京第2結界は海に面していることと、鹿紫雲の影響もあったことで泳者より呪霊の数が多かったため、東京第1結界に移動する。そして負傷した伏黒の前に現れ彼を救助した。以降、高専組に協力して行動を共にする。宿儺が伏黒の肉体に受肉した際は来栖が騙されたことで片腕を失う重傷を負い、戦いへの参加が不可能になった。人外魔境新宿決戦では疲弊した宿儺に止めを刺すため終盤まで待機し、東堂の補助で術式を当てることに成功するが、反撃されて行動不能になる。決戦後も天使と共に高専に協力しているようである。

鹿紫雲 一（かしも はじめ）
死滅回游の参加者。参加結界は東京第2。
400年前の過去の術師。かなり好戦的な性格の男性で、史上最強の術師である両面宿儺と戦うために羂索と契約して呪物となる。
武器は棒型の呪具「如意（にょい）」。呪力は電気と同じ性質を持ち、鹿紫雲は常に帯電している。電荷を誘導することで呪力攻撃は領域展開せずとも必中である。術式は「幻獣琥珀（げんじゅうこはく）」で、術者の肉体を人の域を超えたものに作り変える。しかしその反動で術式終了後は肉体が崩壊することから、対宿儺専用として使用を控えている。普段は呪力の特性と操作、体術で戦う。領域対策として「彌虚葛籠」を使用する。
宿儺を探す中で多くの術師を殺害して死滅回游開始から10日ほどで200点を獲得し、強者を探すために全泳者の情報を開示させる新ルールを追加した。パンダと交戦し彼を圧倒したところで乱入してきた秤と戦闘になる。不死身の秤を追い詰めるが敗北し、宿儺と戦わせることを条件に高専に協力する。人外魔境新宿決戦では、一番手を嫌々ながら五条悟に譲る。五条悟の敗北を機にいち早く戦場に駆けつけ、術式を解放した状態で宿儺に挑むが世界を断つ斬撃の前に敗れ死亡する。

シャルル・ベルナール
死滅回游の参加者。参加結界は東京第2。
術師として覚醒したタイプ。両親がフランス人で生まれも育ちも日本の男性。漫画家志望だがまだ何の賞も取っておらず、画力もかなり低い。自分勝手な性格で、絵が下手なことを指摘されると激昂している。
武器は術式に付属している巨大なGペン「G戦杖（ジーせんじょう）」で、武器で対象に傷を付けることを条件に対象の約1秒先の未来を見れる術式を持つ。さらに傷を付けるとより先の未来を見れる。
渋谷事変により東京が壊滅し、あらゆる漫画が発信されなくなったことに絶望。終わった景色を見るために東京第2結界から死滅回游に参加する。死滅回游では秤と遭遇し、彼に自分を挑発させて戦いへの理由を得ることで秤に戦いを仕掛ける。しかし豪運の秤に領域内で大当たりを引かれて敗北する。後に秤に自分の漫画を読ませることを命令されるも、何も描けていないため文句を言われた。人外魔境新宿決戦では、後で治すことを条件に乙骨に肋骨の一部を提供して術式をコピーさせた。決戦後は自分の絵が下手なことを認め、編集者の元で漫画を描いている。

秤 金次（はかり きんじ）
秤金次を参照。

パンダ
パンダを参照。

西宮 桃（にしみや もも）
西宮桃を参照。

#### 仙台結界
石流 龍（いしごおり りゅう）
死滅回游の参加者。参加結界は仙台。
リーゼントヘアの男性。かつては伊達藩に所属していた400年前の過去の術師で、特に悔いは無かったが漠然とした不満があったことで羂索と契約して呪物になる。泳者一の呪力出力を誇り、大砲と称される。スイートや甘い、満腹などといった食事に関する言葉選びが特徴的。
術式は呪力操作による「呪力の放出」。リーゼントを大砲に見立てて高出力の呪力を撃ち出す「グラニテブラスト」という技を使う。領域展開を使えるが詳細不明。呪力放出という単純な術式であるため、領域展開後に術式が使用不可になっても同等の攻撃が可能な唯一の術師。高い呪力出力からなる硬さは、宿儺が適当に放った斬撃では切断できないほどである。
死滅回游では乙骨を自分の人生に足りなかった食後のデザートと見定め、彼に喜々として戦いを仕掛ける。乱戦では最後まで乙骨と戦い、彼との呪力の撃ち合いの末に倒され、得点を譲渡した。その後も仙台結界内に滞在しており、結界に来た宿儺と遭遇して攻撃を仕掛けるが殺される。

烏鷺 亨子（うろ たかこ）
死滅回游の参加者。参加結界は仙台。
平安時代の過去の術師で、元藤氏直属暗殺部隊「日月星進隊（じつげつせいしんたい）」の隊長。両面宿儺に遭遇したことがあり、彼を恐れている。かつて同族殺しの汚名を着せられたため藤原の人間に恨みを持つ。悔いがあることから二度目の人生を願い、羂索と契約して呪物となる。しかし羂索を信用しておらず、対策のために得点を稼ぐ。
空間を面で捉える「空を操る術式」を持ち、空間を対象諸共割ることでダメージを与える技「宇守羅彈（うすらび）」を使う。領域展開を使えるが詳細不明。
死滅回游では乙骨の言動から激昂して彼を藤原家の人間だと一方的に判断、彼を否定するために倒すことを決める。乱戦の中で石流の砲撃を喰らって戦闘不能になり、終戦後に乙骨に得点を譲渡した。その後も仙台結界内に滞在しており、結界に来た宿儺に怯え切っていた。

ドルゥヴ・ラクダワラ
死滅回游の参加者。参加結界は仙台。
倭国大乱において単独で列島制圧を成し遂げた過去の術師で、死滅回游は二度目の受肉。
自立する二種類の式神を使役し、その式神の軌跡を自身の領域にする術式を持つ。式神の軌跡に入ったものは切り刻まれる。
強力な術師だったが、乙骨により討伐される。彼の術式は、乙骨がコピーしたものという形で登場する。

黒沐死（くろうるし）
死滅回遊の参加者。参加結界は仙台。
羂索が呪霊操術の支配から解放したゴキブリの特級呪霊（高専登録済）。ドルゥヴとの相性の悪さから、ドルゥヴが仙台結界内で生存していることを導入条件に休眠していた。
呪力で強化したゴキブリを操る術式を持ち、「爛生刀（らんしょうとう）」という武器を使う。単為生殖が可能で、事前に子を産んでおけば、親が倒されても子に日本中の畏怖の呪力が注ぎ込まれ新たな黒沐死として現れる。
死滅回游ではドルゥヴが乙骨に倒されたことで空腹状態で目を覚まし、乙骨を貪り喰らうために襲いかかる。しかし乙骨の反転術式を直に喰らって祓われた。子供が再び泳者として参戦したものの、石流と乙骨により倒された。

乙骨 憂太（おっこつ ゆうた）
乙骨憂太を参照。

三輪 霞（みわ かすみ）
三輪霞を参照。

#### 桜島結界
大道 鋼（だいどう はがね）
死滅回游の参加者。参加結界は桜島。
男性。呪力を使えない無名の剣豪の受肉体であり、非術師のため呪術や呪霊を視認できないものの、見えずとも呪霊を斬ることができる技術を持っている。
桜島結界で受肉した後、結界内で刀を探して彷徨っており、見つからずに号泣していた。
死滅回游では呪霊直哉と憲紀の戦いに乱入し、真希から釈魂刀を手渡されるとその殺傷能力の高さを発揮した。真希たちと共闘し、直哉の領域に巻き込まれるが大怪我の末に生存。人外魔境新宿決戦の後に、今後の受肉体の扱いを察した真希に東京へ逃がされ、その際自分を殺す時には真希が来るように言いつけた。

三代 六十四（みよ ろくじゅうし）
死滅回游の参加者。参加結界は桜島。
相撲が大好きな過去の術師で、河童のような見た目をしている男性。あまり頭が良くなく、受肉した器も知識が無かったことで、相撲を取るために東京に向かうつもりが方向を間違えて桜島結界に参加する。
相撲を取るためだけの「簡易領域」を展開する。相撲を取ること以外を全て削ぎ落とし、呪術的な縛りの要素を排除するために、相手の了承がなければ結界が構築されない。また、縛りの要素を排除したことで結界内の時間の流れが早い。
死滅回游では呪霊直哉と憲紀の戦いに乱入し、相撲を取ろうとする。真希と相撲を取る中で「自由」というものを教えたことで彼女の覚醒に一役買った。真希たちと共闘し、直哉の領域に巻き込まれるが大怪我の末に生存。人外魔境新宿決戦の後に、今後の受肉体の扱いを察した真希に東京へ逃がされ、呪霊との相撲はつまらないとぼやいていた。

禪院 真希（ぜんいん まき）
禪院真希を参照。

加茂 憲紀（かも のりとし）
加茂憲紀を参照。

禪院 直哉（ぜんいん なおや）
禪院直哉を参照。

#### その他の泳者
夏油 傑（げとう すぐる）
羂索を参照。

氷見 汐梨（ひみ しおり）
裏梅を参照。

### 呪霊

#### 主要な呪霊
作中で登場する呪霊の中でも、主人公達と特に深い関係にある。
祈本 里香（おりもと りか）
声 - 花澤香菜
乙骨憂太に取り憑く特級過呪怨霊（とっきゅうかじゅおんりょう）。「呪いの女王」とも称される。
元々は乙骨の同級生で婚約者の少女で、2011年に交通事故で亡くなったが、その後すぐに呪いに転じ、乙骨に取り憑いた。享年11歳。
元は愛らしい少女だったが、呪いと化してからはその面影さえない醜悪かつ凄惨な容貌となり、その性格も、乙骨に危害を加えた人物に躊躇なく制裁を下すほど凶暴になった。制裁の際、乙骨の制止は一切聞いておらず、乙骨を守りながらも、高専に入るまでの彼の制御下にはなかった。嫌いなものは乙骨以外の人間（特に女性と年上の男）で、大嫌いなものは祖母の作った茄子の煮浸し。
5歳の時、母親が原因不明で急死した。小学校入学の2日前、父親に登山に連れられ共に行方不明になる。1週間後、山頂近くの避難小屋で里香だけが保護されるも、父親はそのまま失踪し生死不明。検査入院した病院で、肺炎で入院していた憂太と出会い、同じ小学校に復学。その際、勝手に持ち出した母の結婚指輪を彼に婚約指輪として贈った。里香を引き取った父方の祖母は、自分の息子とその妻は里香によって殺害されたと強く思い込んでいた。生前、憂太の妹とは友好関係を築いていたが、死後怨霊になってからは攻撃的になり、憂太が家族と離れるきっかけになった。
呪いとなってからも真希に嫉妬の矛先を向けるなど、乙骨に激しく執着していたため、当初は呪いに転じたのは彼女の過ぎた愛と執着によるものだとされていた。
乙骨の「最愛の人の魂を抑留する縛り」という縛りから、変幻自在で底なしの呪力を持ち、それにより乙骨の「底なしの呪力」と「無条件の術式模倣」が実現している。乙骨とは彼の婚約指輪で繋がっており、呪力の媒介にも用いられる。五条や、呪術界の上層部からはその強大さを危険視されていた。
2016年12月24日の百鬼夜行では、乙骨と共に夏油と激戦を交え、勝利を収める。戦いの後、里香が乙骨に呪いをかけたのではなく、乙骨が里香への執着心から呪いをかけて彼女を怨霊にしていたことが判明し、呪いをかけた乙骨が主従制約を破棄したことで解呪が実現した。最終的に、彼女は本来の姿を取り戻し、感謝を述べた後は笑顔で成仏した。その後、里香の遺志は乙骨の外付けの術式「リカ」に残り続けている。

#### 呪霊の集団
真人をリーダーとする主人公達と敵対した呪霊の一派。全員が未登録の特級呪霊で、呪霊になる前に知恵をつけ、これまで隠れていた。偽夏油（羂索）たち呪詛師の一派と手を組んでおり、人間の時代を終わらせて呪いの時代を作ろうとする。渋谷事変編にて呪術師たちとの激戦で4人が祓われ壊滅した。
真人（まひと）
声 - 島﨑信長
人間への恐れから生まれた未登録の特級呪霊で、人語を解す。髪が長く、身体中継ぎ接ぎだらけの青年のような姿をしている。
子供のような明るさを持ち、時には人間にも親密に接するが、その本性は冷酷非情で、人間を玩具程度にしか考えていない。後述の術式で、人間の魂を見て直接触れることができ、それ故に「魂は肉体の先に在る」（これは彼の術式の大前提でもある）「人間の喜怒哀楽や感情は全て魂の代謝物にすぎず、命に価値や重みは無い」という持論を掲げる。また、「軸や一貫性に捕らわれずに、偽りなく欲求の赴くままに行動するのが呪い」とした上で、「呪いは呪いらしく生きるべき」という考えを持ち、合理的な目標達成の為に、自己犠牲を厭わない漏瑚や感情的に楽しまない花御の思想にやや否定的な態度をみせる。発生してから日が浅く、呪霊としては未熟な面があるものの、成長速度は凄まじい。
生物の魂の形を変えて対象の肉体を自由に変形・改造する術式「無為転変（むいてんぺん）」の使い手。この術式で相手の脳を圧迫して殺害したり、「改造人間」とよばれる化け物じみた姿にして使役することもできる。また、自身の魂の形を正確に把握すれば、自身の肉体を自由に変形させることもできる上、肉体にどれだけ攻撃されても、自身の魂に直接攻撃されない限り呪力さえ残っていれば即座に肉体を再生できる。ただし、発動条件として原型の掌で相手に触れる必要がある。また、自身の形を変える直前には呪力のタメがある。さらに魂へのダメージは肉体にも反映される上、両面宿儺の様に本人より格上の魂に干渉することは出来ない。その性質上、宿儺の器・虎杖悠仁と相性が悪く、真人にとって虎杖は天敵にあたる。領域展開「自閉円頓裹（じへいえんどんか）」を展開すると、術式の必中効果により無為転変の弱点である射程の狭さが解消される。
虎杖死亡後、漏瑚らと共に偽夏油と手を組み始める。幼魚と逆罰編では、自分の術式で生きた人間を生きたままどの程度弄れるか確認する「実験」を繰り返しており、川崎市の映画館でマナーの悪い高校生を殺害した際、その一部始終を見ていながら敢えて声をかけてきた順平に興味を示した。順平に対し呪術を教えるなど親切に振る舞うが、内心では何ら思い入れが無く、ただの玩具としてしか考えていなかった。その後、母を喪った順平を唆し里桜高校でイジメの主犯格を襲わせた後、虎杖に敗北して改心しようとした順平を術式で殺害する。だが、虎杖との戦いの中で、宿儺の魂に触れたことが本人の癪に障り、撃退される。
高専で交流会が行われる間、校内に保管していた宿儺の指と呪胎九相図1番〜3番を奪取し、受肉させる。その後、彼ら3人のうちの壊相と血塗に、八十八橋にある宿儺の指の回収を言い渡す。渋谷事変編では電車の乗客を改造人間にして五条の元へと向かうが、五条によってすべて破壊される。その後は五条悟が封印されたことで虎杖を殺すために探しに向かう。終盤、虎杖と東堂の連携で倒され、弱ったところを羂索に取り込まれてしまい、うずまきの材料として消費された。
改造人間
真人に無為転変で改造・使役化された人間。真人は普段、縮小化したものを体内にストックしている。
呪霊の様に呪力を宿す異形で、真人の指示に従って人間を襲う。元が人間であるため、非術師にも視認される。稀に自我をやや保っている個体も存在し、彼らは苦しみを訴えている。一度改造された人間は二度と戻ることは無く、対峙したら殺すしかない。
また、2体以上の改造人間を融合させる「多重魂（たじゅうこん）」という技を持ち、それによって発生した拒絶反応を利用し、魂の質量を爆発的に高めて相手に放つ「撥体（ばったい）」と呼ばれる技へと発展させることもできる。

漏瑚（じょうご）
声 - 千葉繁
大地への恐れから生まれた未登録の特級呪霊。
1つ目の小柄な男性の人型。頭頂部は火山の様になっており、常に耳栓をしている。人語を解している。
正の感情（建前）を表に出して負の感情（本音）を隠して生きる人間を「紛い物」と呼び、その負の感情から生まれ落ちた呪いこそが真の人間であるという考えを持ち、故に人間を滅ぼすべき存在とみなしている。また、「死すら恐れず目的のために裏表の無い道を歩むことが呪いの真髄」としており、必要とあらば自身を犠牲にすることを厭わない。呪物を蒐集する趣味を持つ。
火炎や火山を生み出し操る術式の使い手である。また、我が強く、非常に短気で激情しやすい性格をしており、感情が昂ると、頭頂部と耳から高熱を噴出する。領域展開「蓋棺鉄囲山（がいかんてっちせん）」は並の術師であれば入れた時点で焼き切り、超高熱を必中させる。
虎杖死亡後、花御らと共に偽夏油と手を組みはじめる。だが、偽夏油からの忠告を無視して単身で五条の殺害を試みるも失敗し、首だけの姿にされたところを花御らによって救出される。これ以降は、宿儺が自分達の敵になりうるリスクを踏まえた上で、虎杖に宿儺の指を呑ませて宿儺を復活させることを目論んでいる。
渋谷事変で五条が封印された後、宿儺を復活させるべく、自分が所持していた宿儺の指10本を虎杖に呑ませ、宿儺を目覚めさせる。その後「1発でも当てられたら呪霊の下に着く」という条件の下で宿儺と交戦するが敗北して宿儺の炎で焼き尽くされ死亡した。

花御（はなみ）
声 - 田中敦子
森への恐れから生まれた未登録の特級呪霊。人語を解してはいるが、漏瑚や真人と異なり「何を言っているかは分からないのに内容は頭に入る」独自の言語体系を確立しており、漏瑚や伏黒からは気色悪がられている。一人称は「私」で、誰に対しても丁寧口調。五条からの呼び名は「雑草」。
冷静かつ紳士的な性格で、呪霊の中でも理性的な存在。自然を何よりも愛し、星（地球）を守ることを目的としている。そのため、自然に優しい人間の存在を認めつつも「自然と人間の共存は不可能」として、人間を滅ぼさなければならないと考えている。また、当初は戦闘を「目的達成のための手段」としかしておらず、感情的に楽しんでいなかったが、真人の指摘や虎杖・東堂との激戦を経て、楽しめるようになった。
植物を生み出し操る術式の使い手であり、多様な植物を用いて相手を直接攻撃したり、心理戦と併用して相手の不意をつくことを得意とする。さらに、左肩には「供花（くげ）」と呼ばれる目玉のついた花があり、左腕で周囲の植物の命を吸い取り呪力に還元することで供花を開花させ、その呪力を放出する。しかし本人はこの技を使うことに消極的であり、本気で戦う場合を除き左腕は常に布で覆っている。領域展開は相手の戦意を削ぐ花畑が広がり、供花の攻撃を必中させる「朶頤光海（だいこうかい）」。
耐久力が非常に高い反面、「目」に相当する小さい樹が弱点である。また、植物に潜り込める特殊な気配を持っているため、五条は「限りなく精霊に近い存在」と推測し、交流会で呪霊・呪詛師が高専の結界を抜けられたのはそれによるものと考えている。
虎杖死亡後、漏瑚らと共に偽夏油と手を組みはじめる。渋谷事変編では渋谷駅で漏瑚・脹相と共に五条と交戦するも五条によって壁に突き飛ばされて圧死する。

陀艮（だごん）
声 - 三宅健太
海への恐れから生まれた未登録の特級呪霊であり、虎杖死亡後に偽夏油と手を組み始める。名前はダゴン、容姿はクトゥルフ。
2本の筋肉質の腕を持つタコのような姿をしており、頭から布を被っている。また、「ぶふぅー」と鳴き、言葉をあまり話さない。臆病ながらも仲間想いな性格である。実は偽夏油と出会った時の姿は呪胎であり、渋谷事変の最中に変態を遂げ、体表が赤く顎髭のような触腕とコウモリのような翼を持つ大柄な人型となった。変態後は性格が勇ましくなっているほか、流暢に人語を話すようになった。「呪霊にも名前がある」として、本名で呼ばれることに拘りを持ち、「呪霊」と端的に呼ばれることを嫌う。
水を生み出し操る術式の使い手であり、伏黒の式神「満象」を遥かに上回る大量の水を用いて相手を押し流したり、水没させたりできるほか、防壁としても活用できる。非常に高い体力を持ち、並大抵の攻撃では弱まらない。翼を得てからは滞空も可能になった。また、呪胎の時には大量の人間を捕食していた。「蕩蘊平線（たううんへいせん）」という領域を有しており、展開するとビーチのような光景が広がる。この領域では「死累累湧軍（しるるゆうぐん）」という、どう猛な魚の式神を際限なく大量に召喚する術式を発動できる。
渋谷事変では呪胎から変態を遂げた後の姿で直毘人、七海、真希の3人を相手に闘っていたところ、伏黒の登場により劣勢に立たされ、次いで現れた禪院甚爾の猛攻を受けて死亡した。

#### 呪胎九相図
呪胎九相図（じゅたいくそうず）とは明治の始め（約150年前）、史上最悪の術師・加茂憲倫が呪霊の子を孕む特異体質の女性に懐妊と堕胎を9回繰り返す形で生み出された存在であり、九相図になぞらえる形で個体名が付けられている。
後に呪物として高専で保管されるが、交流会で真人が特級呪物の1番〜3番を奪取し、起首雷同編で人間に受肉させたことで脹相・壊相・血塗が復活した。
彼らは人間に特に恨みは無いが、「呪霊が描く未来の方が自分たちにとって都合がいい」という脹相の考えから、受肉の恩を忘れた上で偽夏油達に協力しているものの、呪霊たちに対する信頼は無い。
九相図は全員母親の記憶は無いが、互いに深い兄弟愛を持っている。また、加茂憲倫が九相図制作時に自らの血を混ぜたため、脹相は加茂家相伝の「赤血操術」を受け継ぎ、他の九相図も自身の血液を用いる術式を持つ。さらに呪霊との混血である彼らは呪力を血液に変換できる特異体質であるため、呪力が枯渇しない限り失血死しない。
脹相（ちょうそう）
声 - 浪川大輔
呪胎九相図1番で、長男にあたる。1級呪術師相当の実力者。
髪を二つに結い、厚手の和服を着た男性で、鼻筋の部分には横長の黒い長方形の模様がある。兄弟の中で最も人間に近い姿をしている。
基本的に無頓着な表情を見せ表情をほとんど崩さないが、弟達を最優先に考えるほど兄弟愛が深く、壊相・血塗に対しても「俺達は3人で1つだ」と発言している。
御三家・加茂家相伝の術式「赤血操術（せっけつそうじゅつ）」と肉弾戦を併用した戦法を取る。この術式の一つである「苅祓」（かりばらい）は、鼻の黒い部分と手から血液を排出・操作して相手を攻撃するものであり、非術師の身体を容易く切断・貫通するほどの威力を持つ。ただし、通常時に体外操作している血液は凝固反応がない故に水に溶けやすく、逆に血液を凝固させると威力が低くなる上に突発的な血栓症になるリスクもある。一方で、「血星磊」（けっせいせき）は、血栓症のリスクを逆手に取る形で、凝固させて水に溶けにくくした血液の塊を用いる技となっている。
また、呪霊と人間の混血という特性から、彼の血は呪霊や人間にとっての毒となり、傷に彼の血が入れば反転術式で治療されても毒によって相手を弱体化できる。さらに術式によって自分の血の繋がった兄弟たちの異変を感じ取ることができ、後述のように虎杖の異変を術式にて感じ取ったことにより、逆説的に虎杖が自分の弟であると確信している。
八十八橋で壊相と血塗を虎杖・釘崎に殺害されてからは、弟の仇である2人への復讐（殺害）と高専に保管されている他の弟達の回収を目論んでいる。
渋谷事変編では、渋谷駅で漏瑚・花御と共に五条と交戦する。しかし、花御が死亡した後ですら、漏瑚に「協力しなければ貴様から殺す」と怒鳴られるほどにやる気を出さず、五条からも「攻撃の優先順位は低い」と見なされ、領域展開を除く彼の攻撃も一切食らわなかった。五条悟封印後に虎杖捜索を開始し、駅構内で彼と交戦する。激戦の末に虎杖を気絶させるが、トドメを指そうとした瞬間、虎杖が弟であるという存在しない記憶に戸惑い、逃走する。その後、偽夏油の正体が自分たちを産み出し弄んだ加茂憲倫である事を看破。同時に自身の術式の特性により血の繋がりを感じた虎杖を彼によって産み出された自身の弟であるとみなし、虎杖との戦いに仕向けた偽夏油に激昂し反旗を翻す。渋谷事変終結後は虎杖を守るべく、彼と行動を共にしている。
死滅回遊では、虎杖への刺客として現れた禪院直哉と交戦し彼を撃退。その後乙骨や伏黒と合流した虎杖と共に高専に赴き、さらに合流した九十九由紀と共に天元のいる薨星宮へ赴く。そこで加茂憲倫と呼ばれた術師の正体とその目的を知り、天元の要請に従い九十九と共に護衛として薨星宮に残る。薨星宮に侵入してきた羂索を九十九と迎え撃ち彼を追い詰めるが敗北。その後は九十九に逃がされ、獄門疆・裏を持ち帰り高専に合流、事態を伝える。人外魔境新宿決戦では高専術師として宿儺戦に参加し、宿儺の竈から虎杖を庇い死亡する。

壊相（えそう）
声 - 檜山修之
呪胎九相図2番。次男。
筋肉質でモヒカンの男性で、裸体の上に女性物のボディハーネスを身につけている。背中に不気味な顔があり、そこから発する臭いと相まって、本人のコンプレックスになっている。しかし、隠すと蒸れるので露出しており、背中を見られると、「バチ殺し」と称して見た対象を殺そうとする。紳士的な振る舞いに加え、兄弟愛が深い。一方で、激怒すると口調が荒くなる。
自身の血液を相手に浴びせて腐蝕させる術式「蝕爛腐術（しょくらんふじゅつ）」の使い手。血液は有毒で、浴びた物体はすぐに腐蝕し、人間の場合、全身に浴びない限りは死ぬことは無いが一部だけでも激痛を伴う。ただし、自身の血液を使う性質上、釘崎の「芻霊呪法」と相性が悪く、腐蝕箇所に「共鳴り」をされると心臓にダメージを負う。また、この術式で三男・血塗と繋がっており、血液を通じての「共鳴り」のダメージは両者とも同時に受ける。
受肉後、真人らに頼まれた「お使い」として、血塗と共に宿儺の指を回収しに八十八橋に出向き、八十八橋の特級呪霊の生得領域を出た虎杖と釘崎と交戦の末に死亡する。

血塗（けちず）
声 - 山口勝平
呪胎九相図3番。三男。
呪霊のような異形。手足が生えた青い肉塊のような姿をしていて、小さい顔の下に大きな口がある。常に顔や大きな口から血を垂らしている。弱者と遊ぶことを好む。弟として、兄である脹相と壊相のことを慕っている。
「蝕爛腐術」の使い手であり、前述の大きな口から血液を吐いて相手に浴びせるが、壊相のものより毒性は低く、浴びるだけでは腐蝕がおこることはない。なお、壊相同様に「芻霊呪法」とは相性が悪い。また、この術式で次男・壊相と繋がっているため、血液を通じての「共鳴り」のダメージは両者とも同時に受ける。
受肉後、真人らに頼まれた「お使い」として壊相と共に宿儺の指を回収しに八十八橋に出向き、八十八橋の特級呪霊の生得領域を出た虎杖と釘崎と交戦の末に敗死する。

膿爛相（のうらんそう）、青瘀相（しょうおそう）、噉相（たんそう）、散相（さんそう）、骨相（こつそう）、焼相（しょうそう）
呪胎九相図4番〜9番。上記3名以外の未受肉の個体。真人によって持ち出されなかったため、高専の忌庫に保管されている。後に脹相が回収した。人外魔境新宿決戦の前、虎杖が取り込んだことにより彼に赤血操術が発現する。

#### その他の呪霊
蝗ＧＵＹ（こうガイ）
声 - かぬか光明
夏油たちに協力するバッタの呪霊。名前は真人が命名。4本の腕を持つ。たどたどしくはあるものの人語を話し、賢さに強いこだわりがあるのか、自分自身のことを「賢い」と思い込んでいる。
準1級以上の強さだが、術式を持たないため2級に分類される。渋谷事変では真人に連れられて明治神宮前駅で嘱託式の帳を守っており、一般人を捕食していた。虎杖と戦闘になり、小細工を弄しても埋まらない実力差で祓われた。

黒沐死（くろうるし）
黒沐死を参照。

禪院 直哉（ぜんいん なおや）
禪院直哉を参照。

### 一般人

#### 主要人物の親族・友人
虎杖 倭助（いたどり わすけ）
声 - 千葉繁
悠仁の祖父にして、育ての親にあたる。物語開始時点で入院していたが、見舞いに来た虎杖との会話中に死去する。
虎杖曰く「短気で頑固」な性格で、故に入院中に見舞いに来ていたのは孫の虎杖だけだったらしい。口が悪い上に、虎杖が小学6年生の時には彼に自身の代打ちをさせるほどのろくでなしである一方、見舞いの度に花を買ってくる虎杖に「貯金しろ」と小言を言うなど孫を思いやる一面もあり、虎杖からも慕われていた。
彼が最期に言い残した「オマエは強いから人を助けろ」「大勢に囲まれて死ね」という遺言は、虎杖が「正しい死」について考え、呪いとの戦いに身を投じる覚悟を決めるきっかけとなる。息子の仁に香織（羂索）といると死ぬと訴えていたが取り付くしまもなかった。虎杖には死の前に両親の話をしようとしたが、当の虎杖は話に興味もなかったのでその内容を知ることはなかった。
実は宿儺が生まれる前に喰らった双子が生まれ変わった存在。

虎杖 仁（いたどり じん）
虎杖悠仁の父。子供を欲しがっていたが、妻の香織との間には子に恵まれなかった。父の倭助には、羂索に乗っ取られていた香織の危険性を訴えられていたが聞くことはなく、現在は生死不明。

虎杖 香織（いたどり かおり）
虎杖悠仁の母。故人。仁との間には子供に恵まれず、何らかの事情で死亡した。その後、羂索に死体を乗っ取られて、悠仁を産んだ。肉体には術式「反重力機構（アンチグラビティシステム）」が刻まれており、羂索が夏油の肉体に乗り移った後も羂索の術式として使用されている。

伏黒 津美紀（ふしぐろ つみき）
声 - 早見沙織
恵の一つ年上の義姉。小学2年の時に恵の父親（甚爾）と津美紀の母親が付き合うも蒸発し、それ以降、恵と2人で暮らしている。
「誰かを呪う暇があったら大切な人のことを考えたい」という考えを持つ。弟想いであり、中学時代に暴力が絶えなかった恵を叱責していた。恵が中3に上がってから間も無く何かに呪われてしまい、それ以降寝たきりの状態である。彼女が高校1年生の時に八十八橋へ肝試しに行ったことで呪われていたことことが明らかになり、虎杖達が解決のために奔走するが、別々の呪いが重複していただけで回復しなかった。実は羂索によって死滅回游の泳者に選ばれており、マーキングされた時に羂索の呪力に当てられたのが寝たきりの原因だった。渋谷事変の後、目を覚ますがある過去の術師の器になっていたことが明らかになる。

沙織ちゃん（さおりちゃん）
声 - 末柄里恵
釘崎の友人。
釘崎曰く「お人形さんみたいに可愛くて聖母みたいに優しかった」少女。釘崎が小学1年生のころ、東京から釘崎が生まれた田舎の村に引っ越すが、村では現地住民の「田舎者を馬鹿にしている」という被害妄想を理由に虐げられており、のちに村から転出してしまう。釘崎とは、彼女にお菓子を手作りすると言った親しい仲を築いていたという。釘崎は高専入学後も、彼女を心の拠り所としている。

ふみ
声 - 葵あずさ
釘崎の田舎での友人の少女。釘崎が東京の呪術高専に向かう日に、次は沙織ちゃんと釘崎の三人で会うことを約束した。

小沢 優子（おざわ ゆうこ）
声 - 愛美
虎杖の中学時代の同級生。
当時は低身長の肥満体で、虎杖の好みのタイプと違うが、「字と魚の食べ方がきれい」という理由で彼の好きな女子として名前を挙げられており、本人も彼に淡い恋心を抱き、中学の卒業式で虎杖と写真も撮っている。高校入学と共に仙台から東京へ引越し、環境変化のストレスで長身化と減量に成功する。
八十八橋の事件後、偶然釘崎達に出会い、彼女達に恋愛相談をした上で虎杖と再会する。虎杖は痩せて別人のようになっても、彼女を小沢だと認識した。結局虎杖に想いを伝えるには至らなかったが、彼らと分かれる際、釘崎と連絡先を交換した。住居が渋谷事変の爆心地から離れていたため無事であり、エピローグでは仙台で偶然にも虎杖と再会する。

#### 杉澤第三高校の関係者
心霊現象研究会（オカルトけんきゅうかい）
虎杖が所属していた部活。通称「オカ研」。部員は虎杖を含めて3人であり、遊んでばかりでろくな活動報告をしていないとして、生徒会長（声：中島ヨシキ）からは煙たがられている。
心霊スポットを探索したり、部室（家庭科準備室）でこっくりさんをしたりしている。
佐々木 せつこ（ささき せつこ）
声 - 伊瀬茉莉也
オカ研の2年生の女子。心霊現象は好きだが怖がりで、虎杖がいないと心霊スポットにはいけない。
物語当初、虎杖から宿儺の指を借り受け、深夜の学校で封印を解いてしまう。そのせいで宿儺の指ごと呪いに取り込まれかけるが、虎杖によって間一髪で救出された。死滅回游では始めから仙台結界に居たため、結界から出ることを選択した。
井口 たけし（いぐち たけし）
声 - 鷲見昂大
オカ研の2年生の男子。佐々木と同じく怖がりで虎杖がいないと心霊スポットにはいけない。
物語当初、佐々木と共に、宿儺の指に引き寄せられた呪いに襲われ、頭に食らいつかれてしまう。その後救出され、一命を取り留めた。死滅回游では始めから仙台結界に居たため、結界から出ることを選択した。

高木（たかぎ）
声 - 杉村憲司
杉沢第三高校の陸上部顧問。
虎杖の身体能力に目をつけ、陸上部に入部させるため勝手に入部届を書き換えた。その後、虎杖と砲丸投げで勝負をし14mの記録を出すが、虎杖が30m弱先のサッカーゴールに球を食い込ませるという非常識な実力を見せたため、呆然とすることになる。

#### 里桜高校
吉野 凪（よしの なぎ）
声 - 野田順子
順平の実母。若々しい外見で、愛煙家。高校へ行くことを嫌がる息子を厭わず受け入れるなど懐が深く、順平からの愛情も深い。初対面だった虎杖ともすぐに親交を深め、酔った勢いでモノボケを披露させるなど自由人的な一面を持つ。
幼魚と逆罰編で登場。順平と仲を深めた虎杖を夕食で持て成す。その夜、虎杖達が映画に行っている最中に自宅のリビングに置かれた宿儺の指を発見するが、直後に引き寄せられた呪いによって惨殺される。順平が里桜高校で引き起こした事件が収束した後、拙く防腐処理された遺体が指と共に高専関係者によって発見された。

#### 盤星教「時の器の会」
園田 茂（そのだ しげる）
声 - 咲野俊介
盤星教の代表役員であり、教団の信者として天元を絶対視しており、天元が暴走して人間社会が立ち行かなくなったとしても、「星と共に堕ちるのならば已む無し」としている。
懐玉編では、伏黒甚爾に3000万円の報酬で星漿体・天内理子の暗殺を依頼し、星漿体の遺体を自身に渡した彼に報酬を渡した。
玉折編で夏油に呪殺され、彼に組織を乗っ取られた。

孔 時雨（コン シウ）
声 - 安元洋貴
盤星教の仲介人である韓国籍の男性。元刑事。名前の由来はピンポンの孔文革(チャイナ)から。
伏黒甚爾とは、彼が婿入りする前からの仲で、過去に彼に何度か仕事を依頼しており、恵のことも知っている。ただし、「ろくでなし」の彼と関わるのは「仕事か地獄でだけ」と決めている。呪術や呪霊は見えるだけで、術式は持たない。
懐玉編では盤星教と伏黒甚爾の仲介を担当し、闇の匿名掲示板で天内理子に懸賞金をかけたり、彼女の世話人の黒井を拉致したりした。玉折編では夏油の依頼を受け、盤星教の幹部を収集した。現在の動向は不明。

#### 星漿体の関係者
天内 理子（あまない りこ）
声 - 永瀬アンナ
2006年に呪術高専2年だった五条と夏油が護衛任務を担当した少女。14歳、廉直女学院中等部2年（当時）。
天元と適合する人間「星漿体」であるため、天元との同化阻止を目的とする、呪詛士集団「Q」及び盤星教"時の器の会"に命を狙われていた。
両親は事故で亡くなっており、世話係である黒井とは家族のような関係にある。
学生時代の五条と夏油と出会った当初は自分と天元を同一視するようなふるまいをしていたが、心のうちでは生きることへの渇望があった。時の器の会の依頼を受けた甚爾により殺害される。

黒井 美里（くろい みさと）
声 - 清水理沙
星漿体・天内理子の世話係の女性。理子が幼い頃に両親を亡くしてからずっと世話をしてきたことで、理子にとっては家族のような関係。黒井の方も理子のことを大切に思っている。術式は持たないが、理子を守るために基本的な呪力の扱いや体術を身につけている。代々星漿体に仕える家系の出で、一度はそれを嫌い一般の道へ進もうとするが、理子に惹かれて戻った。最後に天元との同化する理子を涙ながらに見送るも、後に甚爾の攻撃を受けて死亡する。

#### アメリカ合衆国
サイラス・ヴェイル
米国エネルギー省、エネルギー・環境担当次官。
羂索から呪術の説明を受けたことで呪力を新しいクリーンなエネルギーと見る。また、全世界で日本人狩りが行われることを危惧し、他国に先んじて呪術師を保護、ないし拉致することを大統領に提言する。

ギャリー・Ｋ・ジョンソン
統合特殊作戦コマンド（JSOC）司令官。陸軍中将。
大統領からの命令で死滅回遊において呪術師を拉致する作戦を立てる。当初は一個中隊程度で作戦を遂行しようとしたが、羂索により呪術師の強さを認識させられ、死滅回遊の結界に大隊規模の人員を投入する。

## 用語

### 呪い
人間から流れ出た負の感情や、それから生み出されるものの総称。作中で、日本国内での怪死者・行方不明者は年平均1万人を超えており、そのほとんどが呪いによる被害とされている。海外では呪術師や呪霊の発生が極端に少なく、殆ど日本・日本人でしか確認できない。

#### 呪霊
人間（非術師）から漏出した呪力が澱のように積み重なったことで形を成したモノ。学校や病院のような大勢の思い出に残る場所は負の感情の受け皿となり、呪霊が発生しやすい。また、人口（流れ出る呪力の量）の差により、地方と比較して都会の呪いは多く強く、狡猾である。
人間を襲う危険な存在という点では共通しているが、その姿形や習性は個体によって多種多様である。基本的に知性は低いが、人間と変わらぬ知性を持つものも存在する。死後呪いに転じた人間の魂は怨霊と呼ばれている。
呪力をほとんど持たない人間は呪霊を祓うことができず、個人差もあるが死に際など、特別な場合を除けば基本的に見ること・触ることもできない。また、力の強弱に関わらず、呪力を伴わない攻撃はどれほど受けてもダメージを負わないが、呪力を伴う致命的な攻撃をされると消滅する。呪霊は呪力の塊なので、人間と違い治癒に反転術式は必要ない。
呪胎（じゅたい）
呪霊として形を成した時点の姿から、強力な呪霊へ変態を遂げるタイプ。呪胎は形を成す過程で段階を踏んだ方が良いと判断された場合の存在で、呪霊は生まれた時点で能力が決まっており、基本後天的に成長することはない。変態後は特級に相当する呪霊となることが予測されるため、観測段階で特級仮想怨霊として登録される。
仮想怨霊（かそうおんりょう）
怪談や妖怪など、共通認識のある畏怖のイメージから生まれた呪霊。これらは強力な呪霊として顕現し易く、イメージの強さに比例して等級は上がり、高専ではトイレの花子さんや九尾の狐などを特級仮想怨霊として登録している。また、正体不明な強力な呪いも、とりあえず仮想怨霊として登録される。
過呪怨霊（かじゅおんりょう）
一個人に執着し、その個人への加害などを条件に顕現するもの。
精霊（せいれい）
呪霊の中でも、神聖なものに対する恐怖や後ろめたさが祈り重なって生まれたタイプ。
特定疾病呪霊（とくていしっぺいじゅれい）
呪霊の由来となった恐怖の病の名前が特定されているもの。
呪霊の等級
呪術界では、その呪力量や戦闘力に応じ、以下のように4級〜1級・特級に等級分けしている。
特級
呪霊の最上位の等級。高専が登録しているもので16体存在するとされる一方、真人のように未登録の特級呪霊も存在する。
特級呪術師になることで初めて対等に闘って祓えるとされるほどの呪力・戦闘力を持ち、個体によっては人間と変わらぬ知性を持つ。呪力が無い通常兵器が呪霊に有効と仮定した場合、その威力は「クラスター弾での絨毯爆撃と同等」とされている。一方で、特級以上の階級が無いため、特級同士で大きな実力差が出ることもある。
1級（準1級）
1級呪術師・準1級呪術師が祓えるとされる等級。呪力が無い通常兵器が呪霊に有効と仮定した場合、「戦車でも心細い」とされている。
人語を操る個体は準1級以上と見積もられる。準1級と2級の線引きは呪術（術式）を使うかどうか。
2級（準2級）
2級呪術師・準2級呪術師が祓えるとされる等級。呪力が無い通常兵器が呪霊に有効と仮定した場合、「散弾銃でギリギリ倒せそうな程度」とされている。
また、蝗GUYのように、準1級相当の力はあるが術式を持たない個体が2級に等級分けされるケースもある。
3級
3級呪術師が祓えるとされる等級。呪力が無い通常兵器が呪霊に有効と仮定した場合、「拳銃があると心強い」とされている。
4級
呪霊の最下位の等級。
4級呪術師が祓えるとされる。呪力が無い通常兵器が呪霊に有効と仮定した場合、「木製バットで倒せる」とされる。
蝿頭（ようとう）
4級にも満たない低い等級の呪霊で、手のひらや肩に乗る程度のサイズの個体が該当する。

#### 呪術師
呪力をコントロールし、呪術を使う人間で、呪霊を祓うために暗躍する。呪術師になれる人間は非常に限られており、社会的にはマイノリティな存在。略称は「術師」。天与呪縛の例を除き、その全員が呪霊を視認し祓えるほどの呪力を体に宿している。戦術は各々によって多種多様。
術式行使による呪力の消費量や容量の差はあるものの、非術師に比べて呪力の漏出が極端に少なく、その呪力から呪霊が生まれることは無い。ただし例外として、術師自体が死後呪いに転じる場合があり、それを防ぐ為に、術師を殺す際は呪力を伴う攻撃をしなければならないとされる。
術師と非術師の違いは脳にあるとされるが、脳と呪力の関係はまだブラックボックスである。普段呪いが見えない人間も、死に際などの特殊な場合は脳が変異して見えるようになることもあり、大きく呪力を放出する。また呪術師や呪霊も死に近づくことで呪力の核心を掴むなど覚醒する例がある。
秘匿死刑の実行、任務先に関する情報は全て開示される等、様々な越権が許されている一方、原則として非術師（一般人）を呪殺することは禁じられており、破った者は呪術規定9条に基づき「呪詛師（じゅそし）」に指定され、処刑対象となる。
呪霊の中に見られていると気付いた瞬間に襲ってくる個体が存在するため、サングラスや眼鏡等で視線を隠す者が多い。
呪術師の等級
呪術高専では実力に応じて4級〜1級・特級に階級分けされており、同じ階級の呪霊と比較した際は、呪術師の方が強い（2級呪術師の場合、2級呪霊を祓うことができて当たり前のレベルで、その実力は1級呪霊に近いものとされる）。そのため、高専関係者の呪術師には、基本的には自らの階級以下の呪霊に関する任務が割り振られる（2級以下は2人以上で任務を割り当てられる）。しかし、呪術師は常に人手不足であるため、実力不相応の任務にあたることが多々ある。なお、階級はあくまで術師としての実力を表すものであり、階級が高いほど、高専における権力が高いというわけではない。大抵の術師は2級や準1級で頭打ちになるため、1級に辿り着ける者は少なく、危険・機密・俸給も準1級以下よりも1級の方が高い。そのため楽巌寺は、1級を「規格外の特級に変わって他の呪術師・呪術界を牽引していく存在」と考えている。また、2級呪術師は、高専1年でも術師としての単独活動が許される。特級術師の資格条件は「単独での国家転覆が可能」であること。
高専の正式な手続きは踏んでいないが、協力関係にある術師には特別等級が付与され、各等級に相当する実力によって特別◯級呪術師と呼ばれる。
昇級するには推薦が必要だが、教師は受け持ちの生徒を推薦出来ない。推薦された後は、現役の1級または1級相当の術師とともに任務を遂行し、適正アリと判断されれば準1級へと昇格する。その後、単独での1級任務に指名され、任務の結果によって正式に1級へと昇級できる。

#### 呪術
呪霊を祓うための戦術であり、使用すると残穢（ざんえ）と呼ばれる呪力の痕跡が残る。呪術師だけでなく、一部の呪霊も使用する。呪術は呪霊と同じく普通の人間が目視することは出来ない。呪術は多種多様で、術師の数だけ祓い方があると言われる。
呪力（じゅりょく）
人間の負の感情から生まれる「負のエネルギー」。呪霊の体も呪力で構成されている。
呪術師は僅かな感情から呪力を捻出する訓練を行う。呪力をほとんど持たない人間は、呪霊を祓うことが出来ず、個人差もあるが基本的に見たり触れることが出来ない。また、呪力の有無はほぼ生まれつきで、後天的な作用はほとんどない（虎杖は呪物である宿儺の指を取り込むことで、例外的に呪力を手に入れた）。呪力は臍を起点に、胸、肩、腕などの各部位へ順に流すのがセオリーで、術師はこれを意識的に行なっている。呪力を乗せた打撃は呪霊を祓うことが出来るため、呪術師は体術も会得する。
生得領域（しょうとくりょういき）
術師・非術師に限らず生まれながらに有している、心の中に存在する心象風景ともいうべき空間。
縛り（しばり）
呪術においては制約と誓約を設けることでメリットを得る（例えば呪力や術式効果を底上げする）ことが可能でこれを縛りという。しかし破った場合は向上した力は消滅する。縛りの中には、まれに自分の意思とは関係なく先天的に身体に課されるものもあり、このような縛りは「天与呪縛（てんよじゅばく）」と呼ばれる。天与呪縛の代償は大きい反面、強大な力を得られる。また、利害関係によって他者と共に縛りを課すこともあるが、他者間の縛りは簡単ではなく、破った時の罰が不確定である。
反転術式（はんてんじゅつしき）
本来「負のエネルギー」である呪力を掛け合わせることで「正のエネルギー」を生み出す高等な呪力操作。名前に「術式」とあるが、生得術式では無い。この「正のエネルギー」によって、人間を治癒することができる。ただし、習得するのは非常に困難で使い手は少なく、治癒の規模にも個人差があり、正のエネルギーをアウトプットして他人を治すことはさらに難しい。なお反転術式は通常の倍呪力を消費する。
通常の呪力は腹から流すものだが、反転術式は頭で回すため、頭部を破壊されると強力な反転術式使いでも死ぬ。反転術式と通常の呪力操作は基本同時には出来ない。
呪符（じゅふ）
呪力の媒介に用いられる札。術師が呪力や術式をこめることで様々な効果を発揮でき、式神の召喚や呪物の封印等に使われる。
黒閃（こくせん）
打撃との誤差0.000001秒以内に呪力が衝突した際に生まれる空間の歪み。「黒閃」という呼び方は空間の歪みが生じると呪力が黒く光ることから由来する。
威力は通常の攻撃の2.5乗であるが、発動するには自分や対象の状態、環境などの様々な要因が重なるため狙って出せる術師は存在しない。ただし、一度黒閃を出せば術師はゾーンの状態に入り、その日の内は連続して黒閃を出すことが容易くなる。
黒閃を経験することで、呪力が呼吸のように自然にめぐり、自分中心に立ち回っているかのような感覚を覚え、自らの呪力の性質を真に理解できる。そのため、黒閃を経験した者としていない者には、呪力の核心との距離に大きな差が生じる。
呪詞（じゅし）・掌印（しょういん）
詠唱と手で印を結ぶこと。術式の構成や発動をするまでに必要な手順。呪術を極めることは引き算を極めることとされ、これらを省略することが出来るかで術師の腕は決まる。しかし呪術を極めた者がこれらの手順を省略せずに術式を発動すれば威力の向上をさせることが出来る。
秘伝「落花の情（らっかのじょう）」
御三家「禪院家・五条家・加茂家」に伝わる対領域展開術。
簡易領域や領域展延のように領域を展開せず、自身を呪力の膜で覆い、必中の術式が自身に触れた瞬間に自動的にカウンターで呪力を解放して身を守る呪力操作のプログラム。五条の無量空処などの複雑な術式には効果が無いが、宿儺の斬撃などの単純な術式には有効。

##### 術式
呪力を流して発動する特殊能力であり、生得術式（しょうとくじゅつしき）や結界術（けっかいじゅつ）がある。
呪力を「電気」に例えると、術式は電気を流して使用する「家電」に当たる。術式の有無や向き不向きは、生まれつきで決まる。

###### 生得術式
術師が先天的に持つ、肉体（右脳の前頭前野あたり）に刻まれた術式のこと。作中で単に「術式」と言う場合、生得術式を指す。
呪力を自身の術式に流し込みその効果を発動することを呪術と呼び、作中では術式に対して「呪術」という単語が用いられることが多い。必ずしも術式を生まれながら有するわけではないため、呪術師の実力は才能がほぼ8割とされている。
術式順転（じゅつしきじゅんてん）
術式に「負のエネルギー」である通常の呪力を流して発動すること。基本的に術式は順転で発動される。
術式反転（じゅつしきはんてん）
反転術式で生み出した「正のエネルギー」を術式に流して発動させる技。「順転」とは逆の効果を生み出し、最低出力は順転の2倍。
拡張術式（かくちょうじゅつしき）
生来の術式の解釈を広げることで成立させた、術式を応用したオリジナルの呪術。
相伝術式（そうでんじゅつしき）
術式は遺伝することがあるため、一部の術師の家系で後世に継がせている強力な術式のこと。
極ノ番（ごくのばん）
領域を除いたそれぞれの術式の奥義のようなもの。
載（サイ）
極ノ番以外で技の出力を最大にしたもの。
式神（しきがみ）
術師の呪力で構成された化身であり、使い手の指示に従って相手を攻撃し、術式を解除すると消滅する。呪符でも召喚可能で、生得術式を持たない者でも、簡単なものを作ることはできる。
呪骸（じゅがい）
呪力を宿し、自立可能な無生物。自然発生するものは、呪霊のように人間に敵対的な態度をとる。呪骸は心臓となる「核」を持たせたものを人工的に作り出し、式神のように操ることも可能である。他の操術よりも自立して行動が可能だが、動力は術師の呪力を消費する。
傀儡（かいらい、くぐつ）
呪骸とは異なり、核の無い傀儡に呪力を流し、術式によって使い手の直接的な意思で遠隔操作されるタイプのもの。

###### 結界術
指定した空間の内と外を分け隔てる「結界」を作る術式。
自分の中に術式を0から構築し、言霊に乗せた呪力を流して発動する。基本的に、呪力が一定量あれば努力次第で習得出来るが、向き不向きが激しく、結界術を習得していない実力者も多い。
結界自体には質量が備わっており、結界と結界の間に閉じ込められると最悪圧死する
帳（とばり）
外から見えなくして呪いをあぶり出す漆黒の結界であり、呪いが見えない非術師には内部を認識できない。作中で「結界」という単語は「帳」を指すことが多い。
「闇より出でて闇より黒くその穢れを禊ぎ祓え」という呪詞の詠唱で発動する。生得術式を持たないものでも使用可能。
術師がその効果（指定した人物の侵入を防ぐ等）を設定でき、付与した効果は球形に広がり地面の中にも有効である。結界の効力の足し引きに使える条件は基本的に「呪力にまつわるモノ（人間・呪霊・呪物）」だけであり、副次的効果として電波が遮断されるが、術式に電波の要否は組み込めない。発動した術師は、帳が破られたことや破損地点を知覚可能。上級の使い方として、視覚効果（認識できなくする）よりも術式効果（人を結界に入れない）を優先することが可能。
他者の侵入を防ぐバリアとして機能する場合、基本的に発動した術師はその中にいるが、上級的な応用として、術師が外に出ることで発見・撃退されるリスクを上げて、その強度を上げることが出来る。
また、呪力や言霊を他者に託すタイプの帳は嘱託式と呼ばれており、呪符が巻かれた杭を基として用いる。基に呪力を込めて発動するため、基を壊されると帳が解除される。
領域展開（りょういきてんかい）
人間や呪霊が持つ心の中「生得領域」を、術式を付与して呪力で外部に構築した結界。「呪術戦の極致」と呼ばれ、これを習得している者は非常に限られている。「閉じこめる」ことに特化した結界で、「領域」とも呼ばれる。領域は内からの耐性を上げているため、逆に外からの力に弱く、侵入することが容易い。
領域展開は「環境要因による術師のステータス上昇」や「結界に付与した必殺の術式を必中必殺に昇華」「引き入れた相手の術式の中和」といった大きなメリットがある。中和効果によって、領域内では「無下限呪術」の使い手・五条悟にも攻撃が当たる。ただし、領域を広げる際は呪力の消費が膨大で、領域を延々と展開するのは不可能。また、使用後は術式が焼き切れて一時的に使用困難になる欠点（使用できないわけではない）もある。
外観や効果は生得術式によって異なり、術式効果によっては、引き入れた時点で使い手の勝利がほぼ確定する必殺の領域もある。
特に領域の結界は、体内条件、体外条件、体積、構築速度など各々の術師が結界を成立させられる要件が決まっており、領域展開の都度それらは変更出来るようなものではない。
未熟な術師などが構築する術式が付与されていない領域もあり、それらは「未完成の領域」と呼ばれる。また、結界を閉じずに領域を展開する技術もあり、これはキャンバスを用いずに空に絵を描く神業とされ、使い手は宿儺と羂索しかいない。
領域への対策としては、相手の呪術を呪術で受けるか、最も有効な手段は対抗する領域の展開である。同時に領域が展開された時はより洗練された術がその場を制する（相性や呪力量も関係する）。領域同士がぶつかった場合、結界を押し合い、互いの必中効果を打ち消し合う。また、大抵は無理だが、領域外に逃げるという方法もある。
かつてはもっとスタンダードな技術だったが、術式を必中させるだけでなく、必殺させることにも拘った結果難易度が上昇して使い手が減少した。
領域展延（りょういきてんえん）
領域の内、自分だけを包む液体のような領域をさす。簡易領域をさらに練り上げた技術。展開した領域にあえて術式を付与しない事で空きを作り、触れた相手の術式をそこに流し込ませて中和することができる。相手の術式だけでなく領域展開の必中効果も中和できることや、自由に動けるというメリットがある一方、自身の領域に空きを作るために生得術式との併用はできないというデメリットがある。また、出力の高い術式効果は中和しきれないことがある。
シン・陰流（シン・かげりゅう）「簡易領域（かんいりょういき）」
呪術が全盛だった平安時代、蘆屋貞綱（あしやさだつな）が自身の門弟を凶悪な呪詛師や呪霊から守るために編み出した、強者の領域から身を守るための弱者の領域。
領域展開のように生得領域の具現化はされないが、「術式の付与された結界を中和することで領域展開の必中効果を無効化する」という効果を生み出す。なお対領域相手には出力が足りず簡易領域は剥がされる恐れがあり、時間稼ぎとしかならない。簡易領域は術式そのものを中和できないが、簡易ながらも領域であるため、領域内で術者の出力は上がり、他者の術式は弱まる。真人のような術式の呪霊相手でもその体内で簡易領域を作り出せば術式を中和してダメージを与えられる。
両足を地面から離さないなどといった、基本的には様々な縛りを設けることで成立させる技術。使い手により領域の範囲もまちまち。簡易領域は一門相伝であり、呪詛師への技術流出を防ぐために、この技術を故意に門外に伝えることは「縛り」で禁じられている。ただし見て盗む行為は縛りに抵触しない。
彌虚葛籠（いやこつづら）
シン・陰流「簡易領域」の原型である領域対策。球体状の結界を展開する。簡易領域と同じで、術式の付与された結界を中和することで領域展開の必中効果を無効化する。

#### 呪具
呪いを宿した武具。術師が使って呪具化したもの、元々曰くのあった物の主に2種で、単に武具に呪力を込めて使うものは呪具では無い。武具を術師が使い込んだり、呪力や術式を込めることで呪具化する。これはものによっては呪力を持たない人間にも扱え、呪いを祓うことが出来る。
呪物と同様に等級があり、威力・効力によって4級〜1級・特級に分けられ、高等なほど高度な術式を帯びる。特級ともなれば極めて希少な特殊効果を持ち、貨幣価値で数億円は下らない。ミゲルの黒縄や魔虚羅の退魔の剣は特級相当の呪具。
屠坐魔（とざま）
禪院真希の所有する短刀の呪具。五条悟経由で呪力をまだ制御できない虎杖に貸し出された。後に英集少年院で特級仮想怨霊に破壊されてしまった。
游雲（ゆううん）
特級呪具。特殊能力は無いが、使い手の膂力を最大限引き出す三節棍。元は伏黒甚爾の所有物だったが、夏油が武器庫呪霊を取り込んだことで彼のものになり、夏油死亡後は禪院家が所有権を主張し高専忌庫で保管される。後に五条悟の力で度々真希に貸し出される。
天逆鉾（あまのさかほこ）
特級呪具。発動中のあらゆる術式を強制解除する効果を有する小刀。伏黒甚爾が所有していたが、五条悟が海外に封印したか、破壊した。
万里ノ鎖（ばんりのくさり）
特級呪具。端を観測されなければ際限なく伸びる鎖。伏黒甚爾が所有していた。
釈魂刀（しゃくこんとう）
あらゆるものの硬度を無視し、魂を切り裂く刀。十全に扱うためには無生物の魂すら観測する目が必要。伏黒甚爾が所有しており、後に真依がレプリカを術式で構築して真希が使用する。
竜骨（りゅうこつ）
組屋鞣造が製作した呪具。刃で受けた衝撃と呪力を蓄積し、使い手の意図に合わせて峰から噴出する。鞣造の工房から真希が回収して使用した。
神武解（かむとけ）
宿儺が生前所有していた金剛杵のような形をした呪具。雷撃を発生させる効果がある。
飛天（ひてん）
宿儺が生前所有していた槍の呪具。

#### 呪物
呪いを篭められた武器道具以外の物は呪物と呼ばれ、呪いの強度で4級〜1級・特級の等級に分けられている。
物体として現存する呪物は、呪霊が特に発生しやすい学校で魔除けとして使用されている場合もあるが、本質は、より邪悪な呪物で他の呪いを寄せ付けない悪習に過ぎず、経年によって封印が緩み、呪いを呼び寄せ肥えさせる餌に転じたものもある。
呪物は生命を止めて他に害をなさないという縛りで存在を保証しているため、特級ともなると破壊することが出来ない。「両面宿儺の指」や「呪胎九相図1番〜3番」が特級呪物に分類され、特に宿儺の指は呪物と化しても他に害を与える特別製で、器を選ぶ。
受肉体（じゅにくたい）
呪物が人間などを器として、肉体を得ることが出来た状態のこと。人間が呪物を取り込み、呪物に肉体を支配され形状が変態までしてしまうことを受肉という。受肉の過程で器の自我は殺される。人間に受肉したものは呪霊と違い死亡しても消滅しない。死滅回游に参加した過去の術師の受肉体たちが羂索と契約をした理由は、羂索以外には死後の呪物化の方法を知らないためである。
獄門疆（ごくもんきょう）
偽夏油（羂索）が五条悟の封印に使用した特級呪物。元は海外に存在していた。生きた結界・源信の成れの果てで、封印できないモノは無い。通常時は手のひらサイズの立方体の形で、未使用時は全体に呪符が貼られている。
使用する際は、「開門」と詠唱することで立方体の内部にある巨大な1つの目が出現、封印する対象を定める。封印条件は、「開門後、封印有効範囲・半径4m以内に1分間対象を留めなければならない」というもの。なお、この1分は「対象の脳内時間で1分」である。
封印条件を満たすと6つに分かれ、六方から対象を捕縛する。捕縛された対象はその時点で呪力と体の力を奪われ、抵抗不能になる。その後「閉門」と詠唱して対象を立方体の中に閉じ込めで封印が完了する。封印の定員は1名で、一度使うと中の人間が自死しない限り使用不可。内部では物理的時間が流れておらず、外部の時間で100年〜1000年といった長い期間封印することが可能。
羂索が五条に使用した際は、夏油の姿で目の前に現れ、五条の脳内で「3年間の青い春」を溢れださせることで条件を満たし、封印に成功した。
所有者以外で封印された対象を解放する方法は呪具・天逆鉾か黒縄、天使の術式を使うしかない。
獄門疆「裏」
天元が所持していた獄門疆の裏門。表の獄門疆と繋がっていおり、こちらを開ければ表の封印も解かれる。しかし、開閉の権限は表の所有者にある。封印を解除する条件は表と同じ。

#### その他
呪術規定（じゅじゅつきてい）
全ての呪術師が遵守すべき決まり。全9条。呪術界においては非術師の庇護こそが最重要視される。この規定を犯した場合は呪術総監部により呪詛師認定や死刑などの処置がなされる。
例えば8条は非術師に呪いに関することを明かしてはならない「秘密」、9条は呪術師の非術師に対する危害を禁止する「非術師の保護」となっている。

星漿体（せいしょうたい）
天元との適合資格を持つ人間。天元は星漿体と同化し肉体情報を一新、そうすることで自らの術式効果をリセットし、肉体が進化してしまうことを防いでいる。天元・星漿体・六眼の三つは因果で繋がっているという。

浴（よく）
家宝として秘蔵する器物を呪具化する儀式。蠱毒で残った生物から得られる呪力の溶液に、十月十日漬け込むことで呪具と成す。

共振（きょうしん）
呪物などの間に起こる現象。2018年6月に両面宿儺の指1本分が虎杖に受肉したことをきっかけにして、呪霊に取り込まれていた別の宿儺の指が力を解放している。これによって八十八橋の呪霊が、数年前にマーキングしていた人間の呪殺を始めていた。また、八十八橋の呪霊の本体は英集少年院で宿儺の指を取り込んでいた特級仮想怨霊と同じ外見をしていた。

### 組織・家系
呪術高等専門学校（じゅじゅつこうとうせんもんがっこう）
東京と京都に1校ずつ存在する四年制の呪術教育機関。表向きは私立の宗教系学校とされている。略称は「呪術高専」「高専」。
多くの呪術師が卒業後もここを活動拠点としており、教育のみならず任務の斡旋やサポートも行っている呪術界の要。なお、たとえ学生であっても任務に出る以上給料は支払われる。また関係者として、任務時の送迎や帳を下ろしたりなどの高専術師の補助を行う「補助監督」や、術師ではないが呪いを視認できる「窓」などがいる。
校舎は天元の結界に囲まれており、高専が登録していない呪力を持つ者が中に入るとアラートが鳴るようになっている。
東京都立呪術高等専門学校
東京の郊外、筵山麓（むしろやまふもと）から山間を抜けた位置に存在する。都立呪術高専、単に東京校とも。敷地内に数多の寺社・仏閣が建てられており、天元の結界術によって日々配置が替わっている。学校の地下最下層に存在する、天元の膝元に当たる薨星宮（こうせいぐう）は、シャッフルされる建物の1000以上ある扉の内どれかが入口として繋がっており、さらに本殿に高専を囲う結界とは別の特殊な結界が張られており、その中には天元に招かれた者しか入ることはできない。また、入口から薨星宮に向かう道の途中には、呪具や危険度の高い呪物を保管する忌庫（きこ）がある。

御三家（ごさんけ）
呪術全盛の平安時代に突出した呪術師の家系。現在でも名門として残る呪術界のエリート家系であり、禪院家、加茂家、五条家の三家を指す。
三家それぞれには相伝の術式に加え、御三家に伝わる対領域術の技・秘伝「落花の情」も存在する。一方で、術式や呪力を持たない者は、戦闘力の有無を問わず家系内で冷遇される。
慶長年間には五条家と禪院家の当主同士の御前試合が行われており、相討ちとなったことで現在でも両家の中は悪い。
禪院家（ぜんいんけ）
強力な呪術師を取り込むことで地位を獲得した家であり、自身の影を媒介とした十種の式神術「十種影法術」など相伝の術式が複数存在する。しかしそれ故に相伝の術を継がなかった者は落伍者扱いとなる。また「禪院家に非ずんば呪術師に非ず、呪術師に非ずんば人に非ず」という言葉も残っているなど選民的な思想が強い。準一級以上の実力者で構成された「炳（へい）」、術式を持つが炳に所属するほどの力を持たない者で構成された「灯（あかし）」、術式を持たない男児が入隊する「躯倶留隊（くくるたい）」などの術師部隊がある。
死滅回游編にて、覚醒した真希により全家が惨殺され、完全に壊滅した。
加茂家（かもけ）
平安時代に台頭した陰陽師の血統を受け継ぎ、伝統と格式を重んじている。相伝の術式は自身の血液を媒介とする「赤血操術」。呪術界上層部と最も近しい、保守派の母体。
死滅回游編にて、羂索に現当主を殺され乗っ取られた。
五条家（ごじょうけ）
超大物呪術師である菅原道真を祖先とする。相伝の術式は「無限」を操る「無下限呪術」。また呪力を見通し、微細な操作も可能にする「六眼」を保有する者が現れることもあり、無下限呪術と同時に保有している者は何百年といなかった。現在の五条家はほぼ五条悟のワンマンチーム。

呪術総監部（じゅじゅつそうかんぶ）
呪術師を統制する最高機関。日本国のトップに君臨する。
呪術規定に基づき、呪術師の処罰を命じる。長い時を経て自己保身や権力維持を優先するなど腐敗しきっている。現在の上層部は伝統や地位による保守的な方針ばかりに従う保守派揃いであり、五条はその革新を目指している。保守派の筆頭が京都高の楽厳寺学長。また、五条が自身の「最強」による発言力を利用した融通（ワガママ）によって救われた術師（虎杖等）も数多く存在する。総監部の保守派の一部は既に羂索の傀儡。まだ完全に一枚岩ではなかったが、死滅回游編で羂索が反対勢力を始末したことで完全に手中に収めてしまった。その後、封印から復活した五条悟によって総監部は皆殺しにされた。

アイヌ呪術連（アイヌじゅじゅつれん）
北海道に存在する神居古潭を拠点にする呪術師連合。北海道は呪術連による結界が張られている。

狗巻家（いぬまきけ）
呪言師の一族。相伝の術式は呪力を言葉に乗せて放つ「呪言」。呪術界の中では例外的に、家系から呪術師を絶やしていく方針をとっている。

シン・陰流（シン・かげりゅう）
平安時代から続く呪術の流派。創始者は蘆屋貞綱。貞綱によって、弱者のための「簡易領域」が考案された。術式の持たない呪術師の拠り所だが、現在は腐敗しており、簡易領域の独占を盾に当主が門弟に対して無理な縛りを強制的に科している。

盤星教（ばんせいきょう）「時の器の会」
天元を信仰崇拝する非術師の宗教団体。奈良時代に天元が術師に対して道徳基盤を説いたことが始まり。純粋な天元を崇拝しているため、天元が星漿体と同化することは不純物が混じることと考え、その存在を抹消しようとした。後に夏油傑に完全に乗っ取られて、名前も改められた。現在は夏油が非術師の信者から金と呪霊を集めるための組織になっている。

日月星進隊（じつげつせいしんたい）
平安時代に存在した、藤原北家直属の暗殺部隊。滅私奉公を強制され、所属する者は名前を持つことすら禁じられている。両面宿儺によって殲滅された。

五虚将（ごくうしょう）
平安時代に存在した、藤原北家直属の征伐部隊。両面宿儺によって殲滅された。

涅漆鎮撫隊（でっしちんぶたい）
平安時代に存在した、安倍家の精鋭と菅原家余党で編成された部隊。両面宿儺によって退けられている。

### 事件・出来事
新宿・京都 百鬼夜行
2017年12月24日に呪詛師夏油傑とその仲間が起こした未曾有の呪術テロ。都立呪術高専にて「各地に1000体の呪霊を放ち虐殺を行う」と夏油が宣戦布告し、当日呪術師達は迎撃をするが、それは孤立した乙骨憂太を夏油が殺し、特級過呪怨霊折本里香を取り込むためのものだった。結果として夏油は撃退され、事態は終結。夏油以外の呪詛師達は逃げおおせた。

姉妹校交流会
毎年の夏期に東京と京都の呪術高専が行う高専生同士の交流会。場所は昨年の交流会で勝利した学校で行う。参加するのは2年生と3年生であり、殺し以外は何でもありの呪術戦。初日が団体戦、2日目に個人戦で、その内容は両校の学長が提案した勝負方法になる。作中では2018年9月に東京校で「京都姉妹校交流会」が行われた。

渋谷事変（しぶやじへん）
2018年10月31日の夜、渋谷にて起こった呪詛師・呪霊による呪術テロ。最強の術師五条悟の封印を目論み仕組まれたものであり、数多くの一般人が巻き込まれた。この事件で五条悟が獄門疆に封印され、呪術高専が対処にあたったことで犠牲を出しながら呪詛師・呪霊を討滅することが出来たが、黒幕である夏油傑（羂索）は千人の非術師を術師として覚醒させ、獄門疆と共に姿を眩ました。この時、羂索によって1000万は下らない呪霊が放たれたことで東京都全域が立入禁止区域となる人外魔境と化してしまった。その結果、呪霊の存在が一般に公開されるようになる。

死滅回游（しめつかいゆう）
2018年11月1日より始まった未曾有の呪術テロ。加茂憲倫（羂索）が仕組んだ呪術を与えられた者達による殺し合い。八つの総則（ルール）があり、10月31日24時頃に羂索が目覚めさせた千人の術師が強制参加させられている。ゲームの管理者は羂索ではなく回游のプログラムそのもの。死滅回游の意義とは日本全土を対象とした人類と天元の同化による人類への進化の強制、その慣らしとして行われる儀式。慣らしとは全国に10ヶ所ある結界（コロニー）を術師の戦いや死により呪力で満たし、それによって日本の人間に呪いをかけることである。高専メンバー達はルールを追加することで死滅回游の平定及び五条悟の封印解除のため参加する。

## 表現技法

### テーマ
「呪い」をメインテーマとした本作においては、呪霊と呼ばれる具現化した呪いと呪術師たちとの戦いが描かれる。

### キャラクター造形
主人公の高校生・虎杖悠仁は自らの死に対しては達観しており、それは祖父を看取る場面などに現れている。同時に、彼には「正しい死」を望む行動理念があり、天寿を全うする前に人々を殺す呪霊に対しては激しい敵意を向ける。作者の芥見は虎杖のキャラクター造形の経緯について、親近感や頼もしさを感じるような、「近所にいたらいい」というタイプを想定したと、自身が審査員として参加したJUMP新世界漫画賞の連載企画にて、読者の質問に答える形で明らかにしている。同時に、芥見は自身が苦手とする「少年漫画の主人公らしさ」を虎杖に押し付けたとも話しており、当初は彼のことを好きにならないだろうと思っていたが、真人戦から少し好きになったことも明かしている。
呪霊たちは人間の負の感情から生まれたという設定であり、その行動規範や命に対する価値観は人間と大きく異なる。このため、呪霊たちが一般人を殺す場面はあえて軽く描かれている。同時に、人間の死を軽んじる呪霊たちは、虎杖の生き方や信条を侮辱する存在でもあり、対立構造が出来上がっている。たとえば、特級呪霊の一人である真人は、人間の魂に触れて武器や改造人間などに加工する能力を持っている。一方で、芥見の担当編集者の片山は呪霊たちについて、欲求に対して素直な存在として描かれているため、心象を描く場面はあまり必要ないかもしれないとインタビューの中で述べている。さらに、片山は、芥見が彼らを完全な悪として描いているわけではないとも話している。キャラクターの造形にあたり、芥見は高校時代の受験勉強の小論文対策で得た「最初の一行で読み手の心をつかめ」というアドバイスを意識しているほか、読者にとって新しい視点を与えるキャラクターづくりを心掛けていると話している。一方で、キャラクターの設定を固めすぎて自らの思考の切り売りになるのを防ぐため、設定は最小限にしているとも述べている。たとえば、呪術師の一人である七海は「脱サラ」という記号と、大まかな過去や動機と性格だけで構築されており、彼の口から「世の中の大半は善人でも悪人でもない」という言葉が飛び出したときは、彼が他人に見えて安心したと芥見は振り返っている。

### 他作品からの影響
芥見の担当編集者である片山は芥見本人から聞いた話として、『BLEACH』からの影響が大きいとJUMP j BOOKSとのインタビューの中で明かしている。また、片山は、芥見が漫画だけでなく国内外の映画や小説やテレビドラマを見ており、本作の画風や作風は様々なところから影響を受けているのだろうと推測している。SYOもスピード感あふれる戦闘シーンが他のアニメや海外の映画から影響を受けていると指摘している。一方、テレビアニメ版で主人公・虎杖悠仁を演じる榎木淳弥は原作を読んだ際、ストーリー構造が海外ドラマのようだったとSPICEとのインタビューの中で話している。さわだは、本作から過去のジャンプ作品から影響を感じつつも、むしろ「既視感」から着地点や見せ方をずらしてオリジナリティを生み出していると指摘している。その例として、さわだは4巻第29話における虎杖＆七海建人の呪術師タッグと呪霊・真人との戦いを挙げている。同エピソードにおいて真人は、術式で加工した「改造人間」を虎杖らにけしかけており、この場面は罪なき人間を盾にして主人公を追い詰める行為に相当する。他の『ジャンプ』作品では敵に手出しできない主人公がいたぶられながらも自らの正義を全うするのに対し、本作においては虎杖が改造人間から話しかけられて一瞬躊躇するものの抹殺する上、虎杖が殺す場面の代わりに戦闘終了後に虎杖が殺人を犯した旨を告げて人の死について考える場面が挿入される。

## 書誌情報

### コミック
- 芥見下々 『呪術廻戦』 集英社〈ジャンプ コミックス〉、全30巻
  1. 「両面宿儺」2018年7月9日発行（7月4日発売[集 1]）、ISBN 978-4-08-881516-9
  2. 「呪胎戴天」2018年9月9日発行（9月4日発売[集 2]）、ISBN 978-4-08-881608-1
  3. 「幼魚と逆罰」2018年12月9日発行（12月4日発売[集 3]）、ISBN 978-4-08-881666-1
  4. 「殺してやる」2019年3月9日発行（3月4日発売[集 4]）、ISBN 978-4-08-881756-9
  5. 「京都姉妹校交流会」2019年5月7日発行（5月2日発売[集 5]）、ISBN 978-4-08-881828-3
  6. 「黒閃」2019年7月9日発行（7月4日発売[集 6]）、ISBN 978-4-08-881876-4
  7. 「起首雷同」2019年10月9日発行（10月4日発売[集 7]）、ISBN 978-4-08-882076-7
  8. 「懐玉」2020年1月9日発行（1月4日発売[集 8]）、ISBN 978-4-08-882168-9
  9. 「玉折」2020年1月9日発行（1月4日発売[集 9]）、ISBN 978-4-08-882218-1
  10. 「宵祭り」2020年3月9日発行（3月4日発売[集 10]）、ISBN 978-4-08-882274-7
  11. 「渋谷事変-開門-」2020年6月9日発行（6月4日発売[集 11]）、ISBN 978-4-08-882296-9
  12. 「渋谷事変-降霊-」2020年8月9日発行（8月4日発売[集 12]）、ISBN 978-4-08-882381-2
  13. 「渋谷事変-霹靂-」2020年10月7日発行（10月2日発売[集 13]）、ISBN 978-4-08-882429-1
  14. 「渋谷事変-理非-」2021年1月9日発行（1月4日発売[集 14]）、ISBN 978-4-08-882534-2
  15. 「渋谷事変-変身-」2021年3月9日発行（3月4日発売[集 15]）、ISBN 978-4-08-882581-6
  16. 「渋谷事変-閉門-」2021年6月9日発行（6月4日発売[集 16]）、ISBN 978-4-08-882688-2
  17. 「葦を啣む」2021年10月9日発行（10月4日発売[集 17]）、ISBN 978-4-08-882736-0
  18. 「熱」2021年12月30日発行（12月25日発売[集 18][集 19]）、ISBN 978-4-08-882848-0 / ISBN 978-4-08-908413-7（アクリルスタンドカレンダー付き同梱版）
  19. 「東京第一結界-怒れる男-」2022年4月9日発行（4月4日発売[集 20][集 21]）、ISBN 978-4-08-883068-1 / ISBN 978-4-08-908414-4（記録──2018年10月“渋谷事変”にて秘匿された物品ならびに現場写真付き同梱版）
  20. 「仙台結界-宴半ば-」2022年8月9日発行（8月4日発売[集 22][集 23]）、ISBN 978-4-08-883201-2 / ISBN 978-4-08-908434-2（特製ピンズ20個付き同梱版）
  21. 「東京第二結界-豪運-」2022年12月7日発行（12月2日発売[集 24]）、ISBN 978-4-08-883311-8
  22. 「桜島結界-転生-」2023年3月8日発行（3月3日発売[集 25]）、ISBN 978-4-08-883434-4
  23. 「星と油」2023年7月9日発行（7月4日発売[集 26]）、ISBN 978-4-08-883628-7
  24. 「呪胎戴天-再帰-」2023年10月9日発行（10月4日発売[集 27]）、ISBN 978-4-08-883670-6
  25. 「人外魔境新宿決戦」2024年1月9日発行（1月4日発売[集 28]）、ISBN 978-4-08-883799-4
  26. 「南へ」2024年4月9日発行（4月4日発売[集 29][集 30]）、ISBN 978-4-08-883884-7 / ISBN 978-4-08-908458-8（記録──2006年8月或る男が遺した"天逆鉾" / 2018年11月秘匿されていた"獄門疆「裏」" / 当時の様子を記した印刷布ならびに現場写真付き同梱版）
  27. 「バカサバイバー!!」2024年7月9日発行（7月4日発売[集 31]）、ISBN 978-4-08-884115-1
  28. 「人外魔境新宿決戦-星目-」2024年10月9日発行（10月4日発売[集 32]）、ISBN 978-4-08-884211-0
  29. 「人外魔境新宿決戦-活死-」2024年12月30日発行（12月25日発売[集 33]）、ISBN 978-4-08-884377-3
  30. 「これから」2024年12月30日発行（12月25日発売[集 34]）、ISBN 978-4-08-884378-0
- 芥見下々 『呪術廻戦0 東京都立呪術高等専門学校』 集英社〈ジャンプ コミックス〉、全1巻
  1. 「眩しい闇」2018年12月4日発売[集 35]、ISBN 978-4-08-881672-2

### 小説
- 芥見下々（原作）、北國ばらっど（小説）、集英社〈JUMP j BOOKS〉
  - 『呪術廻戦 逝く夏と還る秋』 2019年5月1日発売[集 36]、ISBN 978-4-08-703489-9
  - 『呪術廻戦 夜明けのいばら道』 2020年1月4日発売[集 37]、ISBN 978-4-08-703492-9

### 関連書籍
- 芥見下々 『呪術廻戦 公式ファンブック』 集英社〈ジャンプ コミックス〉、2021年3月4日発売[集 38]、ISBN 978-4-08-882636-3
- 原作：芥見下々、訳・文：北浦尚彦『『呪術廻戦』で英語を学ぶ!』集英社、2022年8月4日発売[集 39]、ISBN 978-4-08-781719-5
- 原作：芥見下々『呪術廻戦 塗絵帳 「赫」』集英社、2023年7月4日発売[集 40]、ISBN 978-4-08-790129-0

## 反響・評価
| 単行本 累計発行部数の推移 | 単行本 累計発行部数の推移 |
| ------------------------- | ------------------------- |
| 2019年11月                | 250万部                   |
| 2020年5月                 | 450万部                   |
| 2020年10月2日             | 850万部                   |
| 2020年10月29日            | 1000万部                  |
| 2020年12月16日            | 1500万部                  |
| 2021年1月13日             | 2000万部                  |
| 2021年1月26日             | 2500万部                  |
| 2021年2月9日              | 3000万部                  |
| 2021年3月4日              | 3600万部                  |
| 2021年3月31日             | 4000万部                  |
| 2021年4月21日             | 4500万部                  |
| 2021年6月4日              | 5000万部                  |
| 2021年10月4日             | 5500万部                  |
| 2021年12月25日            | 6000万部                  |
| 2022年4月4日              | 6500万部                  |
| 2022年8月4日              | 7000万部                  |
| 2023年7月4日              | 8000万部                  |
| 2024年1月4日              | 9000万部                  |
| 2024年9月30日             | 1億部                     |

本作の第1巻は2018年7月の発売から間もなく重版がかかり、2巻が発売された同年9月までに2度重版されている。テレビアニメの放送が開始した2020年10月以降は全巻で重版が加速し、2021年3月発売のコミックスはヒットの指標を超える初版150万部、2021年6月4日発売の16巻の初版発行部数は200万部、2021年10月4日発売の17巻の初版発行部数は215万部をそれぞれ記録。2024年9月30日には本編の完結と合わせて、シリーズ累計発行部数が1億部を突破したことが発表された。また、小説版の累計発行部数は2021年2月時点で50万部を突破している。
『全国書店員が選んだおすすめコミック2019』では1位、『みんなが選ぶTSUTAYAコミック大賞2019』では大賞をそれぞれ獲得しているなどの受賞歴がある。
2024年3月、『クランチロール・アニメアワード2024』で、アニメ・オブ・ザ・イヤーに輝いた。

## アニメ
2020年10月3日から2021年3月27日まで毎日放送・TBS系列『スーパーアニメイズム』枠にて放送された。
また、『呪術廻戦0 東京都立呪術高等専門学校』を原作とする劇場アニメ『劇場版 呪術廻戦 0』が2021年12月24日に東宝の配給により、IMAX版とともに公開された。

## ゲーム
テレビアニメをモチーフにしてゲーム化されている。

## 舞台

### 公演リスト

#### 舞台『呪術廻戦』
2022年7月・8月に東京と大阪にて上演された。
2022年7月15日 - 31日：東京都・天王洲 銀河劇場
2022年8月7日 - 14日：大阪府・メルパルクホール大阪

##### キャスト（舞台）
アンサンブルキャストは割愛している。
- 虎杖悠仁 - 佐藤流司
- 伏黒恵 - 泰江和明
- 釘崎野薔薇 - 豊原江理佳
- 禪院真希 - 高月彩良
- 狗巻棘 - 定本楓馬
- パンダ - 寺山武志
- 七海建人 - 和田雅成
- 伊地知潔高 - 田中穂先
- 家入硝子 - 石井美絵子
- 真人 - 太田基裕
- 吉野順平 - 福澤希空（WATWING）
- 夏油傑 - 藤田玲
- 漏瑚 - 山岸門人
- 花御 - 南誉士広
- 両面宿儺 - 五十嵐拓人
- 五条悟 - 三浦涼介

##### スタッフ（舞台）
- 原作 - 芥見下々
- 演出 - 小林顕作
- 脚本 - 喜安浩平

#### 舞台『呪術廻戦』-京都姉妹校交流会・起首雷同-
2023年12月・2024年1月に東京と兵庫にて上演。
2023年12月15日 - 31日：東京都 天王洲 銀河劇場
2024年1月6日 - 14日：兵庫県 AiiA 2.5 Theater Kobe

##### キャスト（京都姉妹校交流会・起首雷同）
- 虎杖悠仁 - 佐藤流司
- 伏黒恵 - 泰江和明→熊沢学
- 釘崎野薔薇 - 山口乃々華
- 禪院真希 - 高月彩良
- 狗巻棘 - 定本楓馬
- パンダ - 寺山武志
- 夜蛾正道 - 南誉士広
- 冥冥 - 立道梨緒奈
- 東堂葵 - 小柳心
- 加茂憲紀 - 梅津瑞樹
- 西宮桃 - 久家心
- 禪院真依 - 長谷川愛
- 三輪霞 - 竹内夢
- 究極メカ丸 - 塩田康平
- 庵歌姫 - 平湯樹里
- 楽巌寺嘉伸 - 陰山泰
- 組屋鞣造 - 北村海
- 重面春太 - 益川和久
- 高田ちゃん - 小貫莉奈
- 壊相 - 青柳塁斗
- 五条悟 - 三浦涼介

映像出演
- 七海建人 - 和田雅成

声の出演
- 禪院直毘人 - 田中しげ美
- 伏黒津美紀・九十九由基 - 露詰茉悠
- 両面宿儺 - 五十嵐拓人
- 脹相 - 和泉宗兵

##### スタッフ（京都姉妹校交流会・起首雷同）
- 原作 - 芥見下々
- 演出 - 小林顕作
- 脚本 - 喜安浩平
- 構成補佐 - 伊藤マサミ

#### 舞台『呪術廻戦 0』WITH LIVE BAND
2024年12月・2025年1月に東京と大阪にて上演。シリーズ初の試みとして、バンドによる生演奏で上演された。
2024年12月13日 - 29日：東京都 天王洲 銀河劇場
2025年1月18日 - 19日：大阪府 SkyシアターMBS

##### キャスト（WITH LIVE BAND）
アンサンブルキャスト、バンドメンバーは割愛している。
- 乙骨憂太 - 小越勇輝
- 祈本里香 - 櫻井佑音
- 禪院真希 - 高月彩良→武田莉奈
- 狗巻棘 - 定本楓馬
- パンダ - 寺山武志
- 夜蛾正道 - 南誉士広
- ミゲル - ジョエル・ショウヘイ
- 枷場美々子 - 井手柚花
- 枷場菜々子 - 八木美樹
- 菅田真奈美 - 南千紗登
- ラルゥ - 北村海
- 祢木利久 - 塩田康平
- 夏油傑 - 藤田玲
- 五条悟 - 三浦涼介

##### スタッフ（WITH LIVE BAND）
- 原作 - 芥見下々
- 演出 - 小林顕作
- 脚本 - 喜安浩平

#### 舞台『呪術廻戦』-懐玉・玉折-
2025年8月に東京、9月に大阪にて上演予定。
2025年8月22日 - 31日：東京都 天王洲 銀河劇場
2025年9月5日 - 7日：大阪府 SkyシアターMBS

##### キャスト（懐玉・玉折）
アンサンブルキャストは割愛している。
- 五条悟 - 三浦涼介
- 夏油傑 - 藤田玲
- 家入硝子 - 石井美絵子
- 夜蛾正道 - 南誉士広
- 灰原雄 - 前川優希
- 七海建人 - 立花裕大
- 九十九由基 / 庵歌姫 - 木内海美
- 天内理子 - 小野晴子
- 黒井美里 / 冥冥 - 立道梨緒奈
- コークン - 芹沢尚哉
- バイエル - 北村海
- 孔時雨 - チャンヘ
- 伏黒甚爾 - 久保田悠来

##### スタッフ（懐玉・玉折）
- 原作 - 芥見下々
- 演出 - 小林顕作
- 脚本 - 喜安浩平